# Templu grec antic

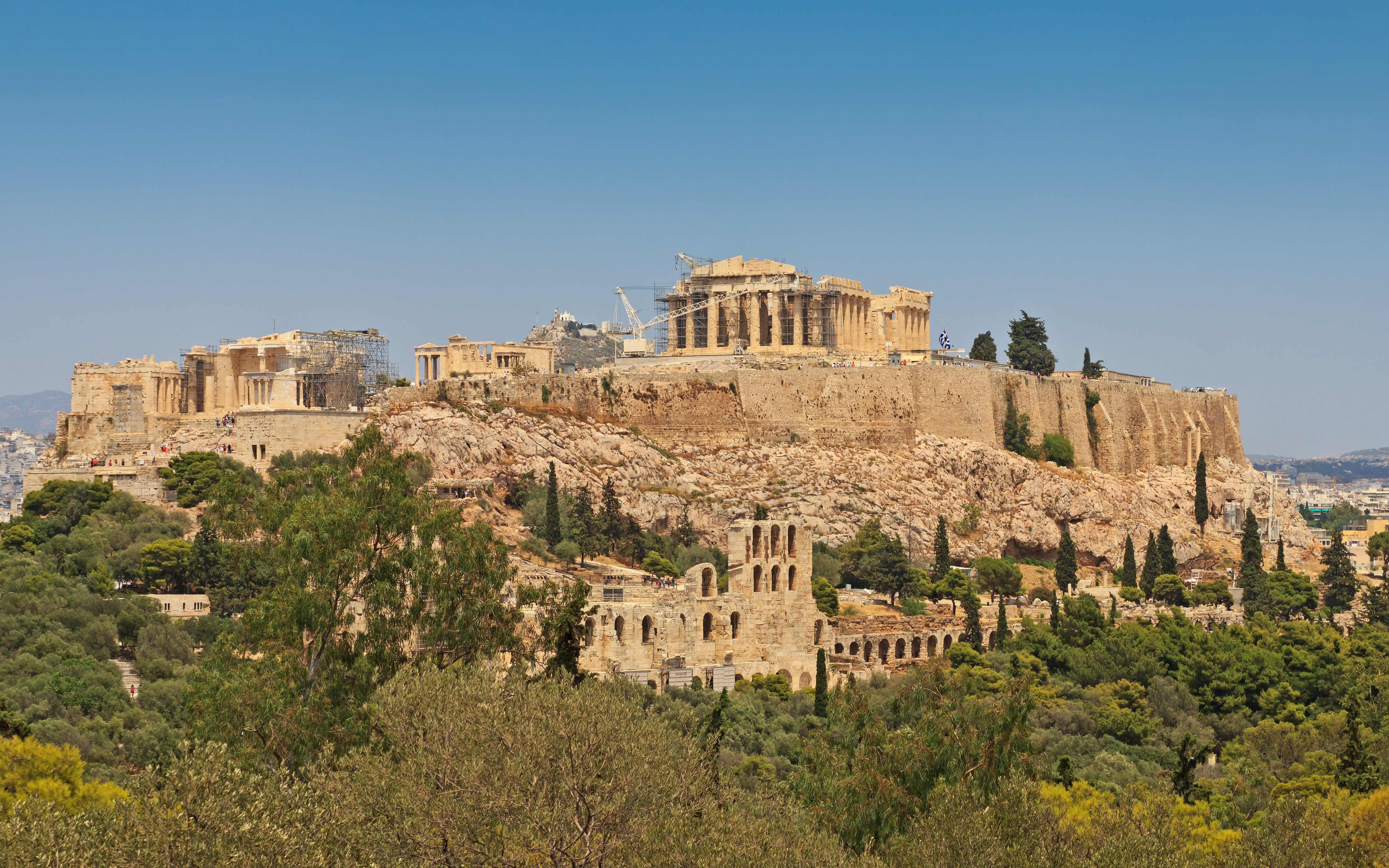
Partenonul de pe Acropola din Atena

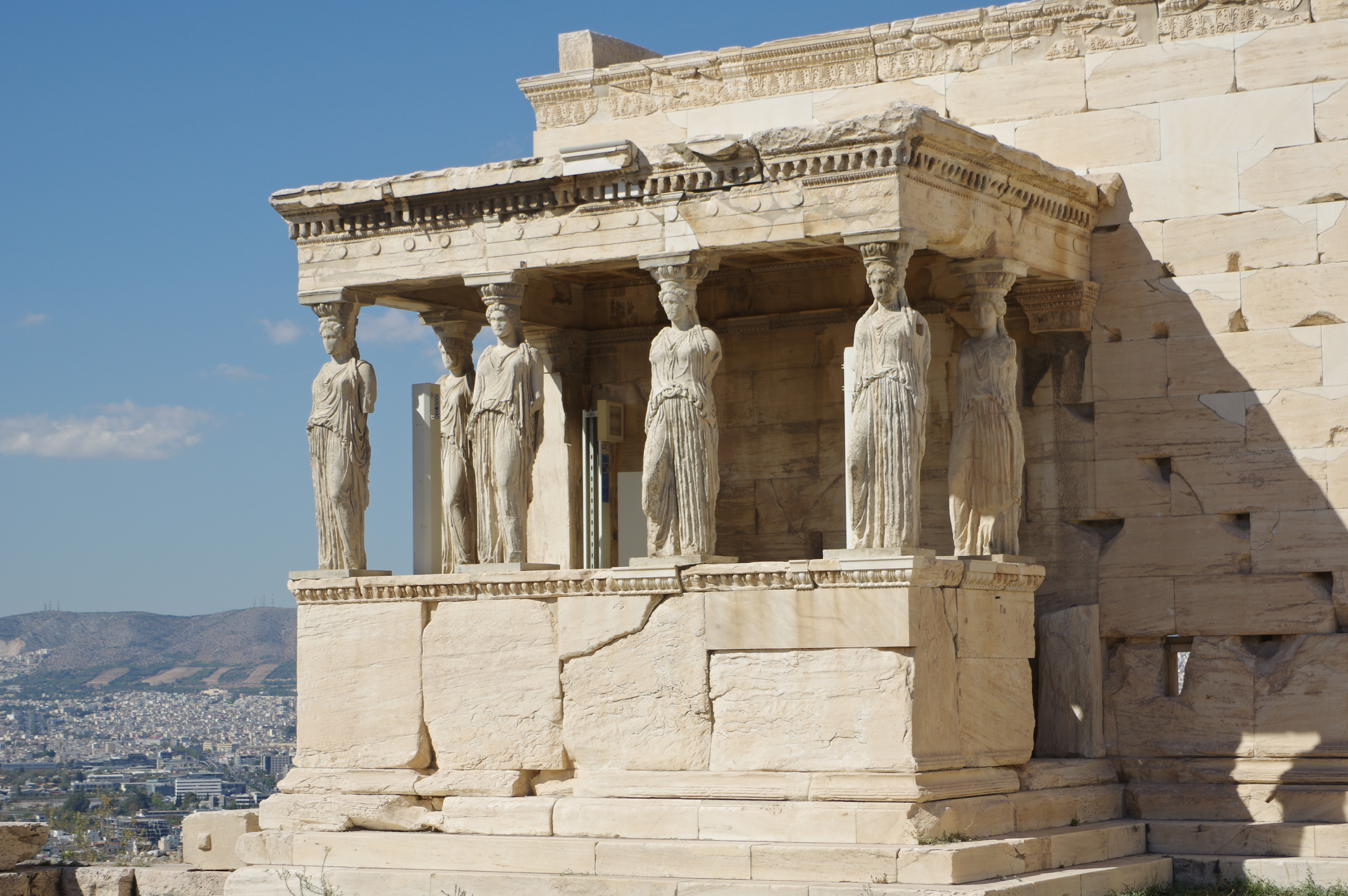
Cariatidele Erehteionului din Atena

Templele grecești (în greacă veche ναός, romanizat: naós, la propriu „locuință”, distinct semantic de latinescul templum, „templu”) erau structuri construite ca să găzduiască statui de zeități în sanctuarele grecești din religia greacă antică. Interiorul templului nu servea ca loc de întâlnire, deoarece sacrificiile și ritualurile dedicate zeității respective aveau loc în afara lor, în incinta mai largă a sanctuarului, care ar putea să fie mare. Templele erau folosite frecvent pentru depozitarea ofrandelor votive. Sunt cel mai important și mai răspândit tip de clădire din arhitectura greacă antică. În regatele elenistice din Asia de Sud-Vest și din Africa de Nord, clădirile ridicate ca să îndeplinească funcțiile unui templu au continuat adesea să urmeze tradițiile locale. Chiar și acolo unde este vizibilă o influență greacă, astfel de structuri nu sunt în mod normal considerate temple grecești. Acest lucru se aplică, de exemplu, templelor greco-parte și bactriene sau exemplelor ptolemeice, care urmează tradiția egipteană. Majoritatea templelor grecești erau orientate astronomic.

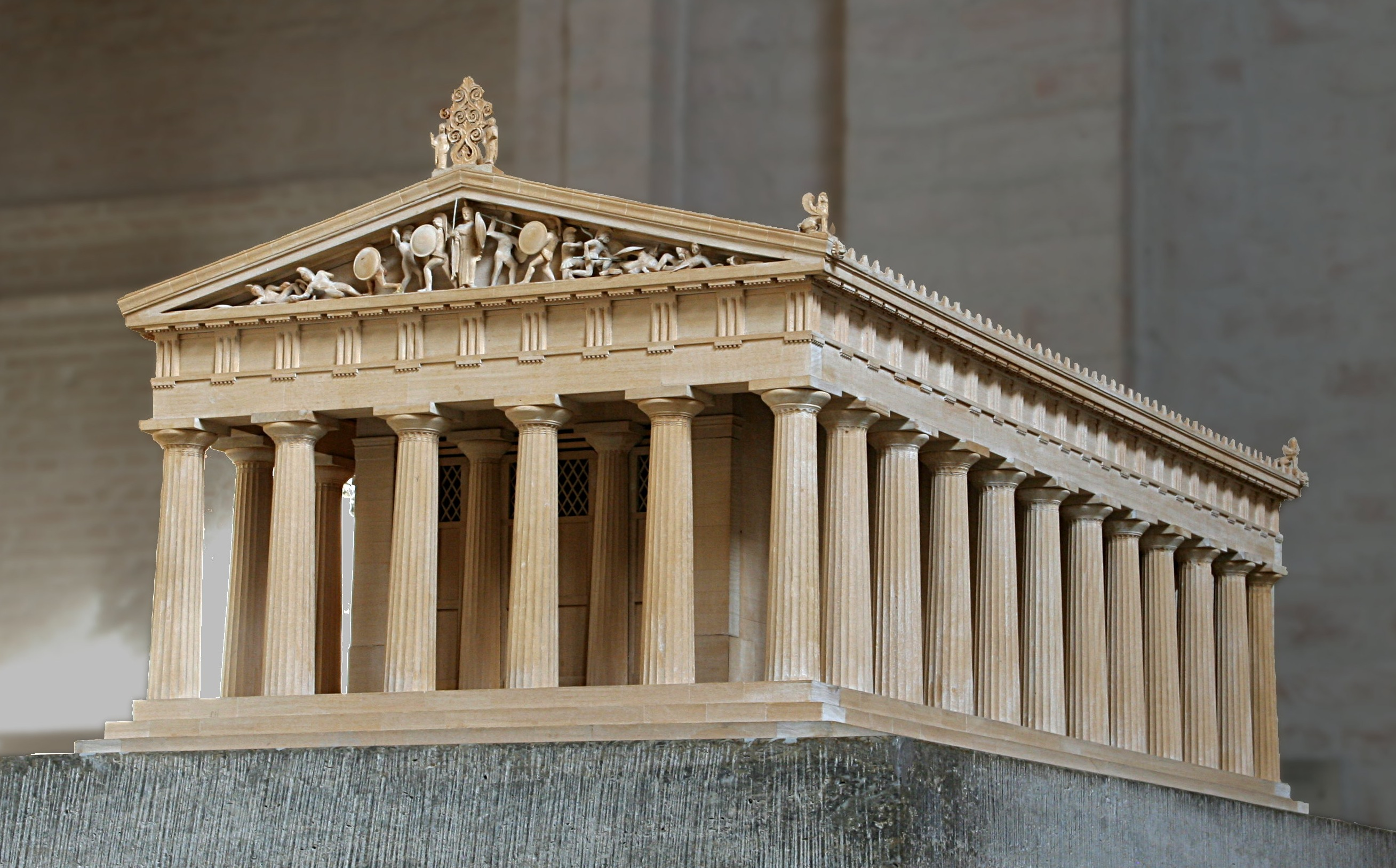
Machetă a unui templu doric tipic, cel reprezentat fiind Templul din Eghina, expusă în Gliptoteca din München (Germania)

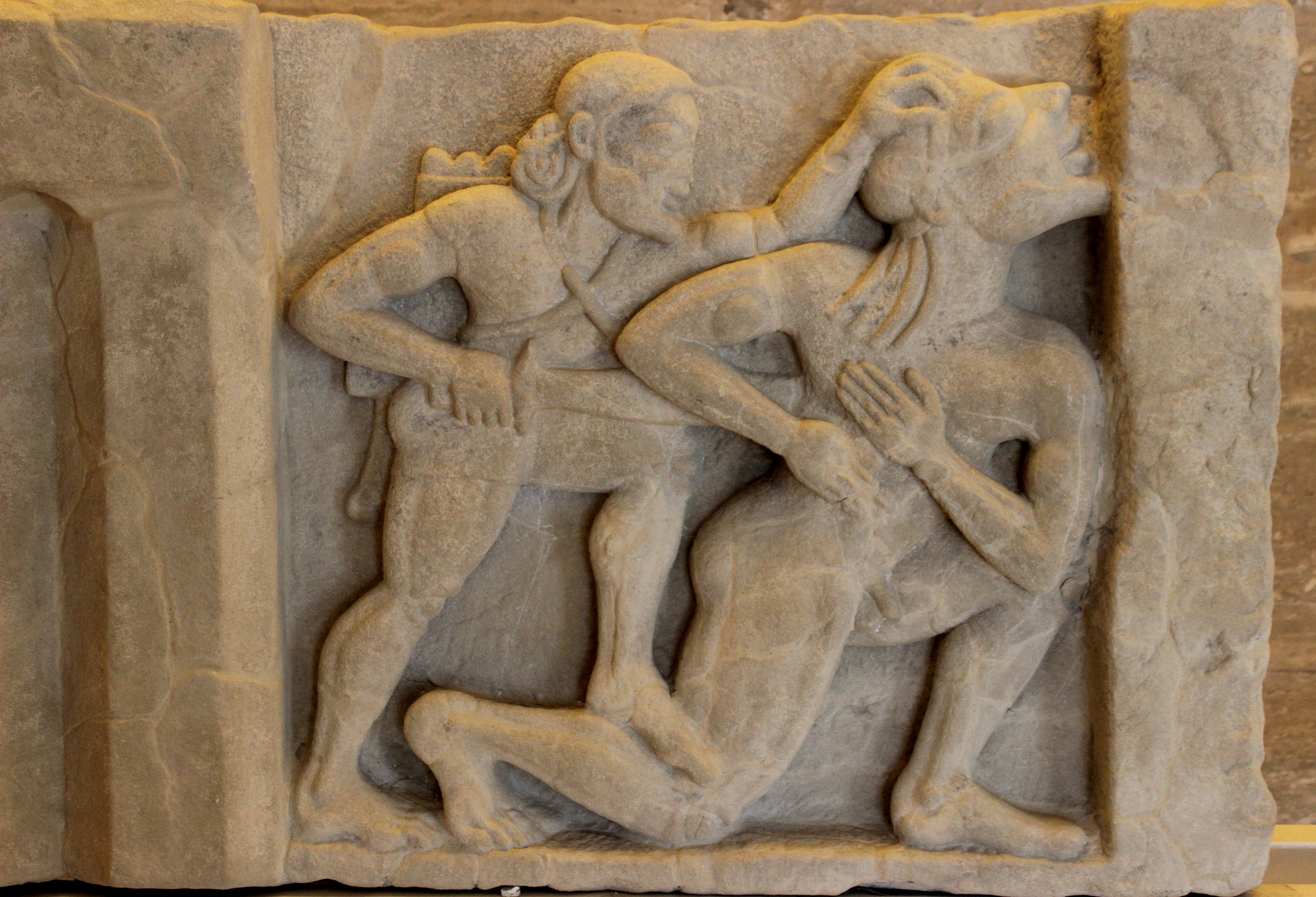
Metopă timpurie care îl înfățișează pe Heracle omorând un uriaș, în muzeul din Paestum

Între secolele al IX-lea î.Hr. și al VI-lea î.Hr., templele grecești antice s-au dezvoltat din structuri mici din chirpici în clădiri monumentale „peripterale” cu porticuri la ambele capete, cu colonade pe toate laturile, ajungând deseori la peste 20 de metri înălțime (fără includerea acoperișului). Din punct de vedere stilistic, erau guvernate de ordinele arhitecturale specifice regiunii. În timp ce distincția a fost inițial între ordinele doric și ionic, a treia alternativă a apărut la sfârșitul secolului al III-lea î.Hr. cu ordinul corintic. Au fost dezvoltate o multitudine de planuri diferite, fiecare dintre putând să fie combinat cu suprastructura în diferite ordine. Începând cu secolul al III-lea î.Hr., construirea templelor mari a devenit mai puțin obișnuită; după o scurtă înflorire a secolului al II-lea î.Hr., a încetat aproape în întregime în secolul I î.Hr.  Ulterior, au fost începute doar structuri mai mici, în timp ce templele mai vechi au continuat să fie renovate sau finalizate dacă se află într-o stare neterminată.
Templele grecești au fost proiectate și construite în funcție de proporții stabilite, determinate în principal de diametrul inferior al coloanelor sau de dimensiunile nivelurilor de fundație. Strictețea aproape matematică a proiectelor de bază astfel atinse a fost ușurată de rafinamente optice. În ciuda imaginii idealizate albe încă răspândite, templele grecești earu pictate, astfel încât roșul și albastrul contrastează cu albul pietrelor de construcție sau al stucului. Templele mai elaborate au fost dotate cu decoruri figurale foarte bogate sub formă de reliefuri și sculpturi în fronton. Construirea templelor era de obicei organizată și finanțată de orașe sau de administrațiile de sanctuare. Persoanele private, în special conducătorii eleni, ar putea de asemenea să sponsorizeze astfel de clădiri. În perioada elenistică târzie, bogăția lor financiară în scădere, împreună cu încorporarea progresivă a lumii grecești în statul roman, ai cărui oficiali și conducători au preluat ca sponsori, au dus la sfârșitul construirii templelor grecești. Templele noi aparțineau acum tradiției templelor romane, care, în ciuda influenței grecești foarte puternice asupra acestuia, viza diferite scopuri și urma diferite principii estetice (pentru o comparație, vezi celălalt articol).
Clădirea principală a templului stătea într-o incintă mai mare sau „temenos”, de obicei înconjurată de un gard sau zid de peribol; întregul fiind de obicei numit „sanctuar”. Acropola din Atena e cel mai faimos exemplu, chiar dacă se pare că a fost zidită ca o cetate înainte ca un templu să fie construit vreodată acolo. Ea ar putea include multe clădiri secundare, pădurici sau izvoare sacre, animale dedicate zeității și, uneori, oameni care au luat sanctuarul din lege, pe care unele temple le-au oferit, de exemplu sclavilor fugari.

## Dezvoltarea

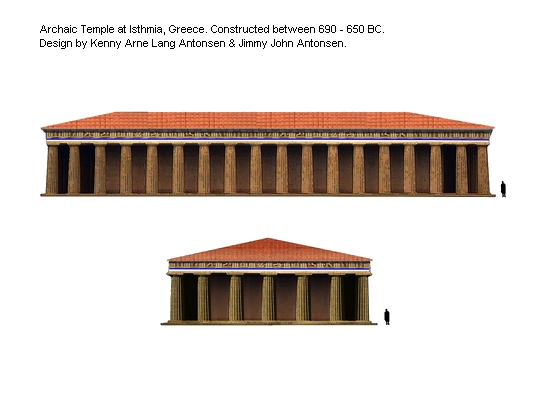
Templul din Isthmia (Grecia). Construit între 690 și 650 î.Hr.

### Originile
Probabil că primele sanctuare grecești nu aveau clădiri ale templelor, deși cunoștințele noastre despre acestea sunt limitate, iar subiectul e controversat. Un sanctuar tipic timpuriu pare să fi fost format dintr-un temenos, adesea în jurul unei dumbrăvi sacre, peșteri sau izvor, și poate definit doar de pietre marcatoare la intervale, cu un altar pentru ofrande. Multe sanctuare rurale au rămas probabil în stilul ăsta, dar cele mai populare au reușit treptat să-și permită o clădire care să găzduiască o imagine de cult, în special în orașe. Procesul ăsta era cu siguranță în curs de desfășurare în secolul al IX-lea î.Hr., și probabil că a început mai devreme.
Megaronul micenian (secolele XV-XIII î.Hr.) a fost precursorul templelor arhaice și clasice grecești de mai târziu, dar în timpul epocii grecești întunecate clădirile au devenit mai mici și mai puțin monumentale. Principiile de bază pentru dezvoltarea arhitecturii templelor grecești își au rădăcinile între secolele al X-lea î.Hr. și al VII-lea î.Hr.. În forma sa cea mai simplă ca naos, templul era un altar simplu dreptunghiular, cu pereți laterali proeminenți (ante), formând un mic pridvor. Până în secolul al VIII-lea î.Hr., existau și structuri absidale cu pereții din spate mai mult sau mai puțin semicirculari, dar tipul dreptunghiular a prevalat. Prin adăugarea de coloane la această mică structură de bază, grecii au declanșat dezvoltarea și varietatea arhitecturii templelor lor.
Templul din Isthmia, construit în anii 690–650 î.Hr. e probabil primul templu arhaic adevărat, cu dimensiunile sale monumentale, colonada robustă și acoperișul de țiglă, care a separat templul isthmian de clădirile contemporane.

### Arhitectura în lemn: templele arhaice timpurii
Primele temple erau în mare parte structuri de noroi, cărămizi și marmură pe fundații de piatră.  Coloanele și suprastructura (antablamentul) erau din lemn, iar deschiderile ușilor și antele erau protejate cu scânduri de lemn. Pereții din cărămizi de noroi au fost adesea întăriți de stâlpi de lemn. Elementele acestei arhitecturi simple și clar structurate din lemn au produs toate principiile importante de proiectare care urmau să determine dezvoltarea templelor grecești timp de secole.
Aproape de sfârșitul secolului al VII-lea î.Hr., dimensiunile structurilor ăstora simple au crescut considerabil. Templul C din Thermos (Etolia) este primul dintre hekatompedoi, temple cu o lungime de 30 de metri.  Din moment ce era tehnic posibil să fie acoperite spații largi în acel moment, templele astea au rămas foarte înguste, cu o lățime de 6-10 metri.
Pentru evidențierea importanței statuii de cult și a clădirii care o deține, naosul a fost echipat cu o mică structură, susținută de coloane. Setul de colonadă rezultat care înconjoară templul din toate părțile (peristasisul) a fost folosit exclusiv pentru temple în arhitectura greacă.
Combinarea templului cu colonadele (petronul) din toate părțile a reprezentat o nouă provocare estetică pentru arhitecți și patroni: structurile trebuiau construite astfel încât să fie privite din toate direcțiile. Lucrul ăsta a dus la dezvoltarea peripterosului, cu un pronaos frontal (pridvor), reflectat de un aranjament similar în spatele clădirii, opisthodomosul, care a devenit necesar din motive cu totul estetice.

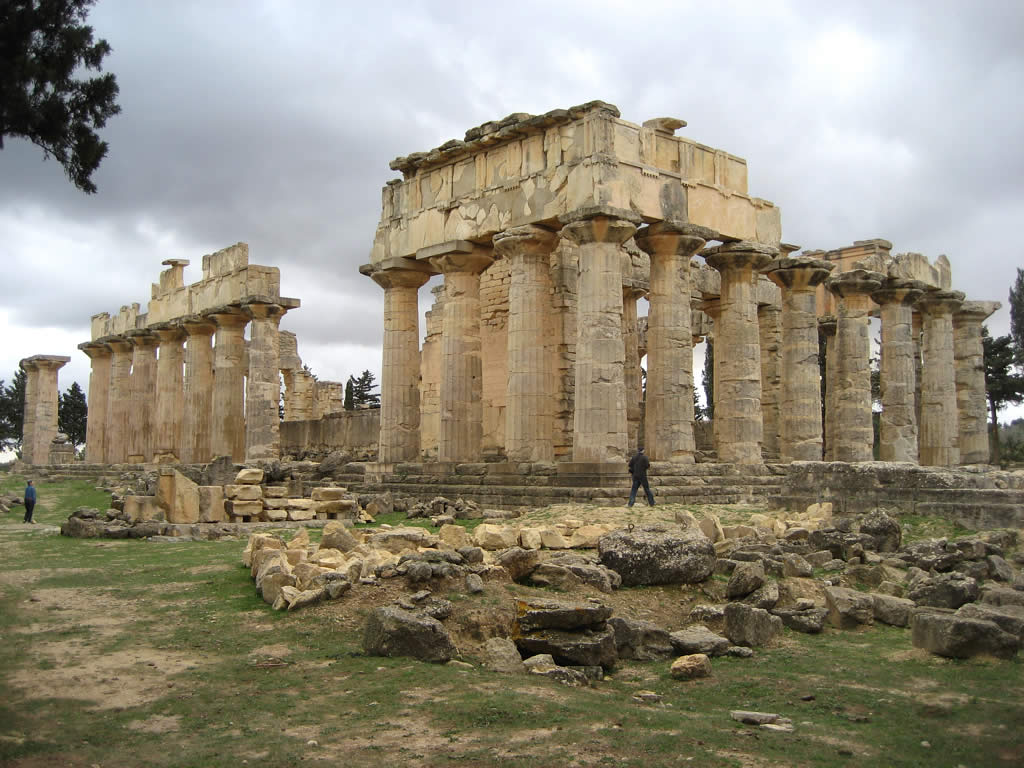
Templul lui Apollo din Corint, unul dintre cele mai timpurii temple dorice construite din piatră. A se observa coloanele monolitice

### Introducerea arhitecturii în piatră: templele arhaice și cele clasice
După reintroducerea arhitecturii din piatră, elementele și formele esențiale ale fiecărui templu, precum numărul de coloane și rândurile de coloane, au suferit schimbări constante de-a lungul antichității grecești.
În secolul al VI-lea î.Hr., Samosul ionian a dezvoltat dipterosul cu coloană dublă ca alternativă la peripterosul simplu. Ideea asta a fost copiată mai târziu în Didyma, Efes și Atena. Între secolul al VI-lea î.Hr. și sfârșitul secolului al IV-lea î.Hr., au fost construite nenumărate temple; aproape fiecare polis, fiecare colonie greacă conținea unul sau mai multe. Au existat, de asemenea, temple în locuri extraurbane și în sanctuare majore ca Olympia sau Delphi.
Schimbarea observabilă a formei indică căutarea unei forme armonioase a tuturor elementelor arhitecturale: dezvoltarea a condus de la forme mai timpurii mai simple, care apar adesea groase și voluminoase până la perfecțiunea estetică și rafinamentul structurilor ulterioare; de la simpla experimentare la complexitatea matematică strictă a planurilor de teren și a suprastructurilor.

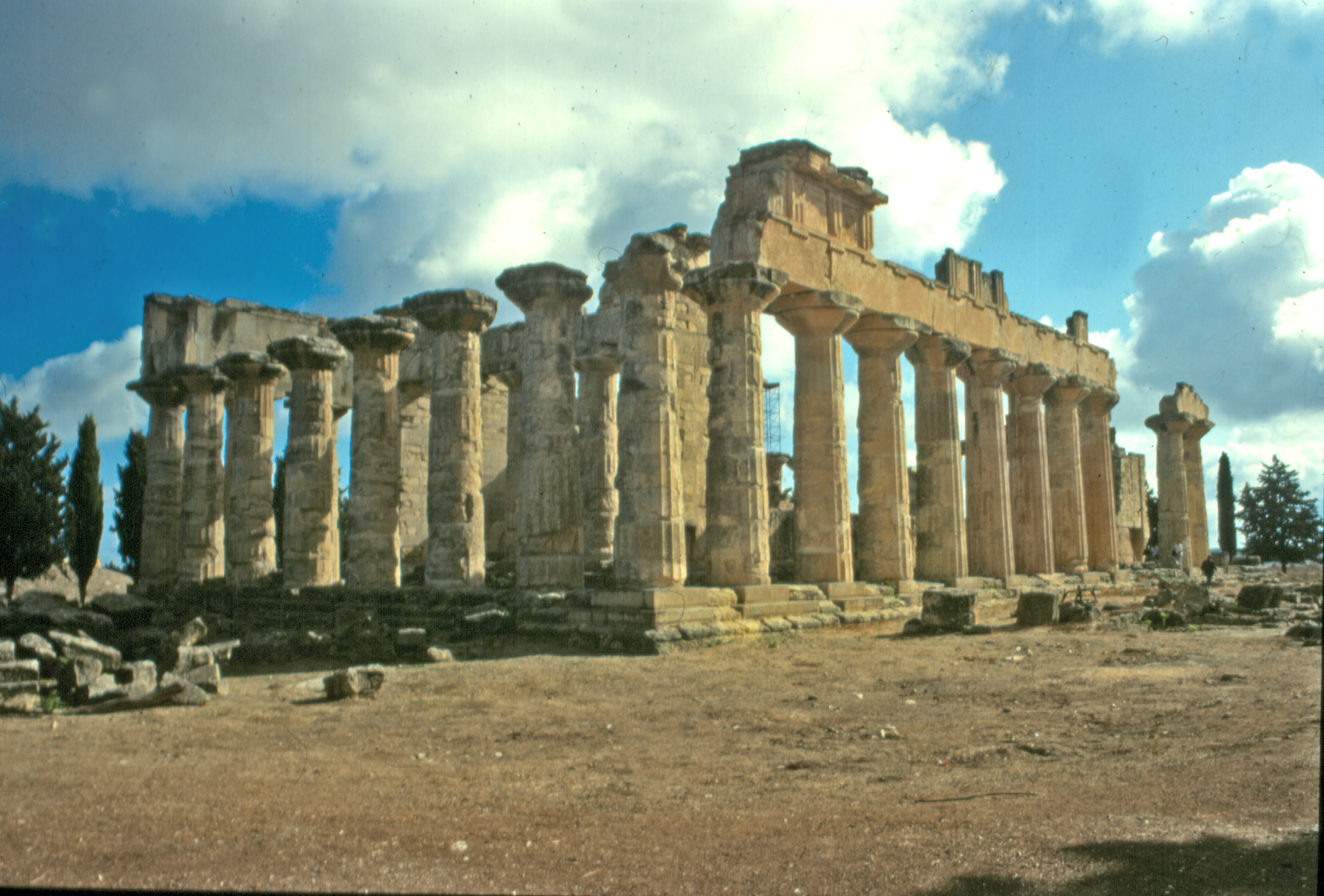
Templul lui Zeus din Cirene (Libia)

### Declinul clădirii templului grec: Perioada elenistică

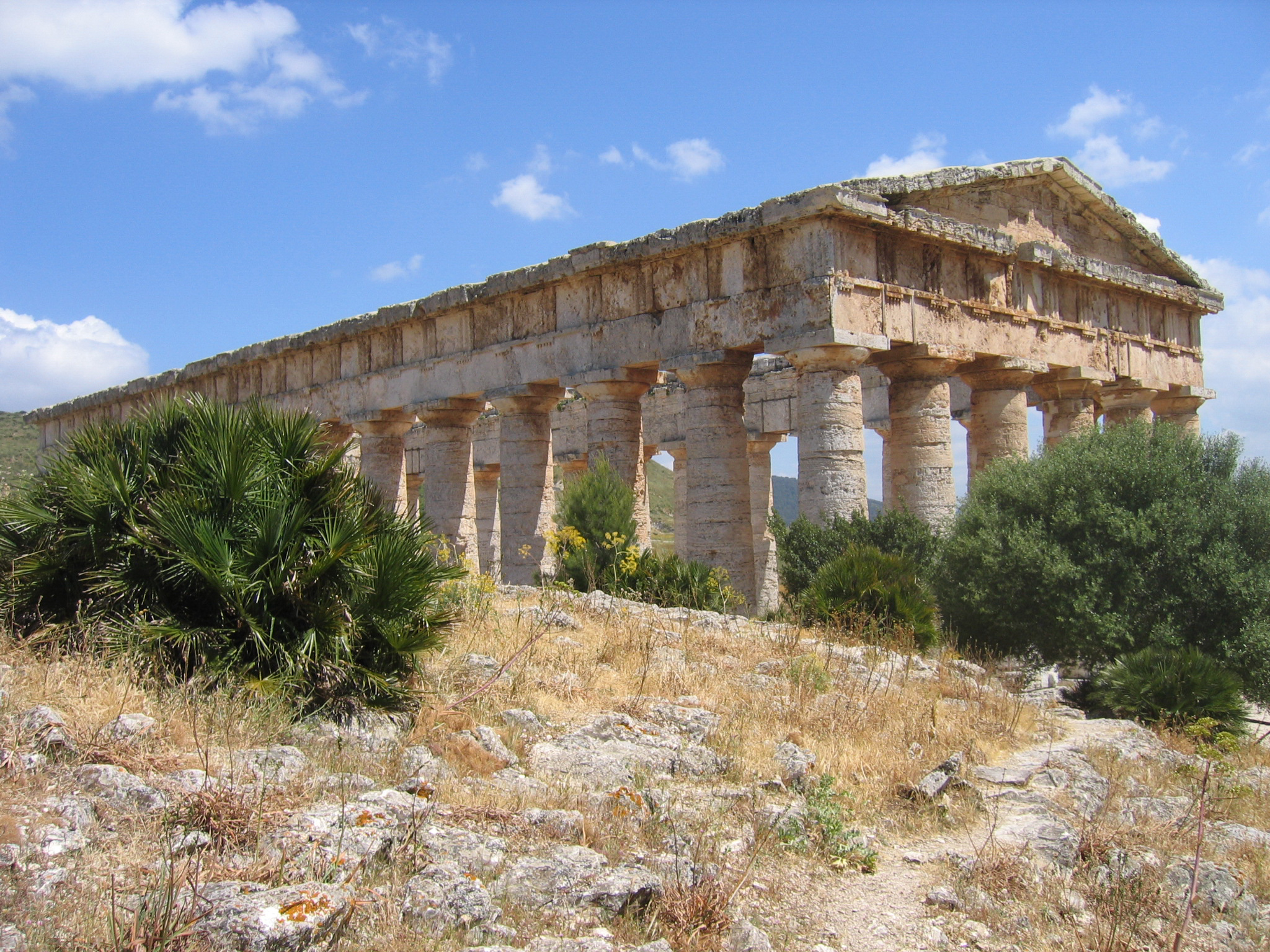
Templul Herei din Segesta (Sicilia, Italia)

Începând cu perioada elenistică timpurie, templul peripterial grec a pierdut o mare parte din importanță. Cu foarte puține excepții, construirea de temple clasice a încetat atât în Grecia elenistică, cât și în coloniile grecești din Magna Graecia. Numai vestul Asiei Mici a menținut un nivel scăzut al construirii templelor în secolul al III-lea î.Hr.. Construirea unor proiecte mari, cum ar fi templul lui Apollo din Didyma din apropiere de Milet și Artemisionul din Sardes, nu au făcut prea multe progrese.
Secolul al II-lea î.Hr. a cunoscut o renaștere a arhitecturii templelor, inclusiv a templelor peripterale. Acest lucru se datorează parțial influenței arhitectului Hermogenes din Priene, care a redefinit principiile construirii templului ionic atât practic, cât și prin lucrări teoretice. În același timp, conducătorii diferitelor regate eleniste au furnizat resurse financiare abundente. Auto-mărirea lor, rivalitatea, dorințele de a-și stabiliza sferele de influență, precum și conflictul în creștere cu Roma (parțial jucat în domeniul culturii), s-au combinat pentru a elibera multă energie în renașterea arhitecturii complexe a templului grec. În faza asta, templele grecești s-au răspândit în sudul Asiei Mici, Egipt și Africa de Nord.
Dar, în ciuda unor astfel de exemple și a condițiilor pozitive produse de revenirea economică și de gradul ridicat de inovație tehnică din secolele III și II î.Hr., arhitectura religioasă elenistică este reprezentată în cea mai mare parte de o multitudine de temple mici în ante și prostil, precum și mici altare (naiskosoaie). Cele din urmă fusese ridicate în locuri importante, în piețe, în apropierea izvoarelor și pe drumuri, încă din perioada arhaică, dar acum a atins principala lor înflorire. Limitarea asta la structuri mai mici a dus la dezvoltarea unei forme speciale, pseudoperipterosul, care folosește coloane angajate de-a lungul pereților naosului pentru producerea iluziei unui templu peripteral. Un caz timpuriu al din categoria asta e templul L din Epidaur, urmat de multe exemple romane proeminente, ca Maison Carrée din Nîmes.

### Sfârșitul construirii de temple grecești: Grecia Romană
La începutul secolului I î.Hr., războaiele mitridatice au dus la schimbări ale practicii arhitecturale. Rolul de sponsor a fost preluat din ce în ce mai mult de magistrații romani din provinciile orientale, care și-au demonstrat rar generozitatea prin construirea de temple. Cu toate astea, unele temple au fost ridicate în perioada asta, un exemplu fiind Templul Afroditei din Afrodisias.
Introducerea principatului a dus la puține clădiri noi, mai ales temple pentru cultul imperial sau zeitățile romane, de exemplu templul lui Jupiter din Baalbek. Chiar dacă au continuat să fie construite noi temple pentru zeitățile grecești, de exemplu Tychaionul din Selge tind să urmeze formele canonice ale stilului arhitectural imperial roman în dezvoltare sau să mențină idiosincrazii locale nongrecești, ca templele din Petra sau Palmira. Romanizarea crescândă a estului a presupus sfârșitul arhitecturii templelor grecești, chiar dacă lucrările au continuat la finalizarea unor structuri mari neterminate, cum ar fi Templul lui Apollo din Didyma sau Templul lui Zeus Olimpicul din Atena, în secolul al II-lea d.Hr..

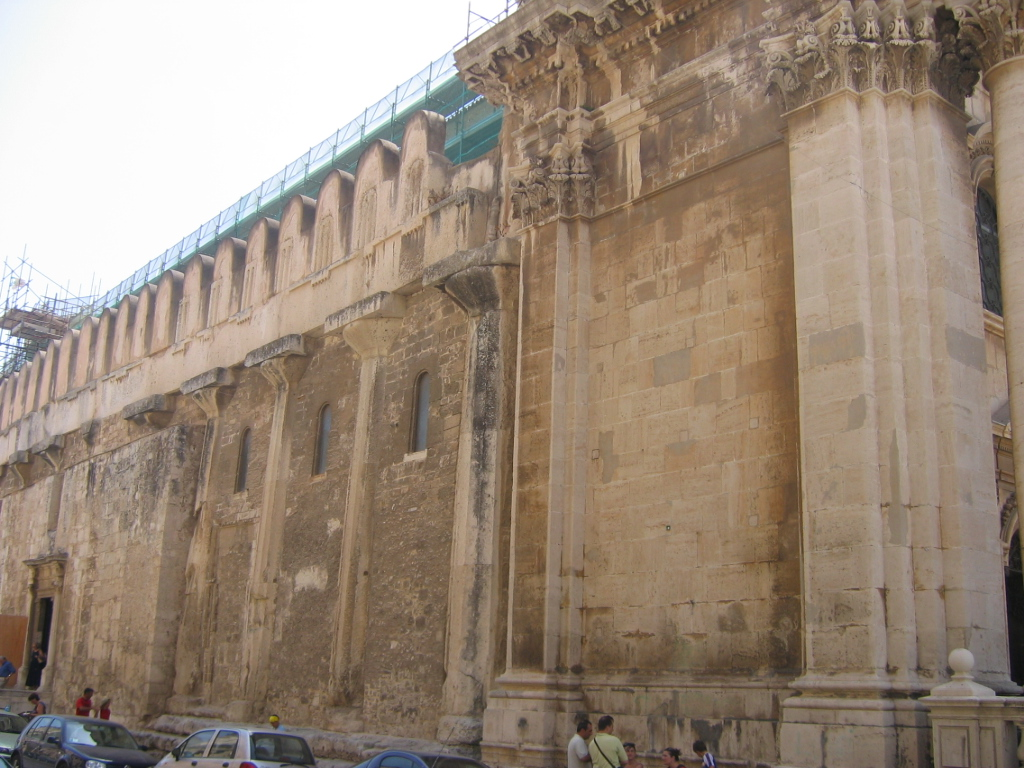
Templul doric din secolul V î.Hr. al Atenei, din Siracuza (Sicilia), transformat într-o biserică creștină în timpul Evului Mediu

### Abandonarea, distrugerea și transformarea templelor: Antichitatea târzie

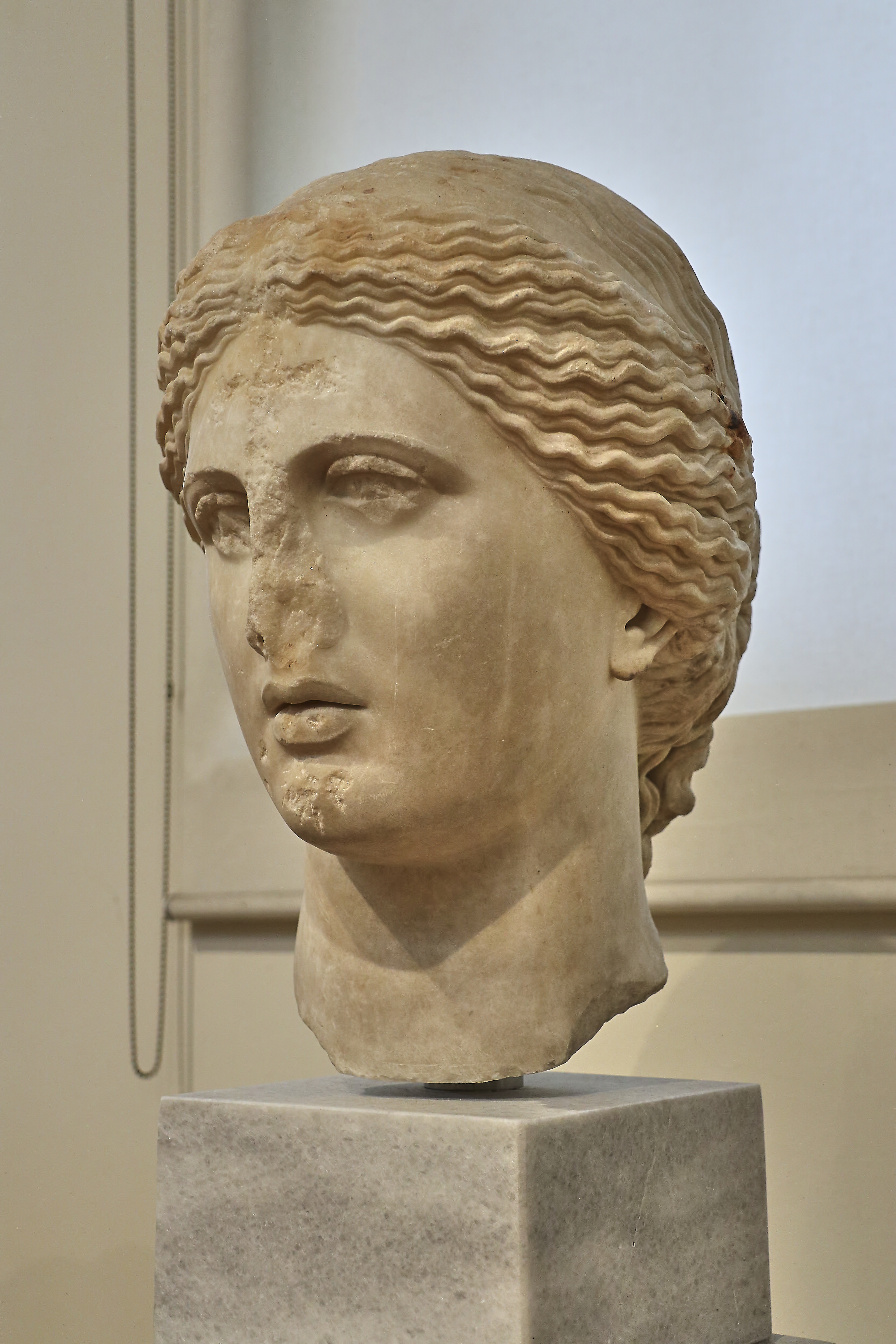
Bustului Afroditei din Atena, cu o cruce dăltuită în frunte

Edictele lui Teodosiu I și ale succesorilor săi pe tronul Imperiului Roman, interzicând cultele păgâne, au dus la închiderea treptată a templelor grecești sau la transformarea lor în biserici creștine.
Din pespectiva creșinilor din Antichitatea târzie și Evul Mediu, interzicerea zeilor nu era deloc rea, crezând că e chiar o faptă bună. Crezând că zeii greci și romani erau demoni, s-au pus pe dărâmat temple și distrus statui. Au ars multe scrieri ale filozofilor, au ars tratate științifice, au ars poezii, și multe altele. Astfel, în Imperiul Roman a avut loc cea mai mare pierdere culturală a omenirii. Când terminau, creștinii auduceau slavă lui Dumnezeu pentru ajutorul divin. Dacă statuia era prea mare și greu de sfărâmat, cum e cazul Bustului Afroditei din Atena, puteai să-i faci un botez cu cruce, adică să o dărâmi, și să-i dăltuiești o cruce în frunte. Statuie care reprezentau nuduri erau cele mai disprețuite. Dacă nu puteai să le distrugi, măcar să le acoperi cu ceva, să le ascunzi rușinea. Atituninea asta față de corp există și azi. Frunza de pe organele genitale ale statuilor există din același motiv. Dacă statuia nud era prea mare, puteai măcar să-i distrugi organele cu dalta, și să-i dămâni sânii și mâinile goale. Până în perioada Renașterii, numită așa pentru că renăștea cultura clasică, peste lume a căzut un fel de întuneric.
Astfel se încheie istoria scopului inițial al templelor grecești, chiar dacă multe dintre ele au rămas în uz mult timp după aceea. De exemplu, Partenonul atenian, tranformat în biserică la sfârșitul secolului al VI-lea, a deveint o moschee după cucerirea otomană și a rămas structural nevătămat până în secolul al XVII-lea. Numai impactul nefericit al unei ghiulele venețiene asupra clădirii, folosită atunci pentru depozitarea prafului de pușcă, a dus la distrugerea multor din acest templu important, la mai bine de 2.000 de ani după ce a fost construit.

## Structura
Templele canonice grecești au menținut aceeași structură de bază de-a lungul mai multor secole. Grecii au folosit un număr limitat de componente spațiale, influențând planul, și de membri arhitecturali, determinând altitudinea.

### Planul etajului

#### Naosul
Structura centrală de cult a templului e naosul, care conținea de obicei o statuie de cult a unei zeități. În templele arhaice, o cameră separată, așa-numitul aditon a fost inclus uneori după naos pentru scopul ăsta. În Sicilia, obiceiul ăsta a continuat până în perioada clasică.

#### Pronaosulșiopisthodomosul
În fața naosului, există un pridvor, pronaosul, creat de pereții laterali proeminenți ai naosului (ante) și două coloane plasate între ei. O ușă permite accesul la naos din pronaos.  O cameră similară din spatele naosului se cheamă opistodom.  Nu există nicio ușă care să lege opistodom de naos;  existența sa e necesară în întregime din considerații estetice: pentru menținerea consistenței templului peripteral și pentru asigurarea vizibilității sale din toate părțile, execuția frontului trebuie repetată în spate. Un spațiu restricționat, aditonul, poate să fie inclus la capătul îndepărtat al naosului, sprijinindu-se pe opistodom.

#### Peristasisul
Complexul format din naos, pronaos, opistodom și, eventual, aditon este închis pe toate cele patru laturi de peristasis, de obicei un singur rând, rareori unul dublu, de coloane. El produce o colonadă înconjurătoare, pteronul, care oferea adăpost vizitatorilor sanctuarului și loc pentru procesiunile de cult.

Elementele planului etajului
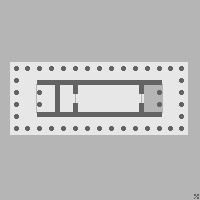
Pronaosul
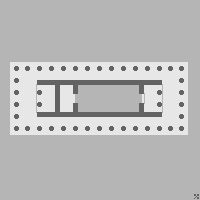
Naosul
Aditonul (excepțional)
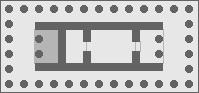
Opisthodomul (uneori omis)
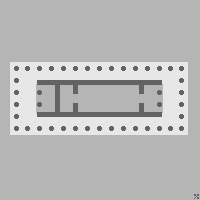
Opisthodomul + Aditonul + Naosul + Pronaosul

#### Tipurile de planuri

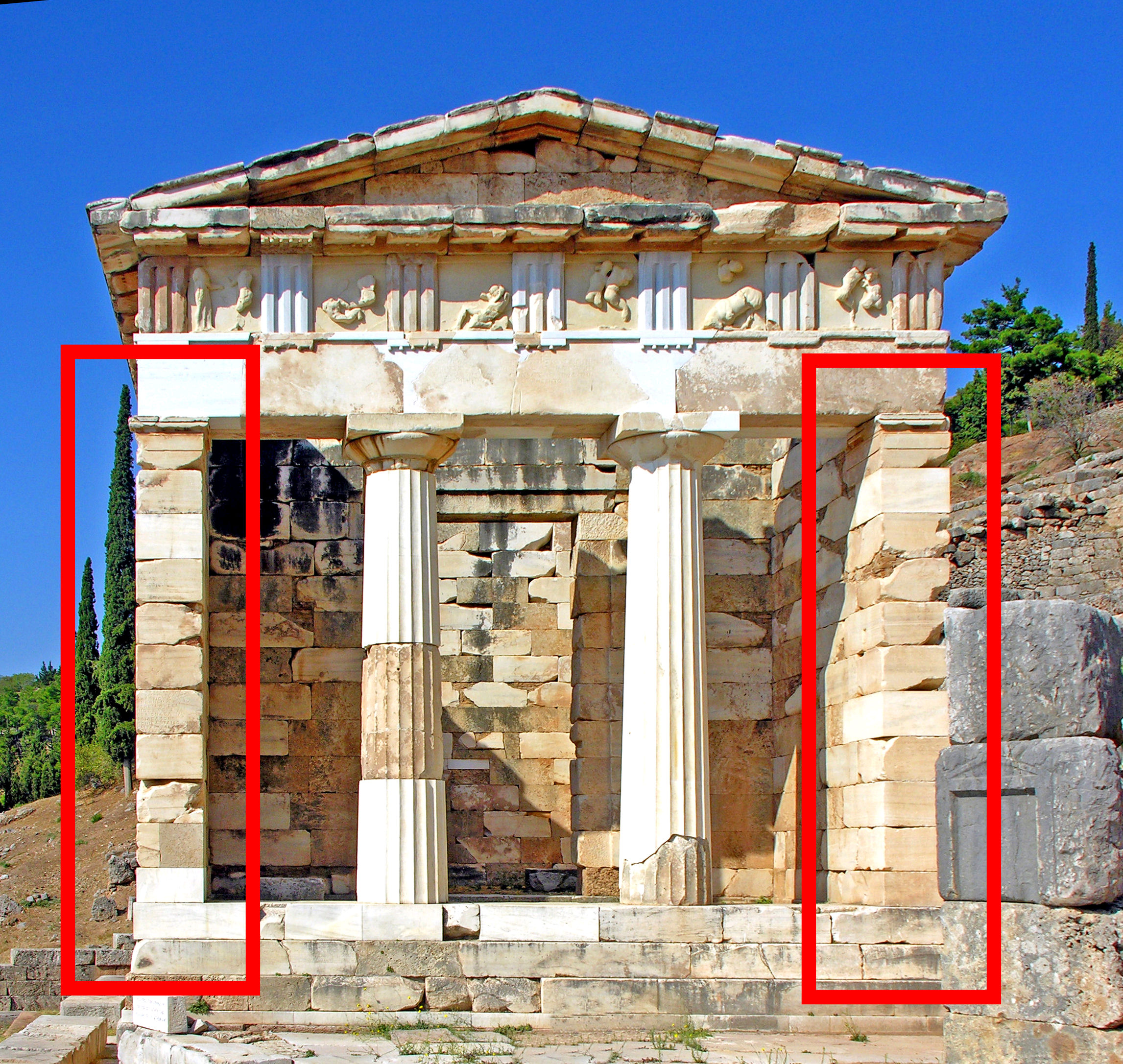
Tezaurul Atenian din Delphi cu două ante care înrămează două coloane

Componentele astea au permis realizarea unei varietăți de tipuri diferite de planuri în arhitectura templelor grecești. Cel mai simplu exemplu de templu grecesc este templum in antis, o mică structură dreptunghiulară care adăpostește statuia de cult. În fața naosului, un mic pridvor sau pronaos era format din pereții ieșiți ai naosului, care sunt antele. Pronaosul e legat de naos printr-o ușă. Pentru susținerea suprastructurii, două coloane au fost plasate între ante (distil în antis). Atunci când e echipat cu un opistodom cu un design de distil în antis asemănâtor, acest lucru se cheamă templu cu anta dublă. O variantă din tipul ăsta are opistodomul în spatele naosului indicat doar prin jumătăți de coloane și ante scurtate, astfel încât să poată să fie descris ca un pseudo-opisthodomos.

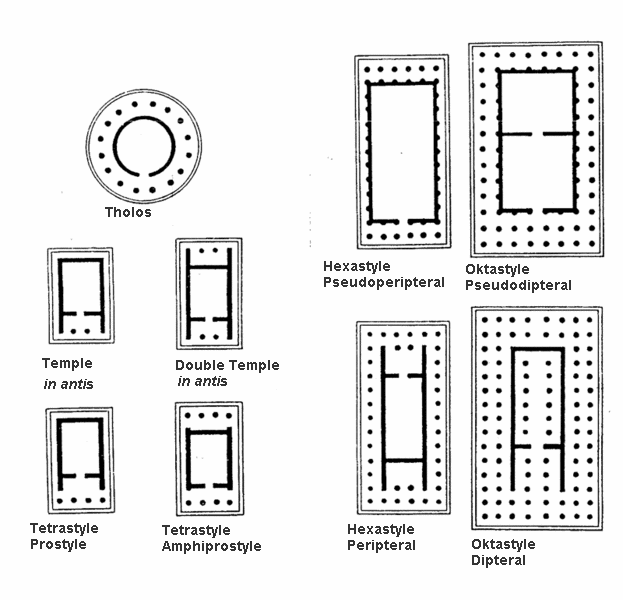
Diverse planuri de temple în engleză, denumirile în română diferând doar foarte pițin. De exemplu tholos, în română e tolos, sau hexastyle e hexastil

În contrast, termenul peripteros sau peripteral desemnează un templu înconjurat de pteron (colonade) pe toate cele patru laturi, fiecare formată de obicei dintr-un singur rând de coloane. El produce un portic înconjurător neobstrucționat, peristasisul, pe toate cele patru laturi ale templului. O formă elenistică și romană a sa e pseudoperipterosul, unde coloanele laterale ale peristasisului sunt indicate doar de coloane angajate sau pilaștri atașați direct de pereții externi ai naosului.
Un dipter e echipat cu o colonadă dublă pe toate cele patru laturi, uneori cu alte rânduri de coloane în față și în spate. Un pseudodipteros are coloane angajate în rândul interior de coloane de pe laturi.
Templele circulare formează un tip special. Dacă sunt înconjurate de o colonadă, sunt cunoscute sub numele de tolos peripteral. Chiar dacă au un caracter sacru, funcția lor ca templu nu poate să fie adesea afirmată. O structură comparabilă este monopterul sau ciclostilul care, totuși, nu are un naos.
Pentru clarificarea tipurilor de planuri de bază, termenii definitori pot să fie combinați, producând termeni ca: templu peripteral cu antă dublă, prostil în ante, amfiprostil peripteral, etc.

#### Terminologia numărului de coloane
O definiție suplimentară, deja folosită de Vitruvius (IV, 3, 3) e determinată de numărul de coloane din față. Sunt folosiți următorii termeni:
| Termenul tehnic | Numărul de coloane din față            |
| --------------- | -------------------------------------- |
| distil          | 2 coloane                              |
| tetrastil       | 4 coloane, termen folosit de Vitruvius |
| hexastil        | 6 coloane, termen folosit de Vitruvius |
| octostil        | 8 coloane                              |
| decastil        | 10 coloane                             |

Termenul dodekastilos e folosit doar pentru sala cu 12 coloane din Didymaion. Nu se cunosc temple cu fațade de aceeași lățime.
Foarte puține temple aveau un număr neuniform de coloane în față. Exemple sunt Templul Herei I din Paestum, Templul lui Apollo A din Metapontum, ambele având o lățime de nouă coloane (enneastil) și templul arhaic din Thermos cu o lățime de cinci coloane (pentastil).

### Partea de sus

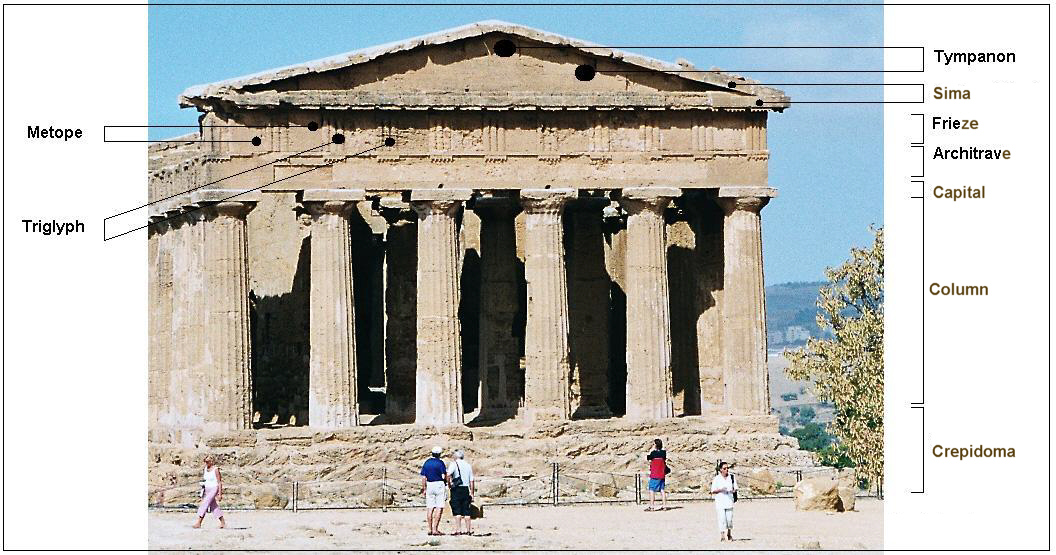
Elementele părții de sus a Templului Concordiei din Agrigento, în engleză

Partea de sus templelor grecești e mereu împărțită în trei zone: crepidoma, coloanele și antablamentul.

#### Foundația and crepidoma
Stereobatul, eutinteria și crepidoma formează substructura templului. Fundația subterană a unui templu grec e cunoscută sub numele de stilobat.  Se compune din mai multe straturi de blocuri de piatră pătrate. Stratul superior, eutinteria, iese parțial deasupra nivelului solului. Suprafața sa e netezită și nivelată cu atenție.  Susține o bază suplimentară de trei pași, crepidoma. Nivelul superior al crepidomei asigură suprafața pe care sunt așezate coloanele și pereții; se cheamă stilobat.

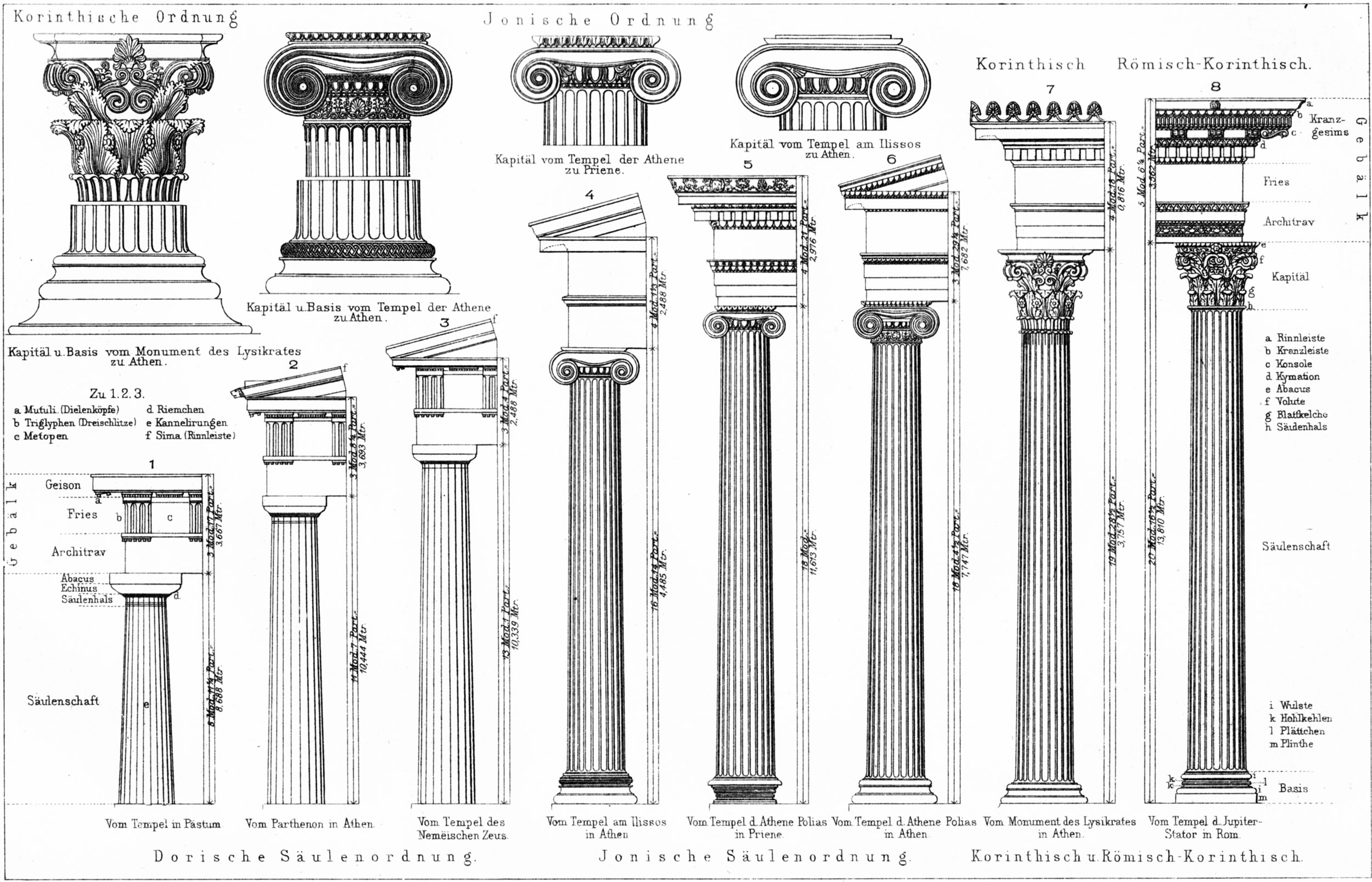
Ilustrații ale coloanelor dorice (primele trei), ionice (următoarele trei) și corintice (ultimele două)

#### Coloanele
Pe stilobat sunt așezate fusurile verticale ale coloanei, înclinându-se spre vârf. În mod normal sunt realizate din mai multe tambure de coloane tăiate separat. În funcție de ordinul arhitectural, un număr diferit de caneluri sunt tăiate în fusul coloanei: coloanele dorice au 18 până la 20 de caneluri, iar cele ionice și corintice au în mod normal 24. Coloanele ionice timpurii aveau până la 48 de caneluri. În timp ce coloanele dorice stau direct pe stilobat, cele ionice și corintice au o bază, uneori plasată suplimentar deasupra unui soclu.
La coloanele dorice, partea de sus e formată dintr-un gât curbat concav, hipotracheliumul, iar la coloane ionice, capitelul se așează direct pe fus. În ordinul doric, capitelul e format dintr-o jumătate orizontală de tor, inițial foarte plat, așa-numitul echina și o placă pătrată, abaca. În cursul dezvoltării lor, echina se extinde din ce în ce mai mult, culminând cu o diagonală liniară, la 45° față de verticală. Echina coloanelor ionice e decorată cu o bandă de ove și urmată de o pernă sculptată formând două volute, susținând o abacă subțire. Capitelul corintic omonim al ordinului corintic e încoronat cu inele de frunze stilizate de acantă, formând șiruri și volute care ajung până la colțurile abacăi.

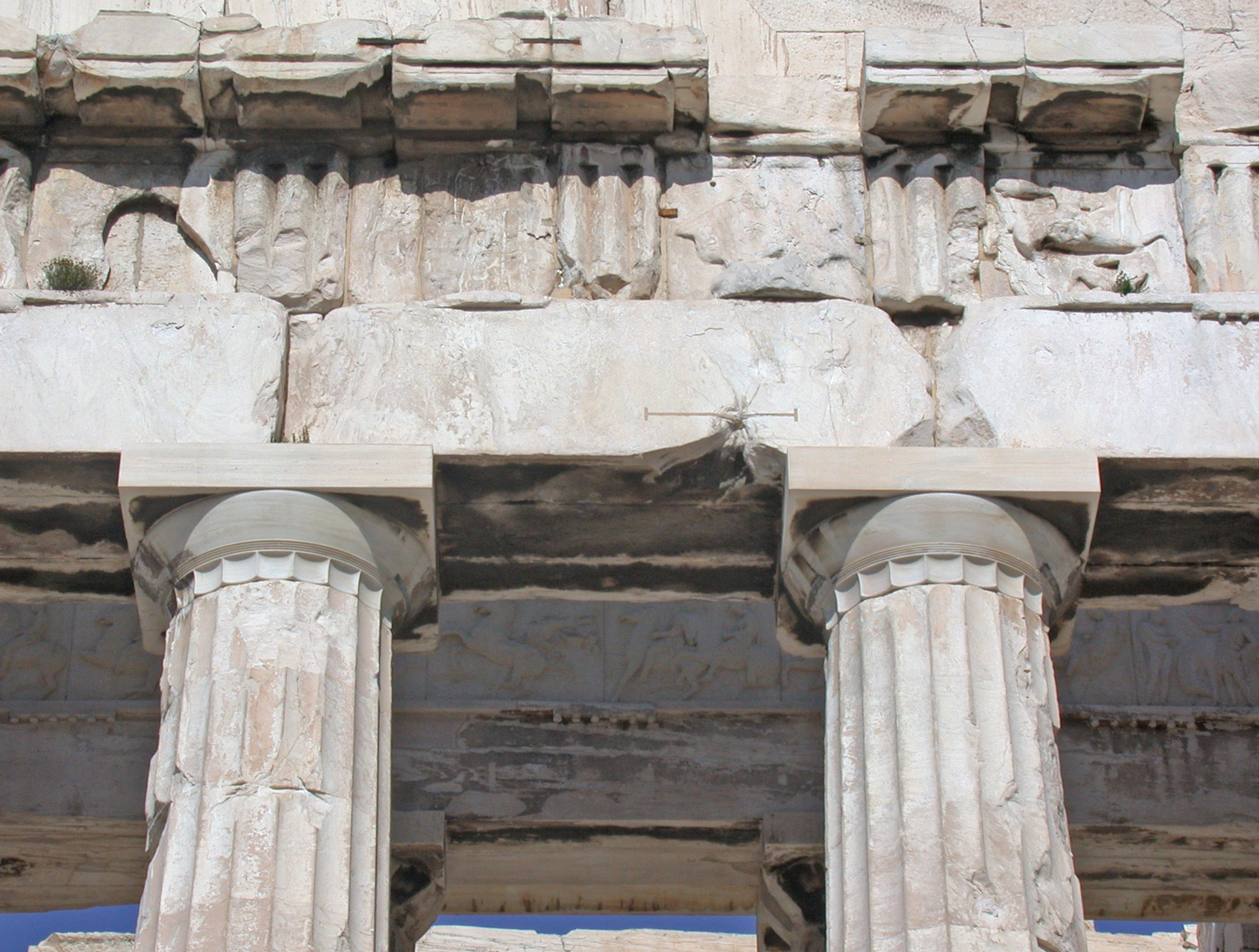
Antablament pe latura vestică a Partenonului

#### Antablamentul
Capitelurile susțin antablamentul. În ordinul doric, antablamentul e mereu format din două părți, arhitrava și friza dorică (sau friza de triglif). Ordinul ionic din Atena și Insulele Ciclade a folosit, de asemenea, o friză deasupra unei arhitrave, în timp ce friza a rămas necunoscută în arhitectura ionică din Asia Mică până în secolul al IV-lea î.Hr.. Acolo, arhitrava a fost urmată direct de dentile. Friza era așezată inițial în fața grinzilor acoperișului, care erau vizibile extern doar în templele anterioare din Asia Mică. Friza dorică era structurată prin triglife. Ele au fost plasate deasupra axei fiecărei coloane și deasupra centrului fiecărui intercolonament. Spațiile dintre triglife conțin metope, uneori pictate sau decorate cu reliefuri. În ordinele ionic sau corintic, friza nu are triglife și e lăsată pur și simplu plată, uneori decorată cu picturi sau reliefuri. Odată cu introducerea arhitecturii din piatră, protecția porticurilor și sprijinul construcției acoperișului au fost mutate în sus până la nivelul geisonului, privând friza de funcția sa structurală și transformându-o într-o caracteristică complet decorativă. În mod frecvent, naosul e, de asemenea, decorat cu arhitrave și frize, în special în partea din față a pronaosului.

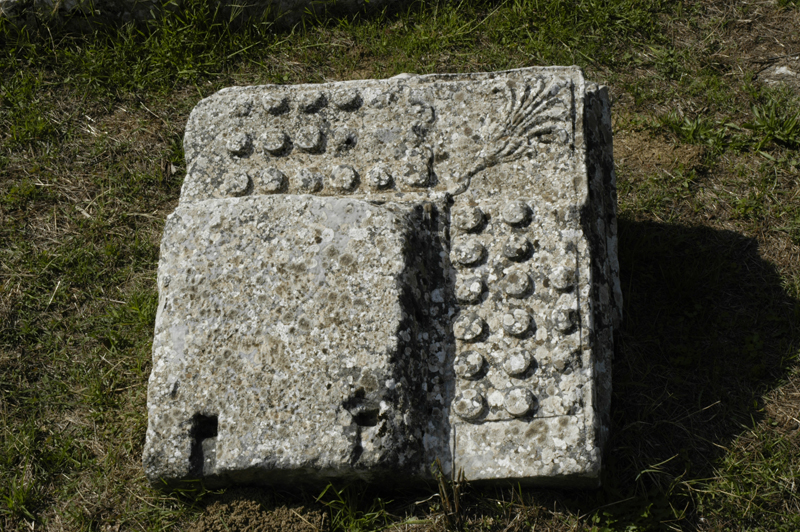
Bloc de geison de la templul din Lycosura

#### Cornișa și geisonul
Deasupra frizei sau a unui element intermediar, de exemplu dentilul ordinelor ionic sau corintic, cornișa iese în evidență. Se compune din geison (pe laturile înclinate sau frontoanele zidurilor înguste un geison înclinată) și sima. Latura lungă, sima, adesea decorată într-un mod elaborat, era echipată cu guri de apă, adesea în formă de mascaroane de lei. Triunghiul frontonal sau timpanul de pe laturile înguste ale templului a fost creat prin introducerea dorică a acoperișului în două ape, templele anterioare având adesea acoperișuri în patru ape. Timpanul era de obicei bogat decorat cu sculpturi care înfățișau scene mitice sau de bătălii. Colțurile și crestele acoperișului erau decorate cu acroterii, inițial decoruri geometrice, și mai târziu florale sau figurale.

### Aspectul
În măsura posibilului topografic, templele erau independente și concepute astfel încât să fie văzute din toate părțile. În mod normal, nu au fost proiectate cu atenție la mediul înconjurător, ci au format structuri autonome. Asta e o diferență majoră față de templele romane, care au fost deseori concepute ca parte a unei zone urbane planificate sau a unei piețe și care au pus un accent puternic pe privirea frontală.

## Design și măsuri

### Proporțiile
Fundamentele templelor grecești ar putea să atingă dimensiuni de până la 115 x 55 m, adică dimensiunea unui teren de fotbal mediu. Coloanele ar putea să atingă o înălțime de 20 m. Pentru a proiecta astfel de corpuri arhitecturale mari, o serie de principii estetice de bază au fost dezvoltate și testate deja pe templele mai mici. Măsurarea principală a fost piciorul, variind între 29 și 34 cm de la o regiune la alta. Măsurarea asta inițială a stat la baza tuturor unităților care au determinat forma templului. Factorii importanți includ diametrul inferior al coloanelor și lățimea soclurilor lor. Distanța dintre axele coloanei (intercolonamentul sau traveea) ar putea să fie, de asemenea, folosite ca unitate de bază. Măsurătorile astea au fost în proporții stabilite cu alte elemente de proiectare, cum ar fi înălțimea coloanei și distanța ei. Împreună cu numărul de coloane de pe fiecare parte, au determinat, de asemenea, dimensiunile stilobatului și ale peristasisului, precum și ale naosului propriu-zis. Regulile privind proporțiile verticale, în special în ordinul doric, permit, de asemenea, o deducere a opțiunilor de proiectare de bază pentru antablament din aceleași principii. Alternative la acest sistem foarte rațional au fost căutate în templele de la sfârșitul secolului al VII-lea și începutul secolului al VI-lea î.Hr., când s-a încercat dezvoltarea măsurătorilor de bază din dimensiunile planificate ale naosului sau stilobatului, adică inversarea sistemului descris mai sus și deducerea celei mai mici unități din cele mai mari. Astfel, de exemplu, lungimea naosului a fost uneori stabilită la 30 m (100 e un număr sacru, cunoscut și din hecatombă, un sacrificiu de 100 de animale), iar toate măsurătorile ulterioare trebuiau să fie în raport cu numărul ăsta, ducând la soluții estetice destul de nesatisfăcătoare.

### Relația dintrenaosșiperistasis
O altă caracteristică de proiectare determinantă a fost relația care leagă naosul și peristasisul. În templele originale, acest lucru ar fi fost supus în întregime necesităților practice și întotdeauna bazat pe legături axiale între zidurile naosului și coloane, dar introducerea arhitecturii din piatră a rupt legătura asta. Cu toate astea, a supraviețuit în întreaga arhitectură ionică. Cu toate astea, în templele dorice, construirea acoperișului din lemn, așezat inițial în spatele frizei, a început acum la un nivel superior, în spatele geisonului. El a pus capăt legăturii structurale dintre friză și acoperiș; elementele sale structurale din urmă ar putea să fie acum plasate independent de relațiile axiale. Ca rezultat, pereții naosului și-au pierdut conexiunea fixă cu coloanele pentru o lungă perioadă de timp și ar putea să fie plasați liber în peristasis. Abia după o lungă fază de dezvoltare, arhitecții au ales alinierea feței peretelui exterior cu axa coloanei adiacente ca principiu obligatoriu pentru templele dorice. Templele dorice din Magna Graecia urmează rar acest sistem.

### Formula numărului de coloane

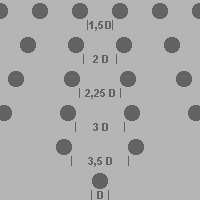
Proporția diametrului coloanei la intercolonament

Proporțiile de bază ale clădirii au fost determinate de relația numerică a coloanelor din față și din spate cu cele din lateral. Soluția clasică aleasă de arhitecții greci e formula „coloane frontale: coloane laterale = n : (2n + 1)”, care poate să fie folosită și pentru numărul de intercolonamente. Ca rezultat, numeroase temple ale perioadei clasice din Grecia (c. 500 î.Hr. spre 336 î.Hr.) aveau 6 × 13 coloane sau 5 × 11 intercolonamente. Aceleași proporții, într-o formă mai abstractă, determină cea mai mare parte a Partenonului, nu numai în peristasisul său de coloane de 8 × 17, ci și, reduse la 4:9, în toate celelalte măsurători de bază, inclusiv intercolonamentele, stilobatul, proporția lățime-înălțime a întregii construcții și geisonul (aici inversate la 9:4). 

### Spațierea coloanelor
De la începutul secolelor III și II î.Hr., proporția dintre lățimea coloanei și spațiul dintre coloane, intercolonamentul, a jucat un rol din ce în ce mai important în teoria arhitecturală, reflectată, de exemplu, în operele lui Vitruvius. Conform acestei proporții, Vitruvius (3, 3, 1 ff) a făcut distincția între cinci concepte diferite de design și tipuri de temple:
- Pyknostil, cu coloana strânsă: intercolonamentul = 1½ diametre de coloane inferioare
- Systil, cu coloana strânsă: intercolonamentul = 2 diametre inferioare ale coloanei
- Eustil, bine coloanat: intercolonamentul = 2¼ diametre de coloane inferioare
- Diastil, coloană de bord: intercolonamentul = 3 diametre inferioare ale coloanei
- Areostil, cu coloane ușoare: intercolonamentul= 3½ diametre inferioare ale coloanei

Determinarea și discuția acestor principii de bază s-au întors la Hermogenes din Pirenes, pe care Vitruvius îl recunoaște cu invenția lui eustilosul. Templul lui Dionis din Teos, atribuit în mod normal lui Hermogen, are într-adevăr intercolonamente care măsoară 2 1/6 din diametrul coloanei inferioare.

## Rafinamente optice
Pentru slăbirea stricteții matematice și pentru contracarea distorsiunile percepției vizuale umane, a fost introdusă o ușoară curbură a întregii clădiri, greu vizibilă cu ochiul liber. Arhitecții antici își dăduseră seama că liniile orizontale lungi tind să facă impresia optică a căderii spre centrul lor. Ca să prevină efectul ăsta, liniile orizontale ale stilobatului și/sau antablamentului au fost ridicate cu câțiva centimetri spre mijlocul unei clădiri. Evitarea asta a liniilor drepte din punct de vedere matematic a inclus și coloanele, care nu s-au redus într-un mod liniar, ci au fost rafinate printr-o „umflare” pronunțată (entasis) a fusului. În plus, coloanele au fost plasate cu o ușoară înclinație spre centrul templului. Curbura și entasisul apar de la mijlocul secolului al VI-lea î.Hr..
Cea mai consecventă folosire a principiilor ăstora e văzută la Partenonul clasic de pe Acropola Ateniană. Curbura sa afectează toate elementele orizontale până la simă, chiar și pereții naosului o reflectă pe toată înălțimea lor.  Înclinarea coloanelor sale (care au, de asemenea, un entasis clar), e continuată de arhitravă și friza de triglife, pereții exteriori ai naosului reflectând-o. Niciun bloc al clădirii, nicio singură arhitravă sau friză nu ar putea să fie tăiate ca un simplu bloc rectiliniu. Toate elementele arhitecturale afișează ușoare variații față de unghiul drept, calculate individual pentru fiecare bloc. Ca efect secundar, fiecărui bloc de construcție conservat din Partenon, coloanele sale, zidurile naosului sau ale antablamentul, i se poate atribui poziția exactă și azi. În ciuda efortului suplimentar imens implicat în perfecțiunea asta, Partenonul, inclusiv decorul său sculptural, a fost finalizat într-un timp record de 16 ani (447-431 î.Hr.).

## Decorarea

### Colorarea
Au fost folosite doar trei culori de bază: alb, albastru și roșu, ocazional și negru. Crepidoma, coloanele și arhitrava erau în mare parte albe. Doar detaliile, cum ar fi canelurile tăiate orizontal în partea de jos a capitalelor dorice (annuli) sau elementele decorative ale arhitravelor dorice (de exemplu, taenia și gutele) ar putea să fie pictate în culori diferite. Friza a fost clar structurată prin folosirea culorilor. Într-o friză de triglife dorice, triglifele albastre alternau cu metopele roșii, cele din urmă servind adesea ca fundal pentru sculpturile pictate individual. Reliefuri, ornamente și sculpturi frontontale au fost executate cu o varietate mai largă de culori și nuanțe. Elementele încastrate sau umbrite în alt mod, cum ar fi mutulele sau fantele de triglif ar putea să fie vopsite în negru. Vopseaua a fost aplicată în cea mai mare parte părților care nu erau purtătoare de sarcină, în timp ce piesele structurale, cum ar fi coloanele sau elementele orizontale ale arhitravei și geisonului, au fost lăsate nevopsite (dacă sunt din calcar sau marmură de înaltă calitate) sau acoperite cu un stuc alb.

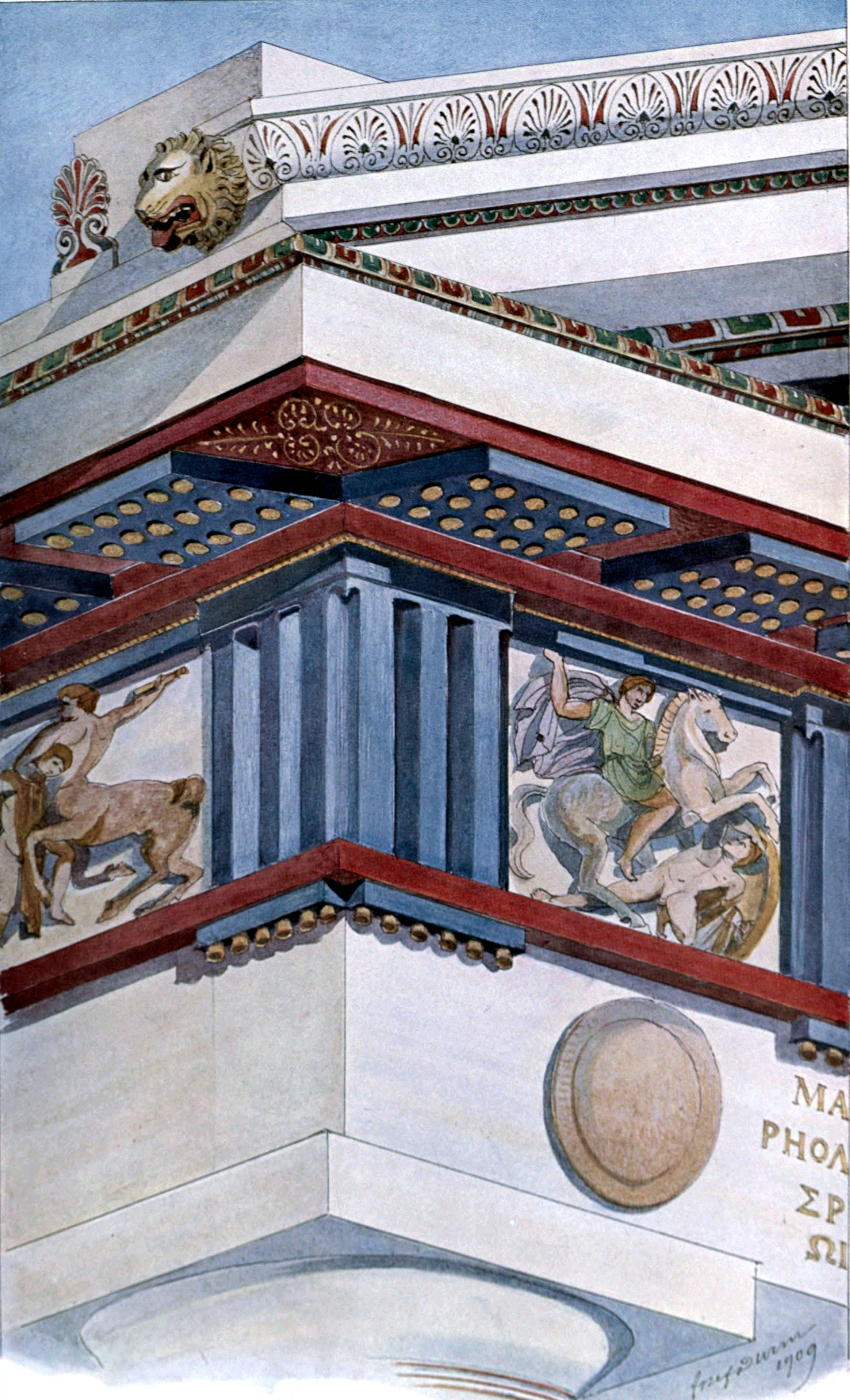
Policromia dorică originală
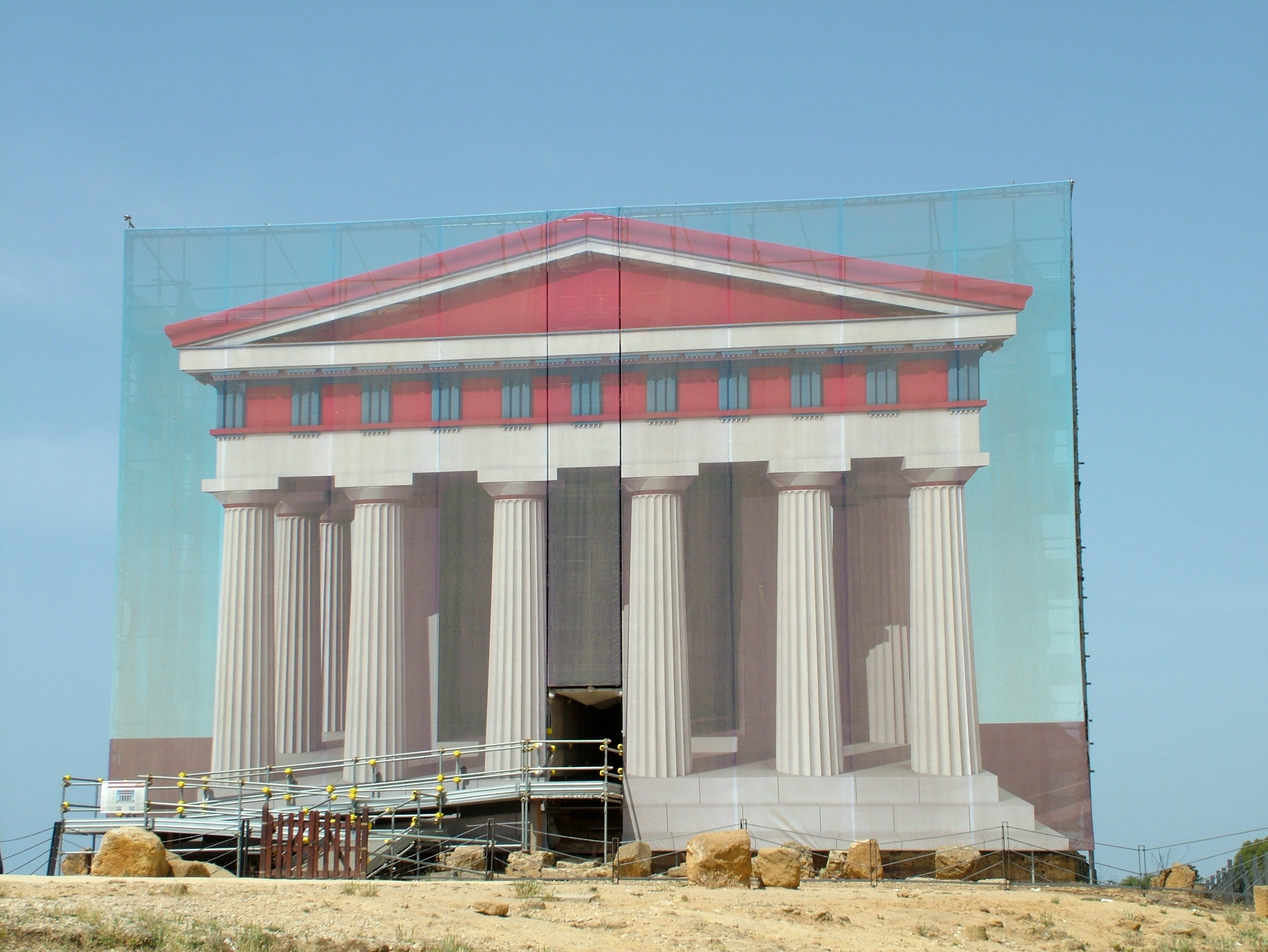
Panou vopsit pe schelele Templului Concordiei din Agrigento în 2006
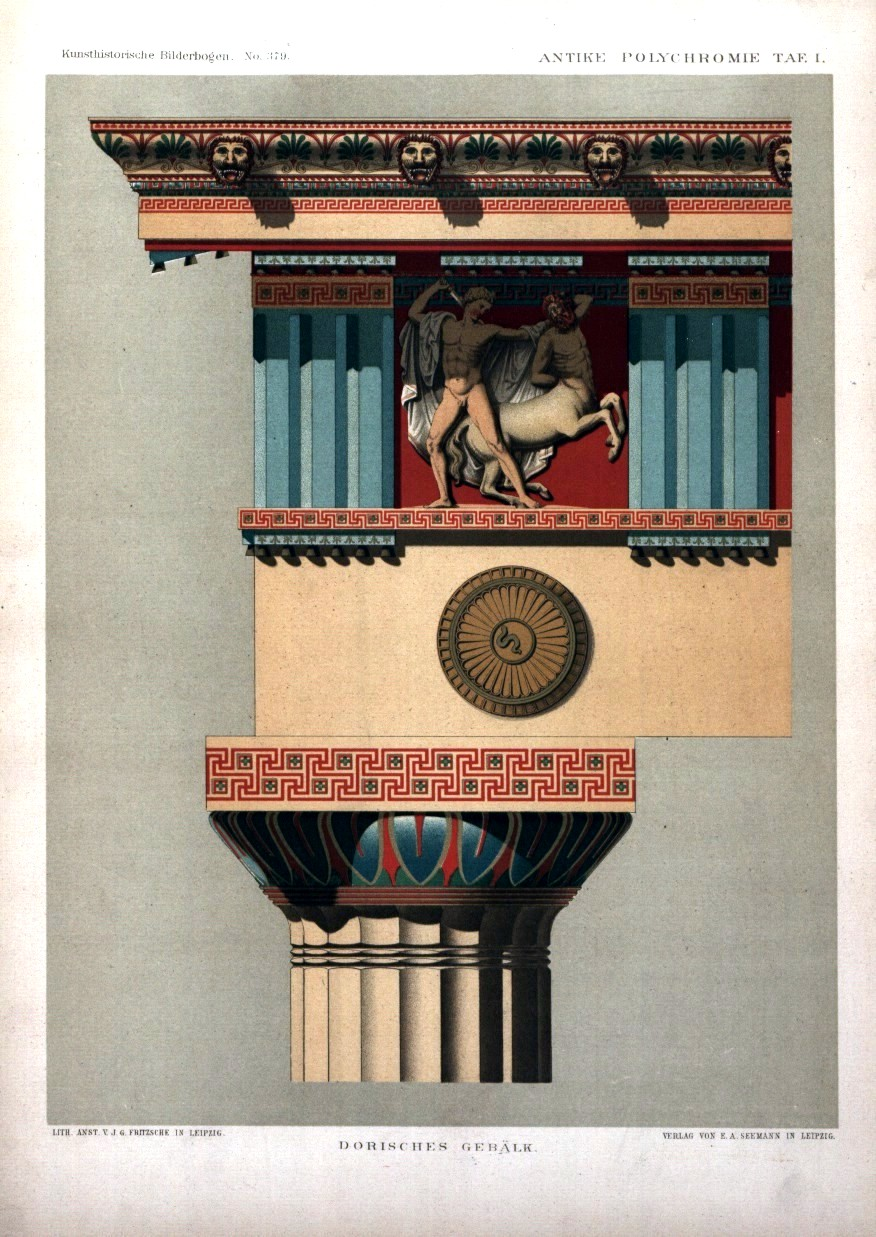
Reconstucție din 1883 a schemei cromaice a antablamentului unui templu doric
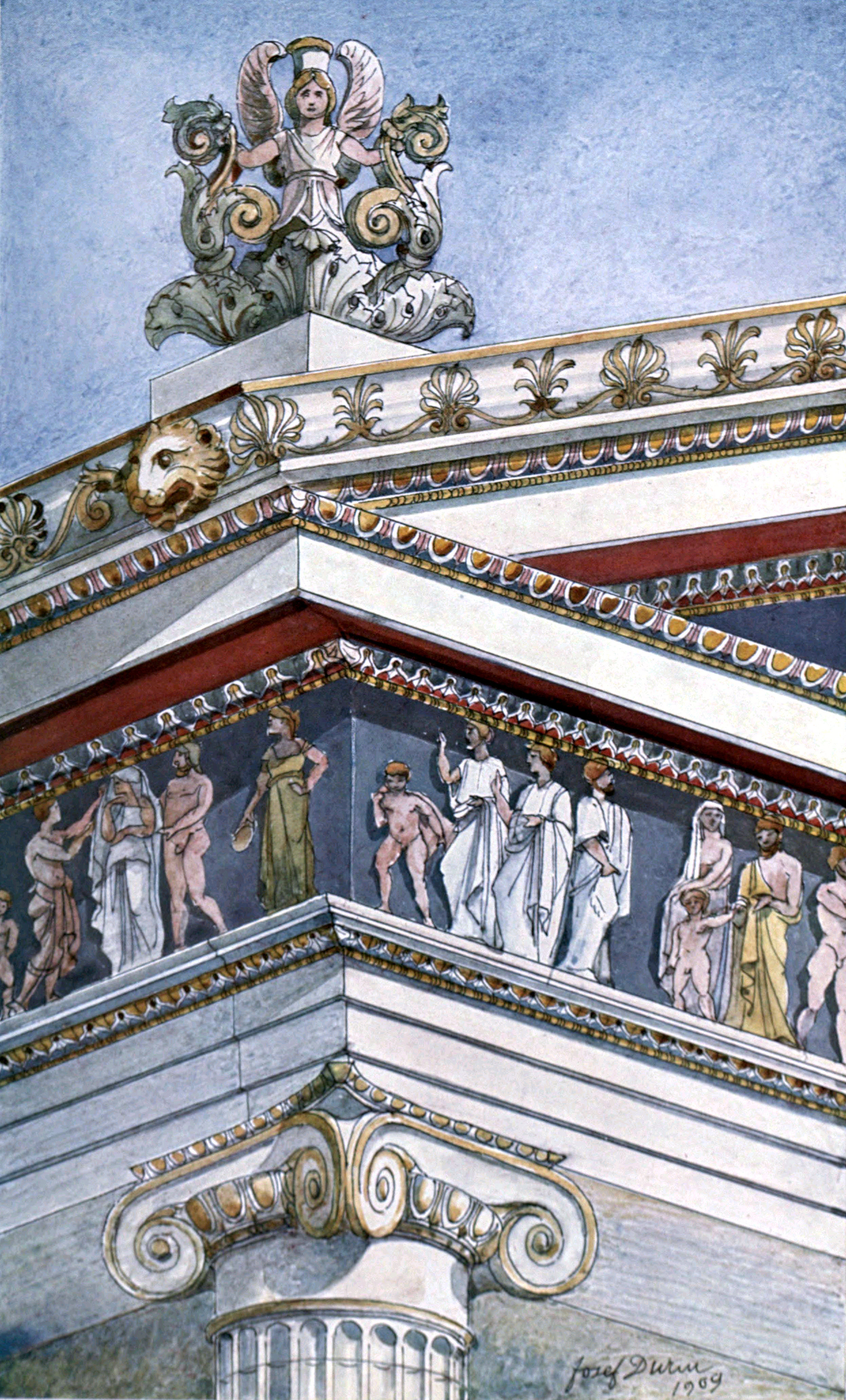
Policromia originală a lui templu ionic

### Sculpturile arhitecturale
Templele grecești au fost adesea îmbunătățite cu decorațiuni figurale, în special zonele cu frize oferă spații pentru reliefuri; triunghiurile frontonale conțin des scene cu sculpturi de sine stătătoare. În vremurile arhaice, chiar arhitrava ar putea să fie decorată în relief pe templele ionice, așa cum demonstrează templul mai vechi al lui Apollo din Didyma. Aici, colțurile arhitravei erau decorate cu gorgone, înconjurate de lei și poate de alte animale. Pe de altă parte, templele ionice din Asia Mică nu posedau o friză separată nepermițând spațiu pentru decorarea în relief. Cea mai obișnuită zonă pentru decorarea în relief a rămas friza, fie ca o friză tipică de triglife dorice, cu metope sculptate, fie ca o friză continuă pe templele ionice din Insulele Ciclade și mai târziu din est.

#### Metopele
Metopele, plăci individuale separate foarte asemănătoare cu niște tablouri, care de obicei nu ar putea conține mai mult de trei figuri fiecare, au înfătișat de obicei scene individuale aparținând unui context mai larg. E rar ca scenele să fie distribuite pe mai multe metope; în schimb, un context narativ general, de obicei o bătălie, e creat prin combinația de scene multiple izolate. Alte contexte tematice ar putea să fie descrise în modul ăsta. De exemplu, metopele din fața și din spatele Templului lui Zeus din Olympia prezentau cele Doisprezece Munci ale lui Heracle. Scene mitologice individuale, cum ar fi răpirea Europei sau o incursiune a bovinelor de Dioscuri ar putea să fie astfel reprezentate, la fel ca scenele din călătoria argonauților sau din Războiul troian. Luptele împotriva centaurilor, amazoanelor și giganților, toate trei descrise pe Partenon, sunt teme recurente pe multe temple.

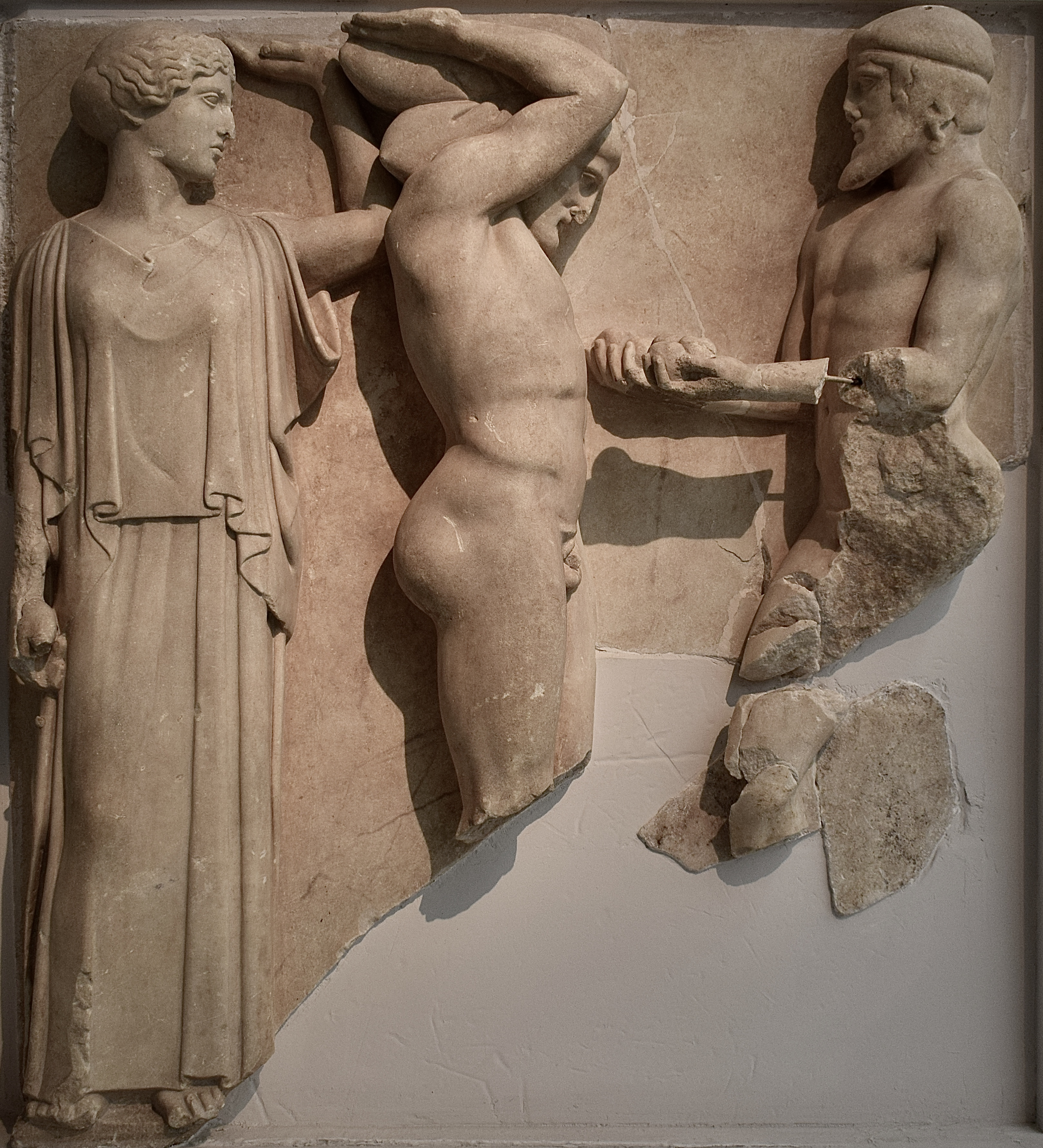
Metopă de la Templul lui Zeus din Olympia
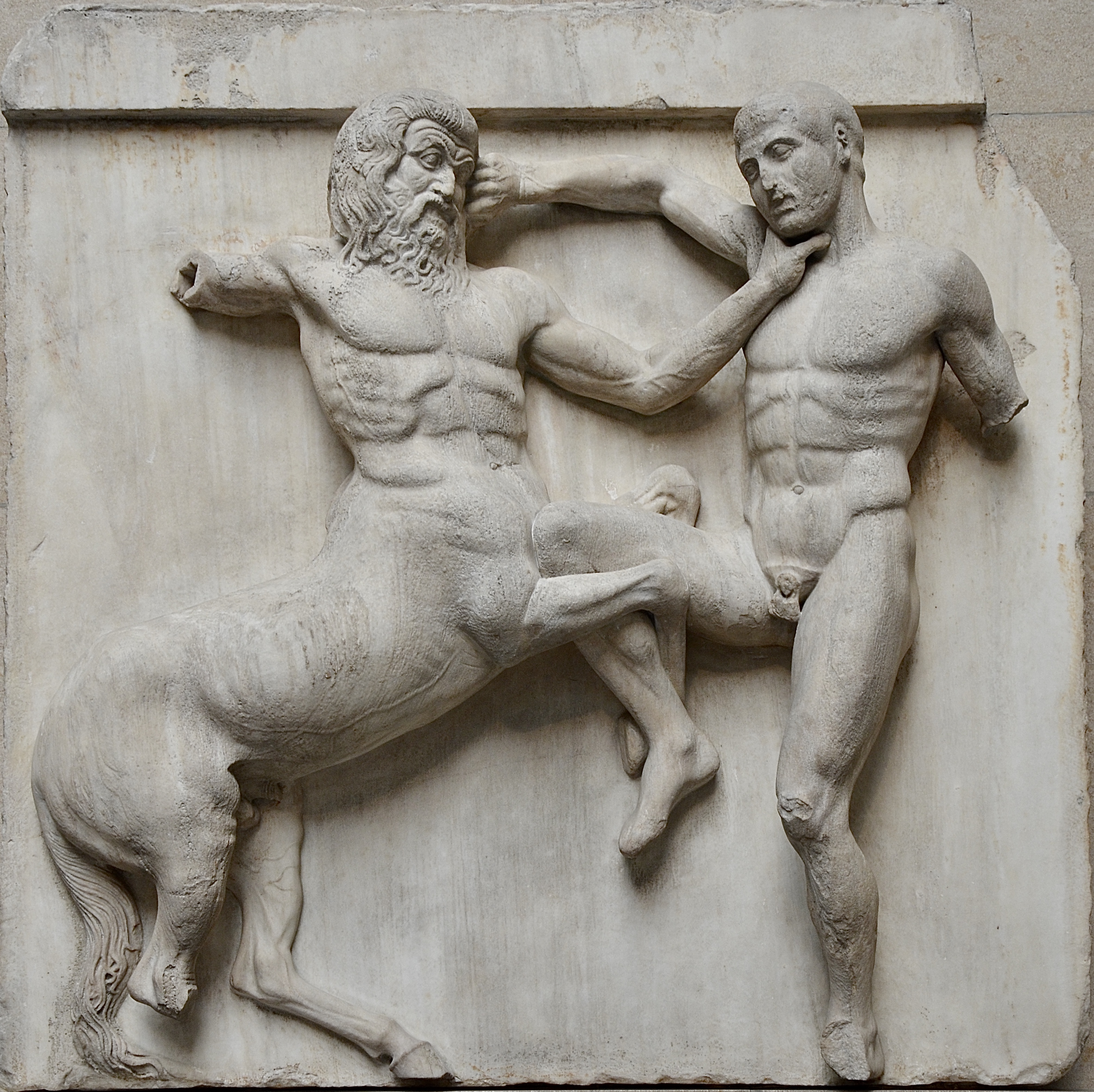
Un centaur care se luptă cu un Lapith pe o metopă de la Partenon, în British Museum (Londra)
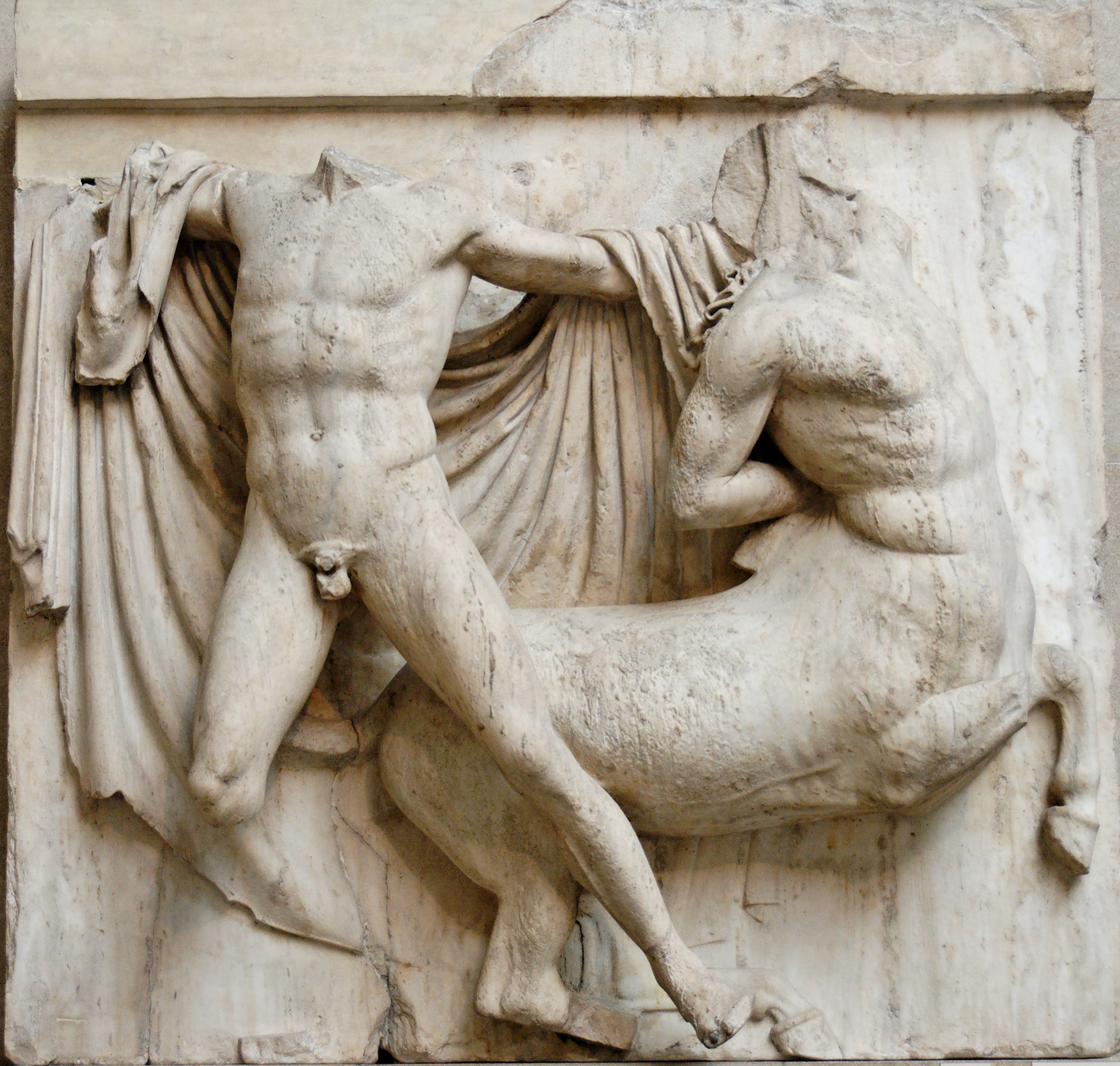
Lapit luptându-se cu un centaur pe o metopă a Partenonului, în British Museum
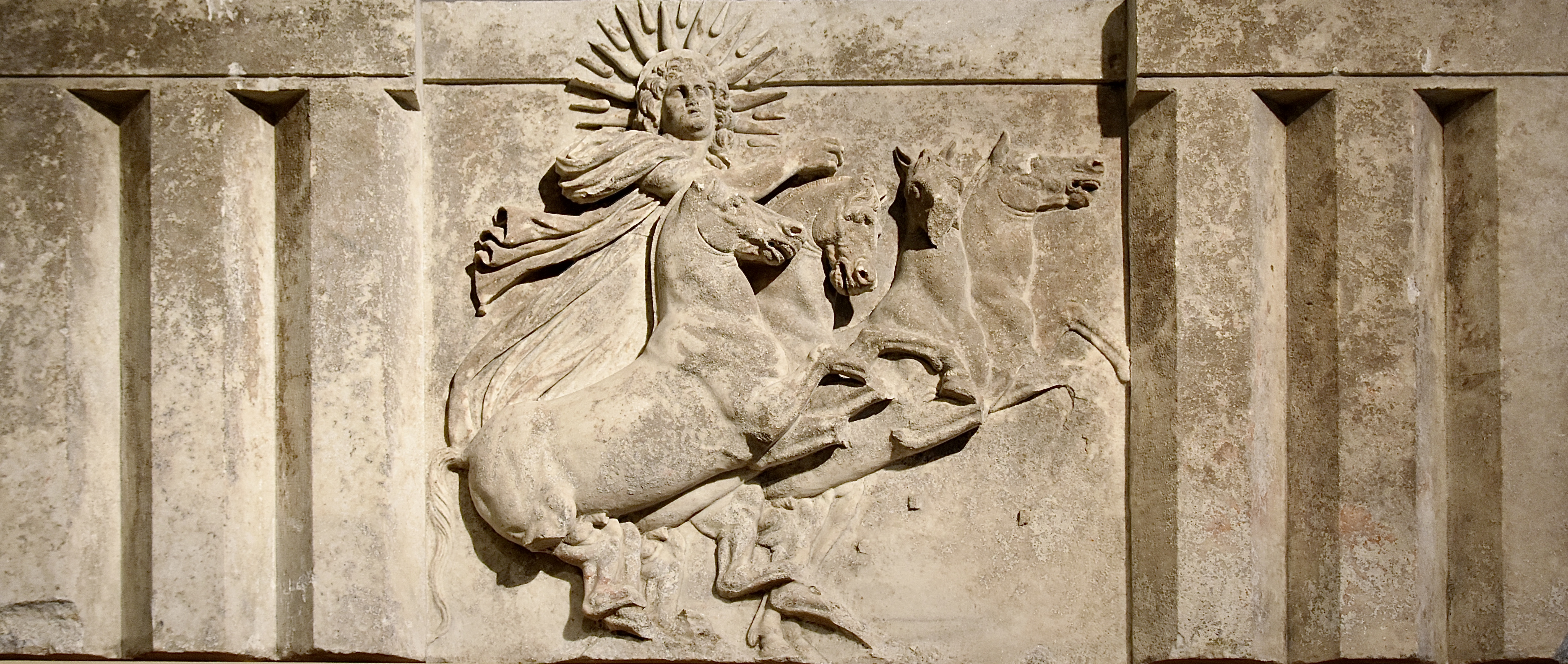
Arhitravă cu o metopă sculptată care arată zeul soarelui with sculpted metope showing sun god Helios într-o cvadrigă, de la Templul Atenei din Troia, circa 300-280 î.Hr.

#### Frizele
Scenele de luptă de tot felul au fost, de asemenea, o temă comună a frizelor ionice, de exemplu gigantomahia de pe templul lui Hecate din Lagina sau amazonomahia de pe templul lui Artemis din Magnesia de pe Meandru, ambele de la sfârșitul secolului al II-lea î.Hr. Compozițiile complexe au vizualizat înainte și înapoi luptele pentru privitor. Astfel de scene au fost contrastate de altele mai liniștite sau pașnice: Adunarea zeilor și o procesiune domină friza lungă de 160 m care este așezată deasupra zidurilor naosului Partenonului.

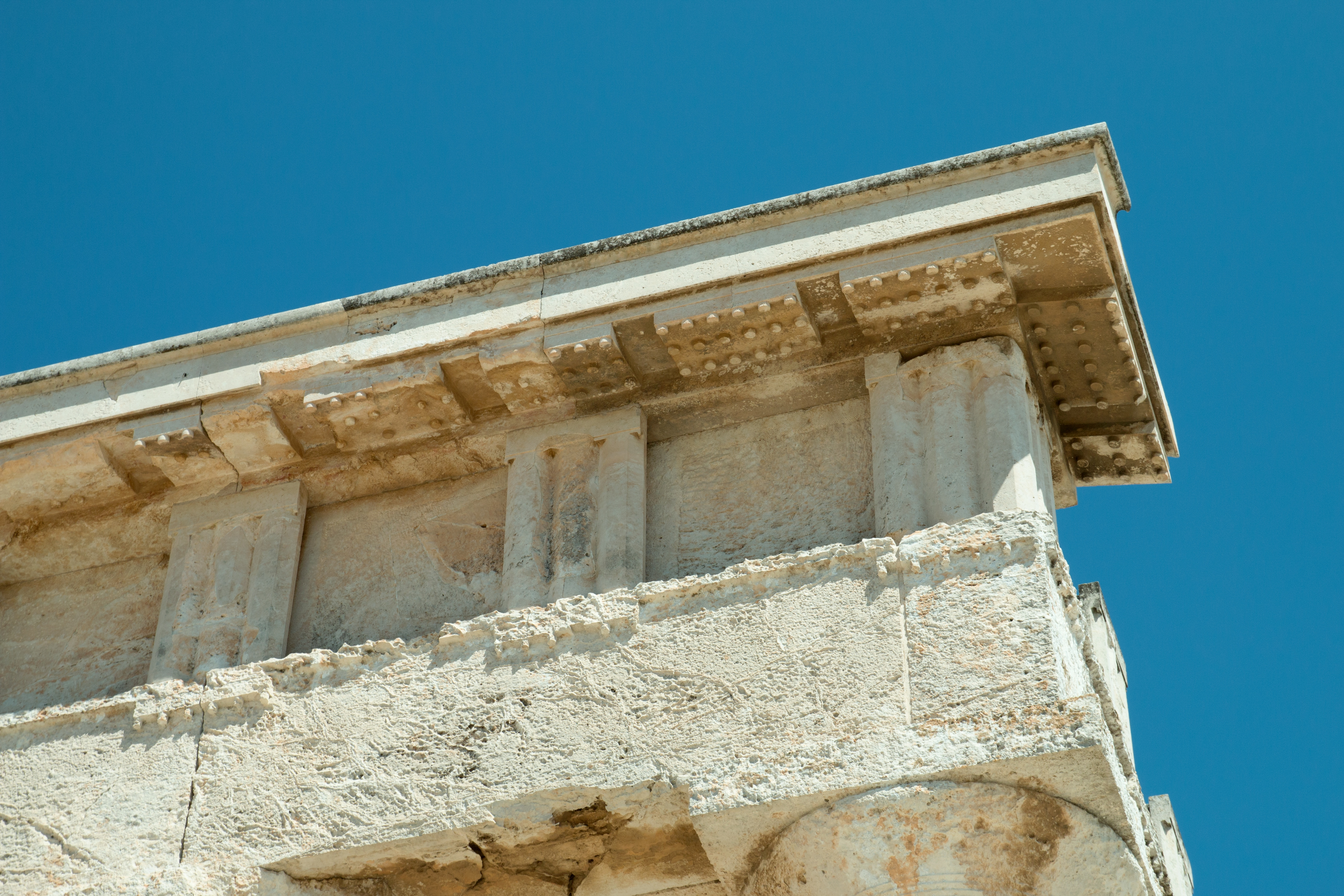
Friza dorică a Templului Afaiei din Eghina (Grecia), cu triglife și metope
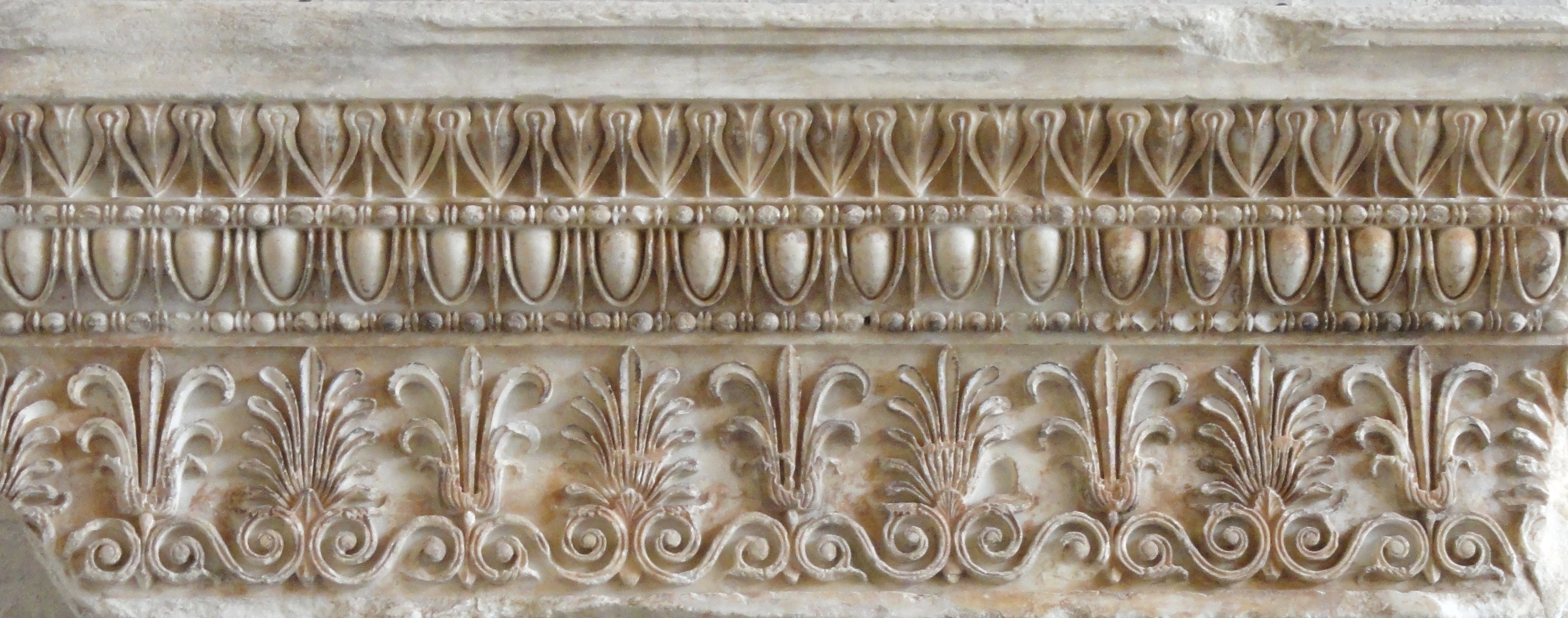
Friză ionică de la Erehteion, în Gliptoteca din München (Germania)
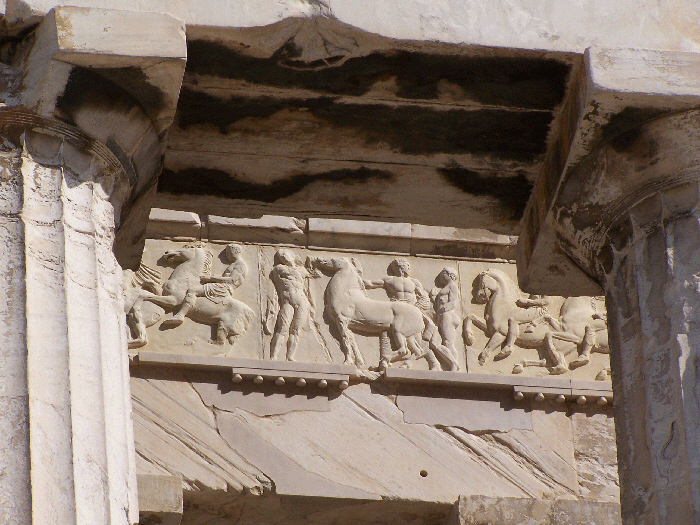
Parte a Frizei Partenonul, in situ pe latura vestică a naosului
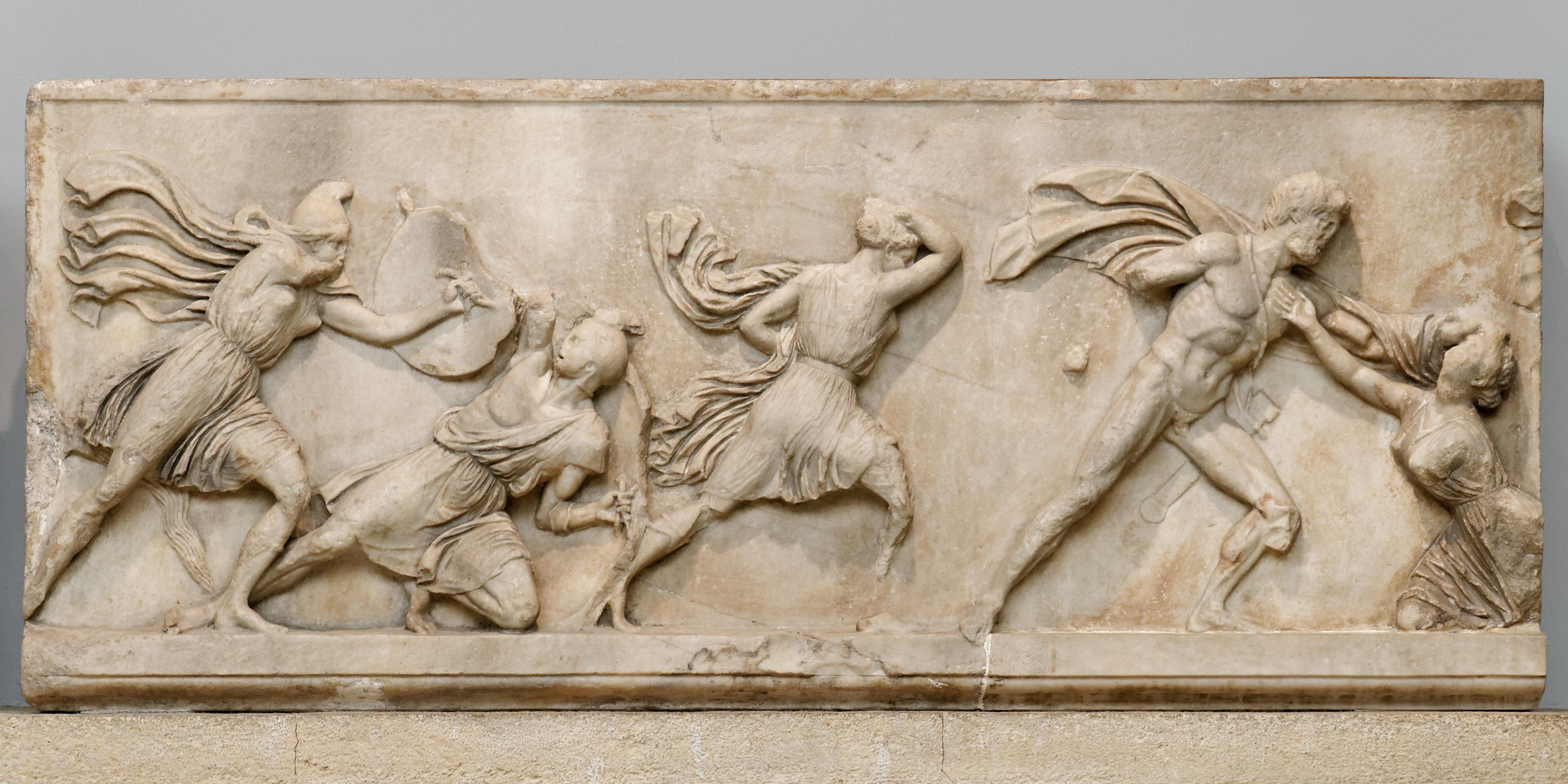
Detaliu al frizei Mausoleului din Halicarnas cu amazonomahia, în British Museum (Londra)

#### Frontoanele
O atenție deosebită a fost acordată decorării triunghiurilor frontonale, nu în ultimul rând datorită dimensiunii și poziției lor frontale. Inițial, frontoanele erau umplute cu reliefuri masive, de exemplu la scurt timp după 600 î.Hr., pe Templul Artemis din Kerkyra, unde frontonul de vest e preluat de gorgona Medusa și copiii ei în centru, flancați de pantere. Scene mai mici sunt afișate în colțurile joase ale frontonelor, de exemplu Zeus cu un fulger, luptându-se cu un higant. Sculptura frontonală a primului templu peripteral de pe Acropola Ateniană, din c. 570 î.Hr., d o sculptură aproape de sine stătătoare, dar rămâne dominată de o scenă centrală a luptei cu lei.
Din nou, colțurile conțin scene separate, inclusiv Heracle luptându-se cu Triton. După mijlocul secolului al VI-lea î.Hr., schema compozițională se schimbă: scenele de animale sunt acum plasate în colțuri, și în curând dispar complet. Compoziția centrală e acum preluată de lupte mitologice sau de rânduri de figuri umane. Stima deosebită în care greci au ținut sculpturi frontonale a fost demonstrată de descoperiri sculpturale din Templul arhaic târziu al lui Apollo din Delphi, care a primit o adevărată înmormântare după distrugerea templului în 373 î.Hr.. Temele scenelor frontonale individuale sunt dominate din ce în ce mai mult de mituri legat de localitate. Astfel, frontonul estic din Olympia descrie pregătirea pentru o cursă de caruri între Pelops și Oinomaos, miticul rege din Pisa din apropiere. E mitul fundației sanctuarului în sine, afișat aici în cea mai proeminentă poziție a sa. O asociere directă similară e asigurată de nașterea Atenei pe frontonul estic al Partenonului sau de lupta pentru Attica dintre ea și Poseidon pe frontonul vestic. Frontonul templului de mai târziu al Cabeirilor de la Samothraki, la sfârșitul secolului al III-lea î.Hr., a descris o legendă probabil pur locală, fără interes major pentru Grecia în ansamblu.

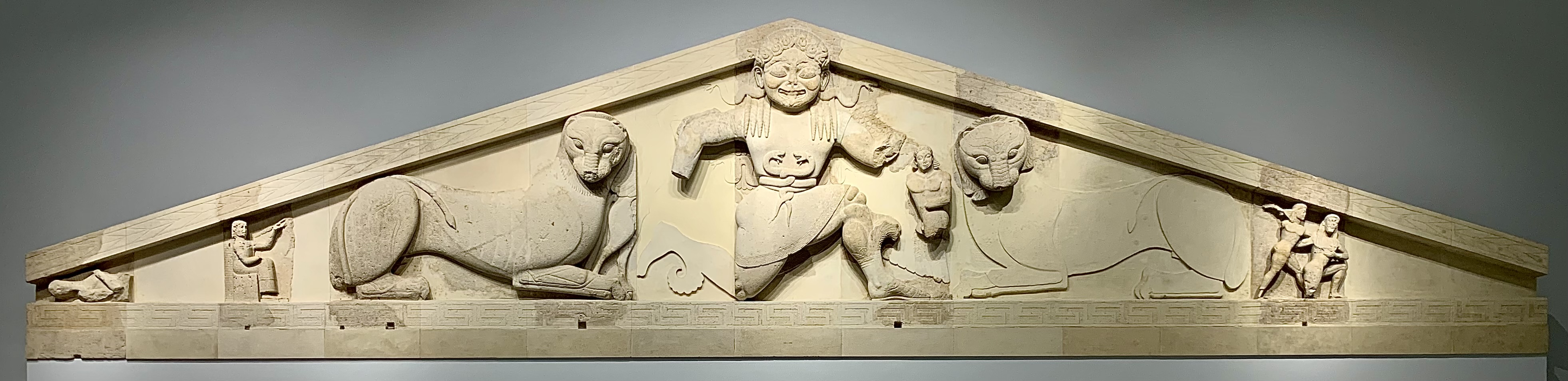
Frontonul vestic de la Templul lui Artemis din Corfu (Grecia), în Muzeul Arheologic din Corfu
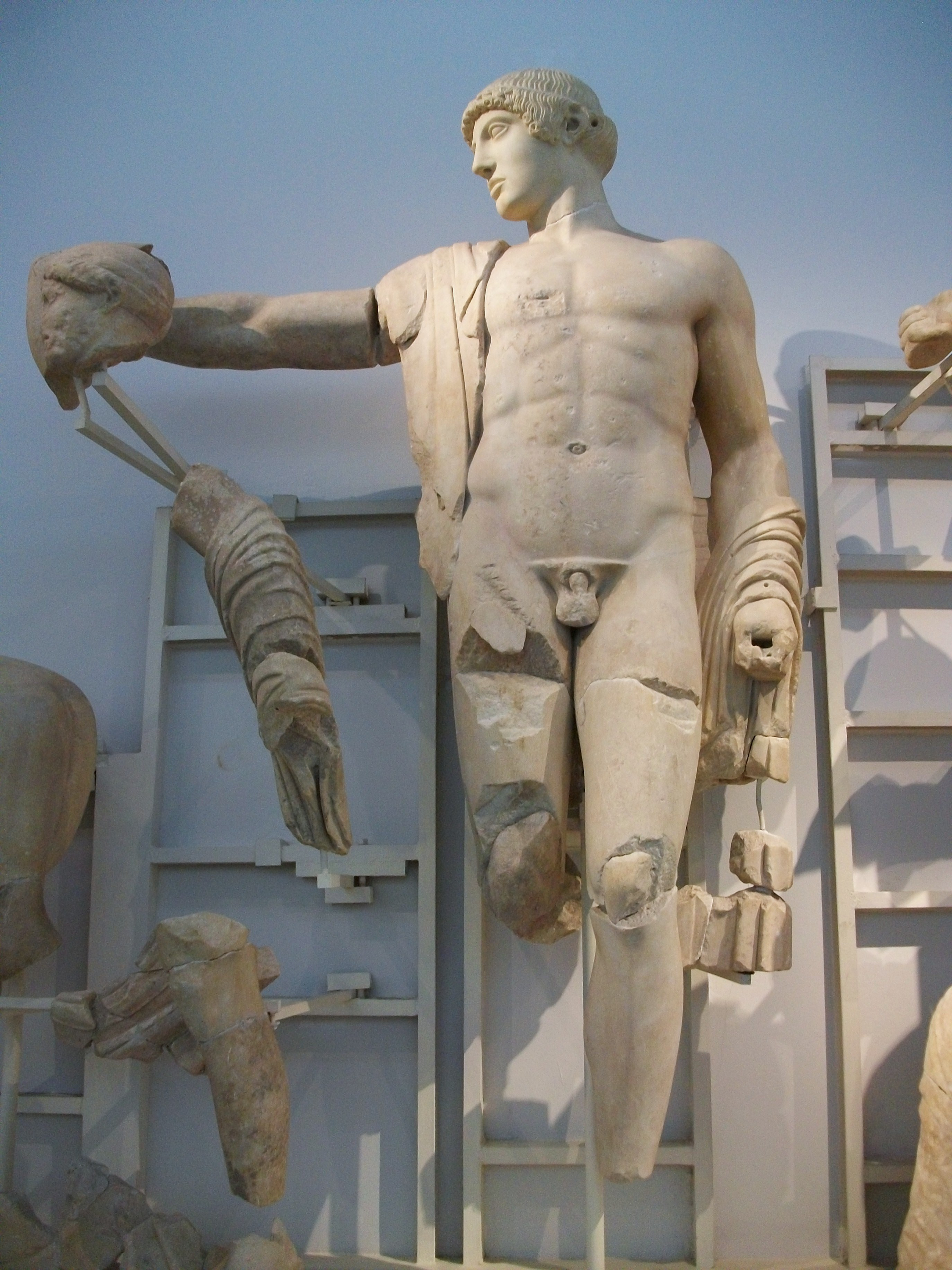
Statuie a lui Apollo de la frontonul vestic al Templului lui Zeus din Olympia
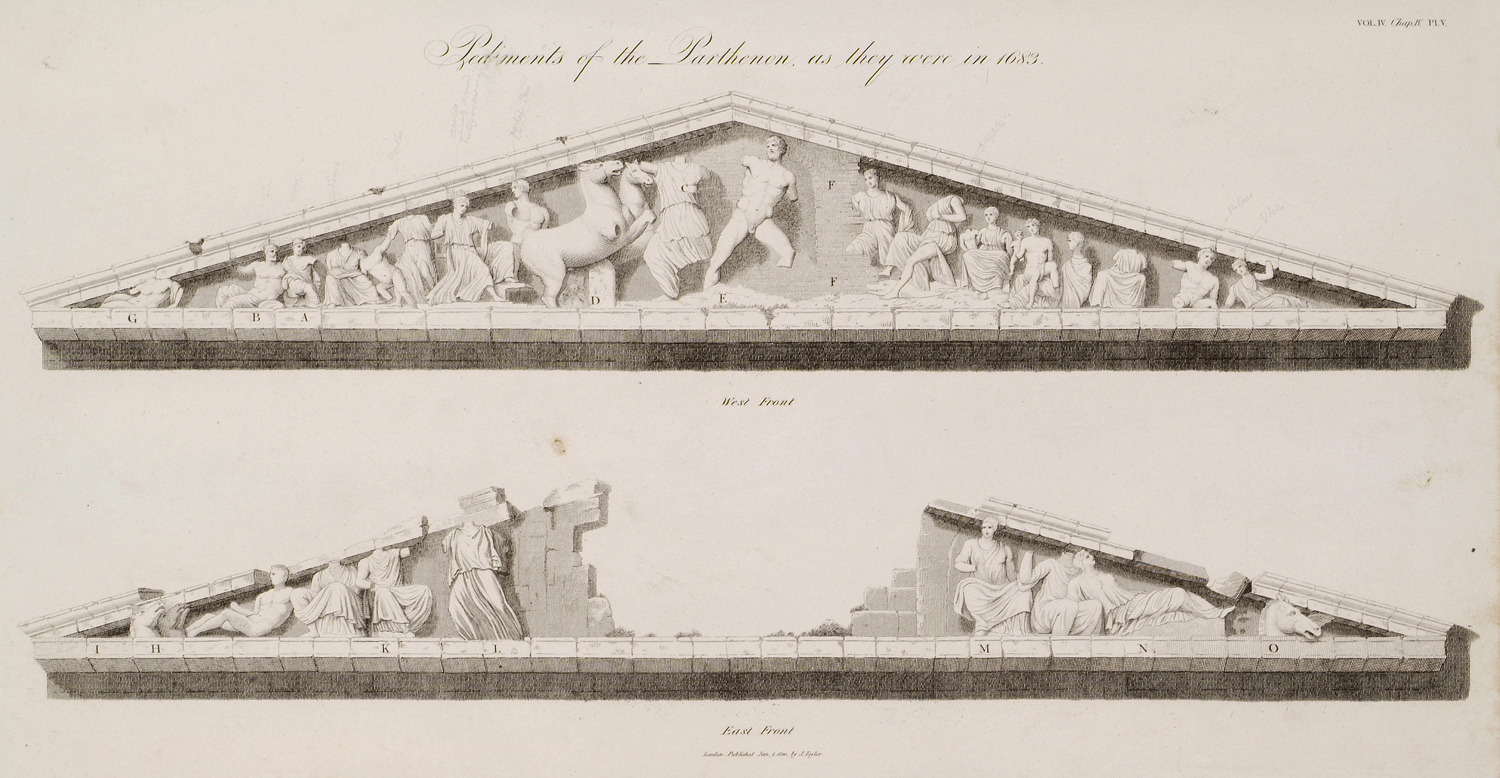
Ilustarții cu sculpturile din cele două frontoane ale Partenonului, de James Stuart și Nicholas Revett în 1794
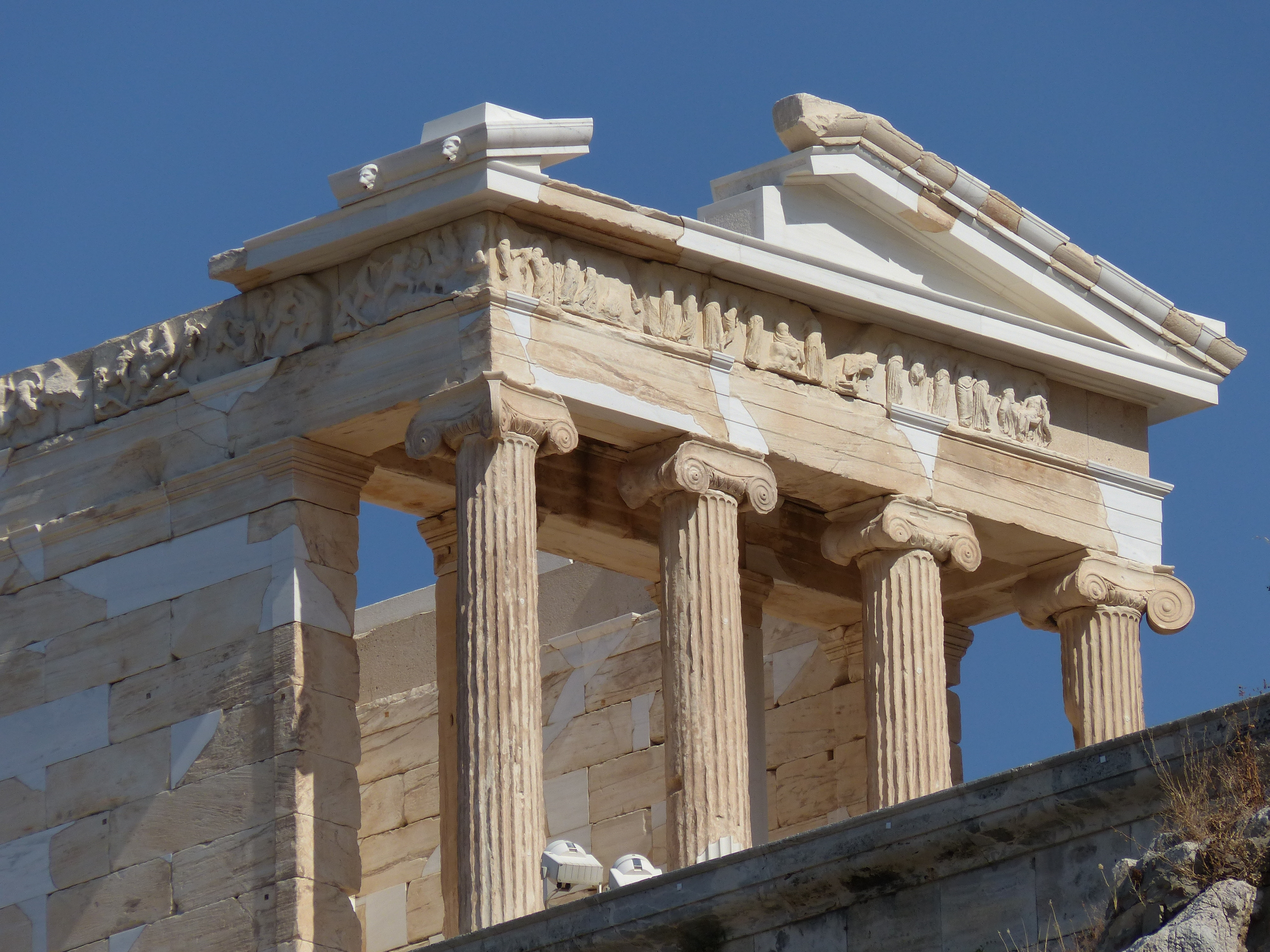
Templul Atenei Nike cu frontoanele sale foarte distruse

#### Acoperișul
Acoperișurile au fost încoronate de acrotere, inițial sub formă de discuri de lut pictate într-un mod elaborat, începând cu secolul al VI-lea î.Hr. ca niște figuri complet sculptate așezate pe colțurile și crestele frontoanelor. Pot să înfățișeze boluri și trepiede sacrificiale, grifoni, sfincși și în special figuri și zeități mitice. De exemplu, reprezentările zeiței Nike care alergau au încoronat templul Alcmeonid al lui Apollo la Delphi și amazoanele montate au format acroterele de colț ale Templului lui Asclepios din Epidaur. Pausanias (5, 10, 8) descrie trepiedele de bronz care formează acrotera de colț și statuile lui Nike de Paionios formând cele de creastă de pe Templul lui Zeus din Olympia.

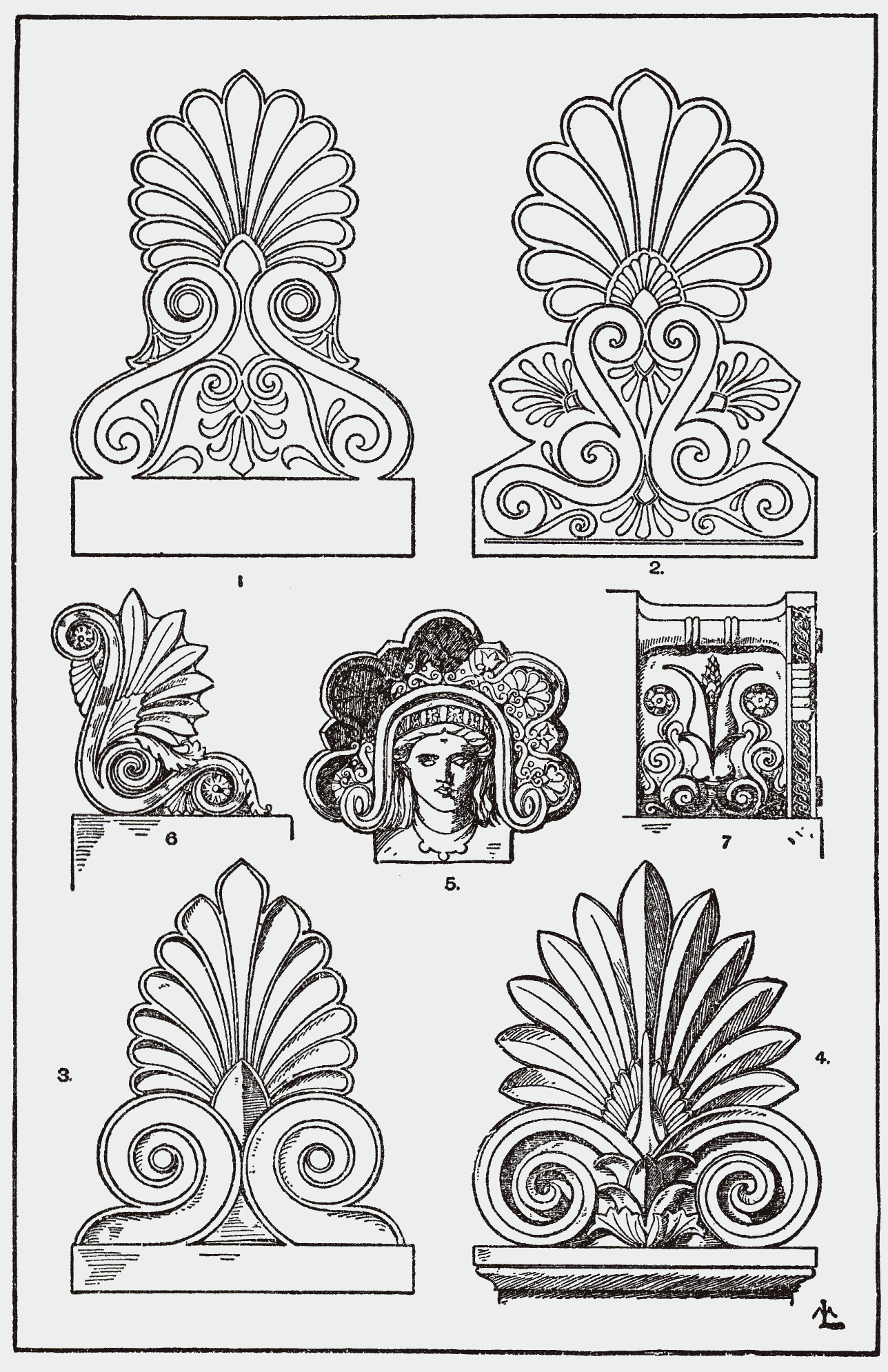
Ilustrații cu exemple de acrotere
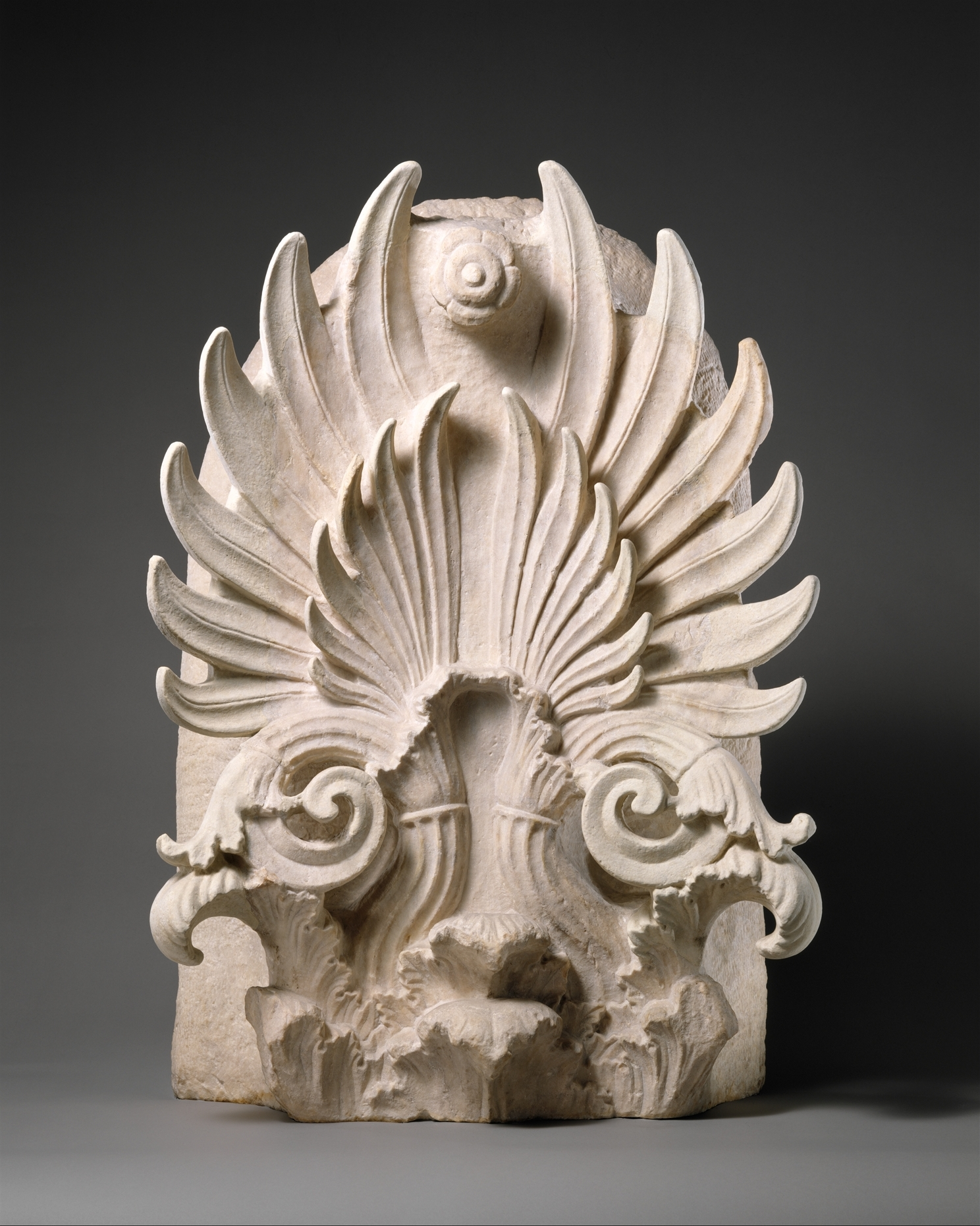
Acroteră, 350-325 î.Hr., marmură, în Muzeul Metropolitan de Artă din New York
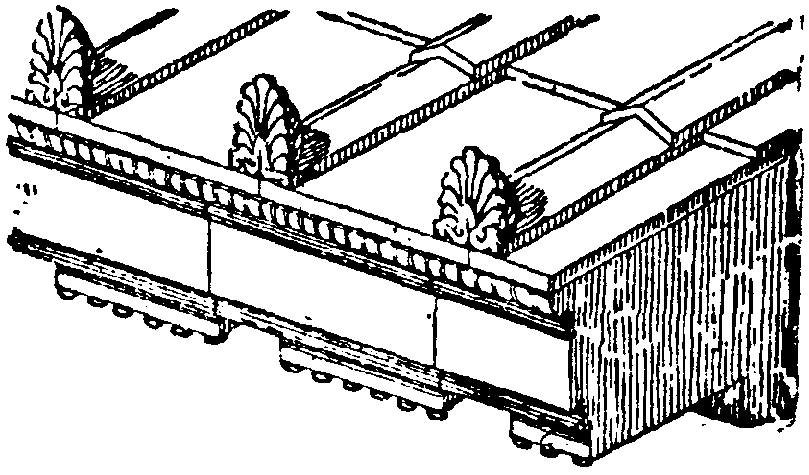
Ilustratie care arată antefixe în pozițiile lor pe acoperișuri
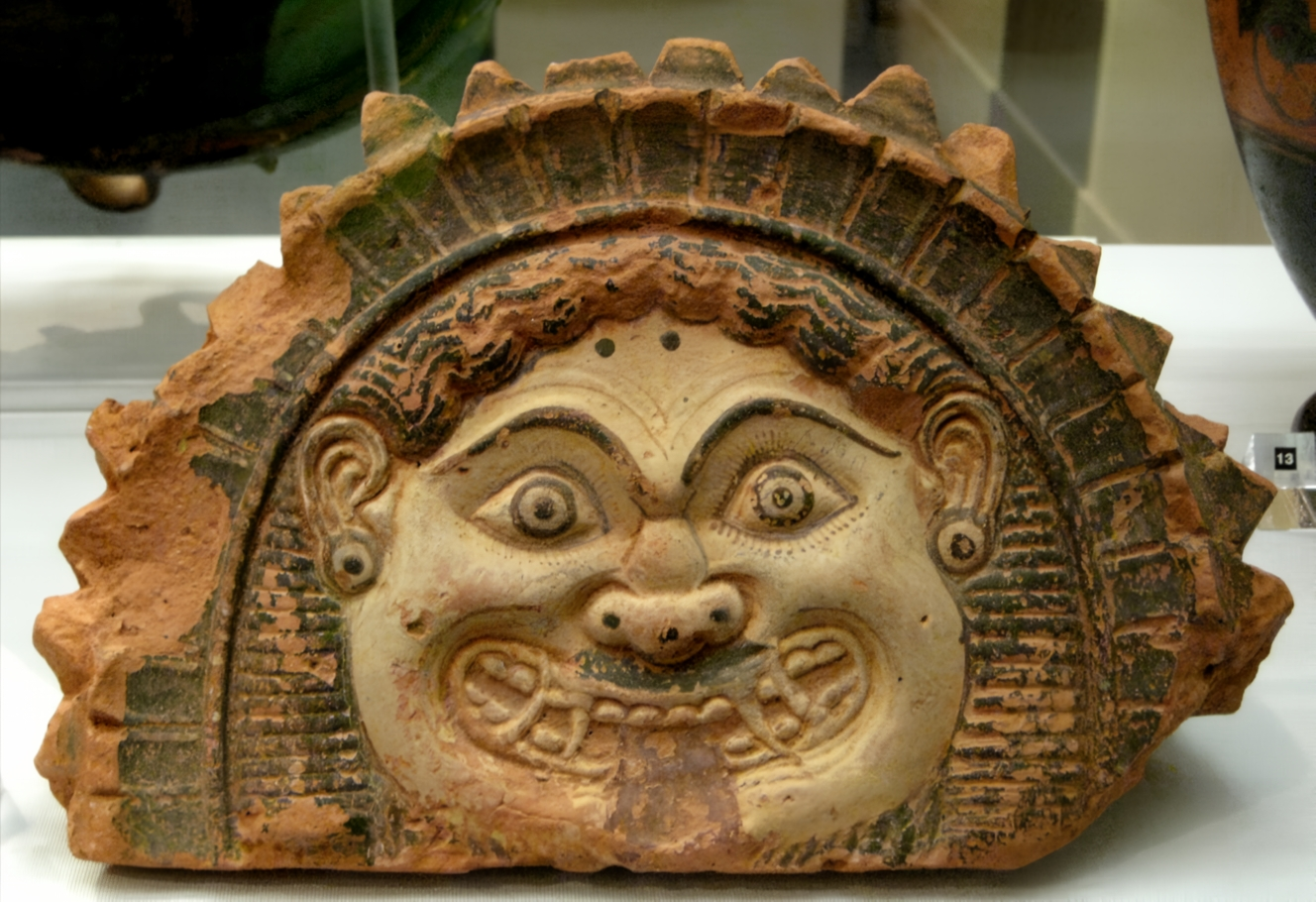
Antefix cu Medusa, secolele al VI-lea sau al V-lea î.Hr., ceramică, în Muzeul Pușkin (Moscova)

#### Coloanele
Din motive de completitudine, ar trebui menționat aici un potențial purtător de decorațiuni sculpturale: columnae celetae ale templelor ionice din Efes și Didyma. Aici, deja pe templele arhaice, părțile inferioare ale fusurilor coloanei erau decorate cu ornamente în relief proeminente, reprezentând inițial rânduri de figuri, înlocuite pe succesorii lor târzii clasici și elenistici cu scene mitologice și bătălii.

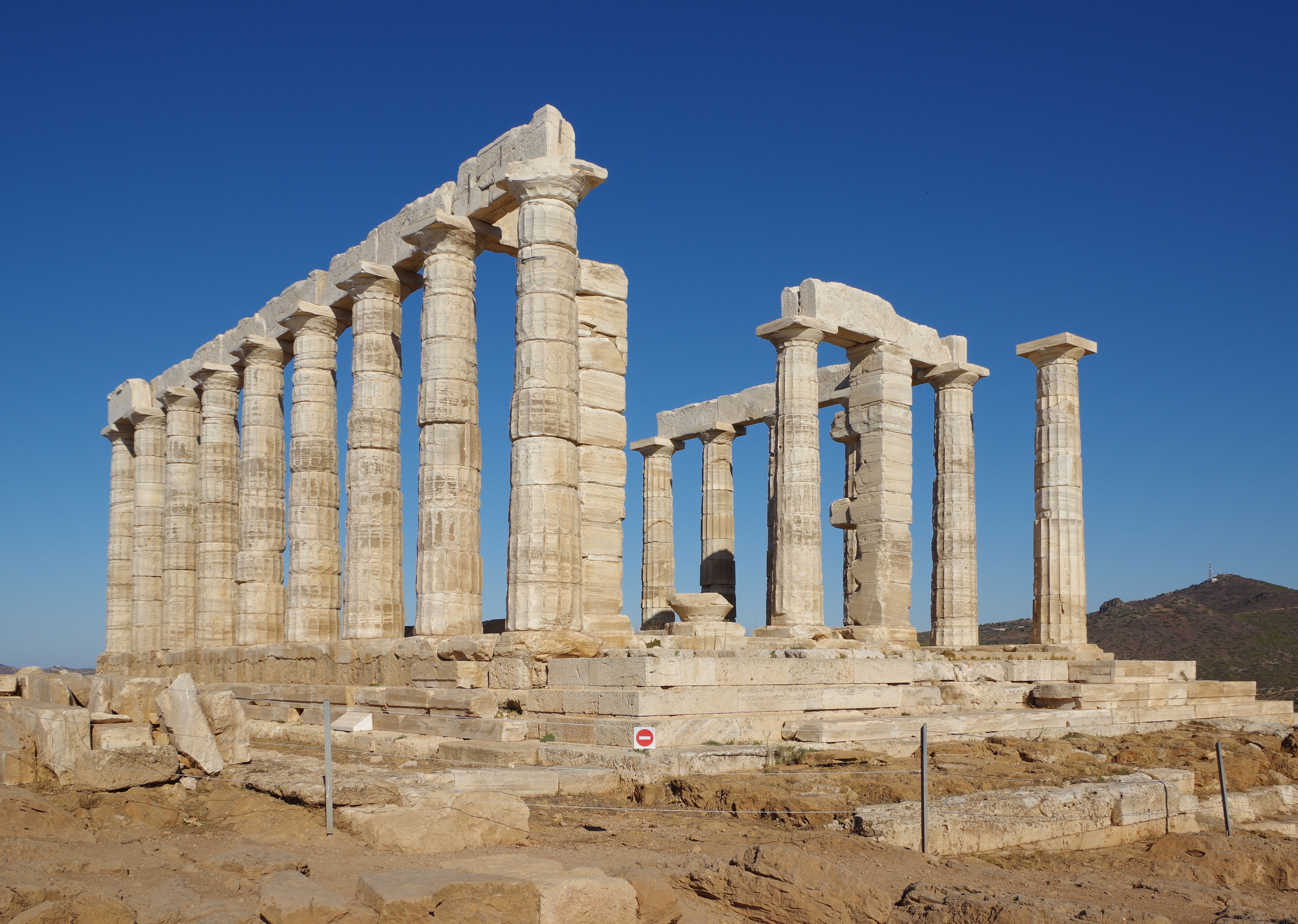
Ruinele Templului lui Poseidon din Sounio (Grecia), 444–440 î.Hr.
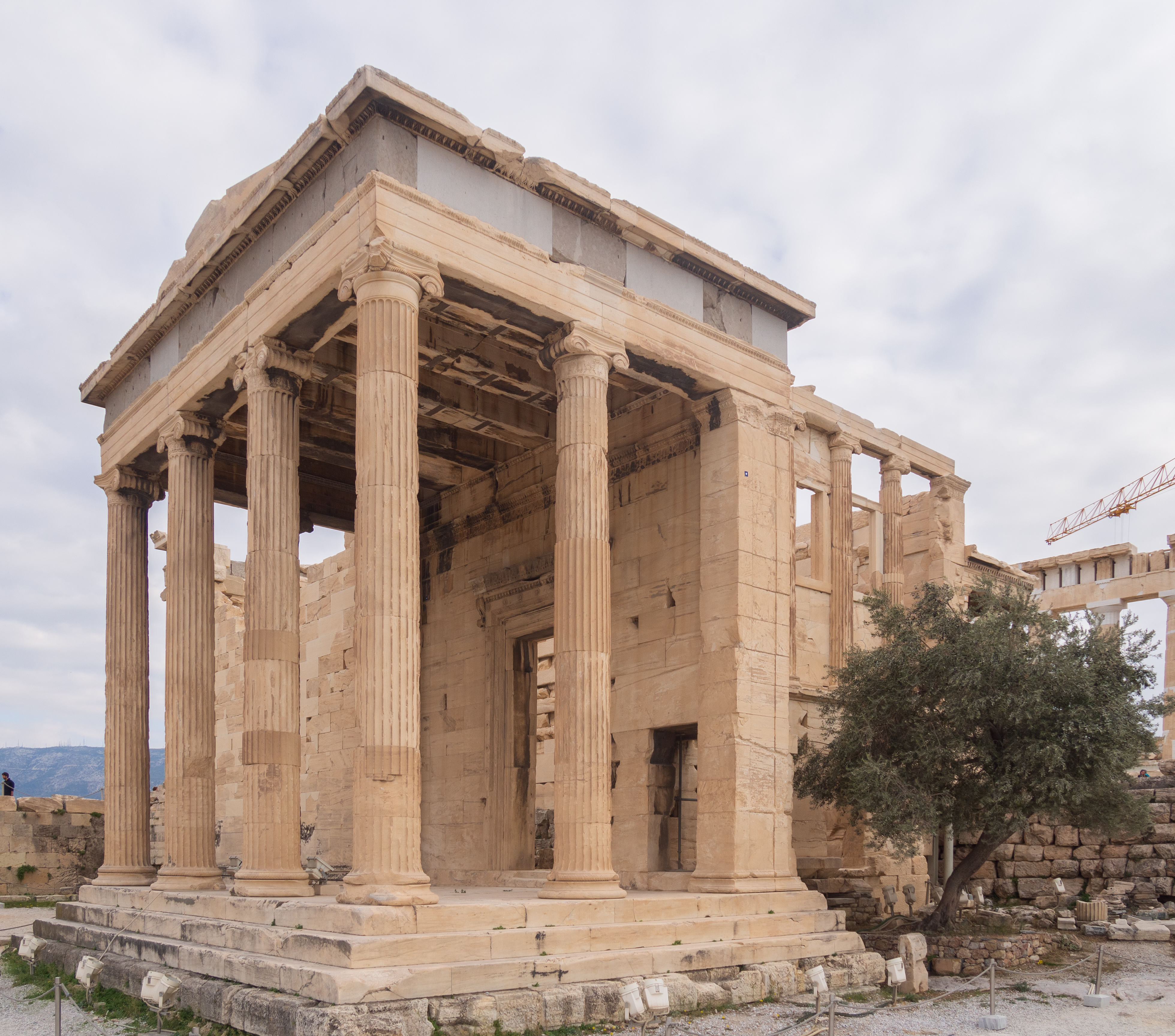
Porticul de Nord al Erehteionului din Acropola Ateniană
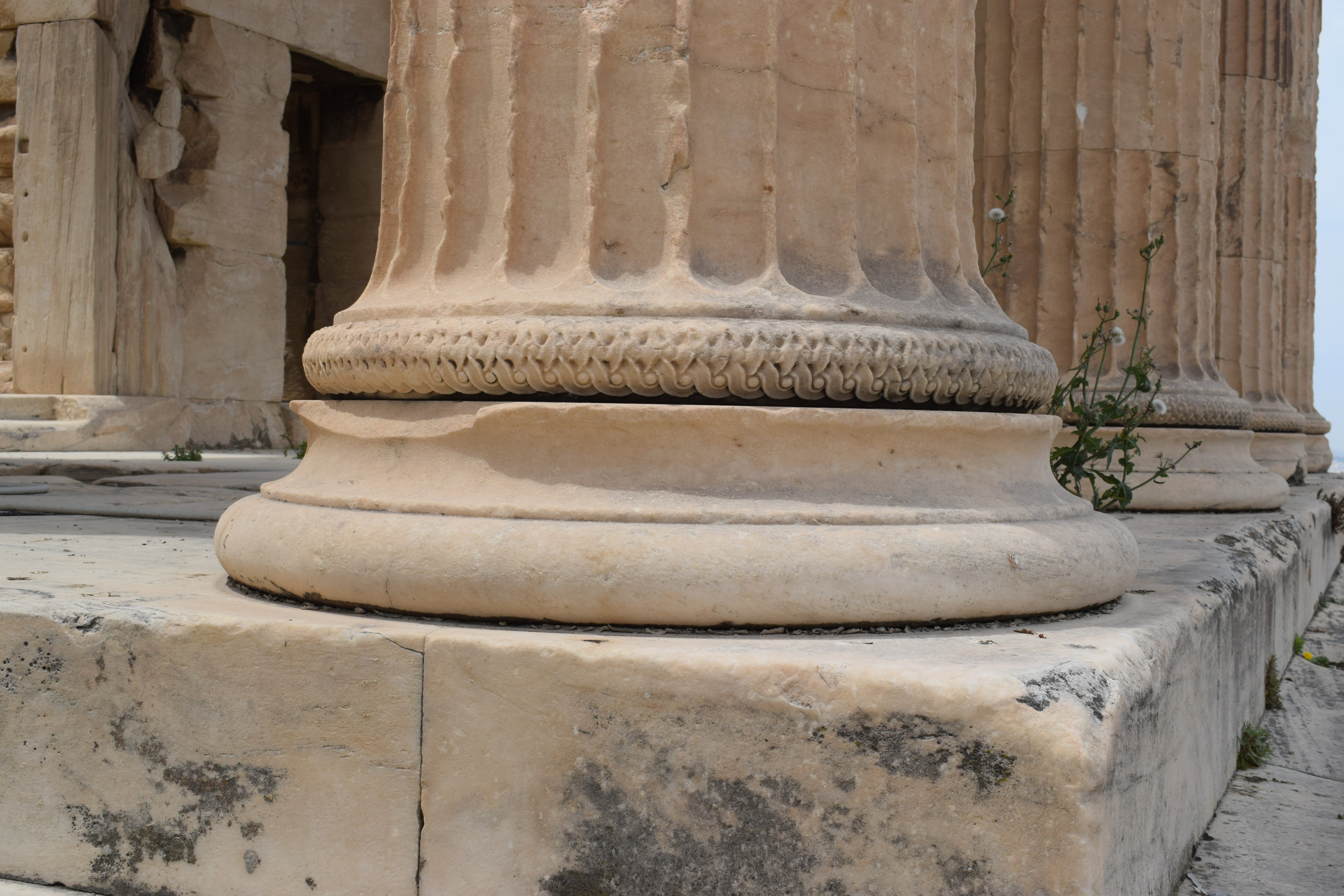
Baza unei coloane ionice a Porticului de Nord al Erehteionului
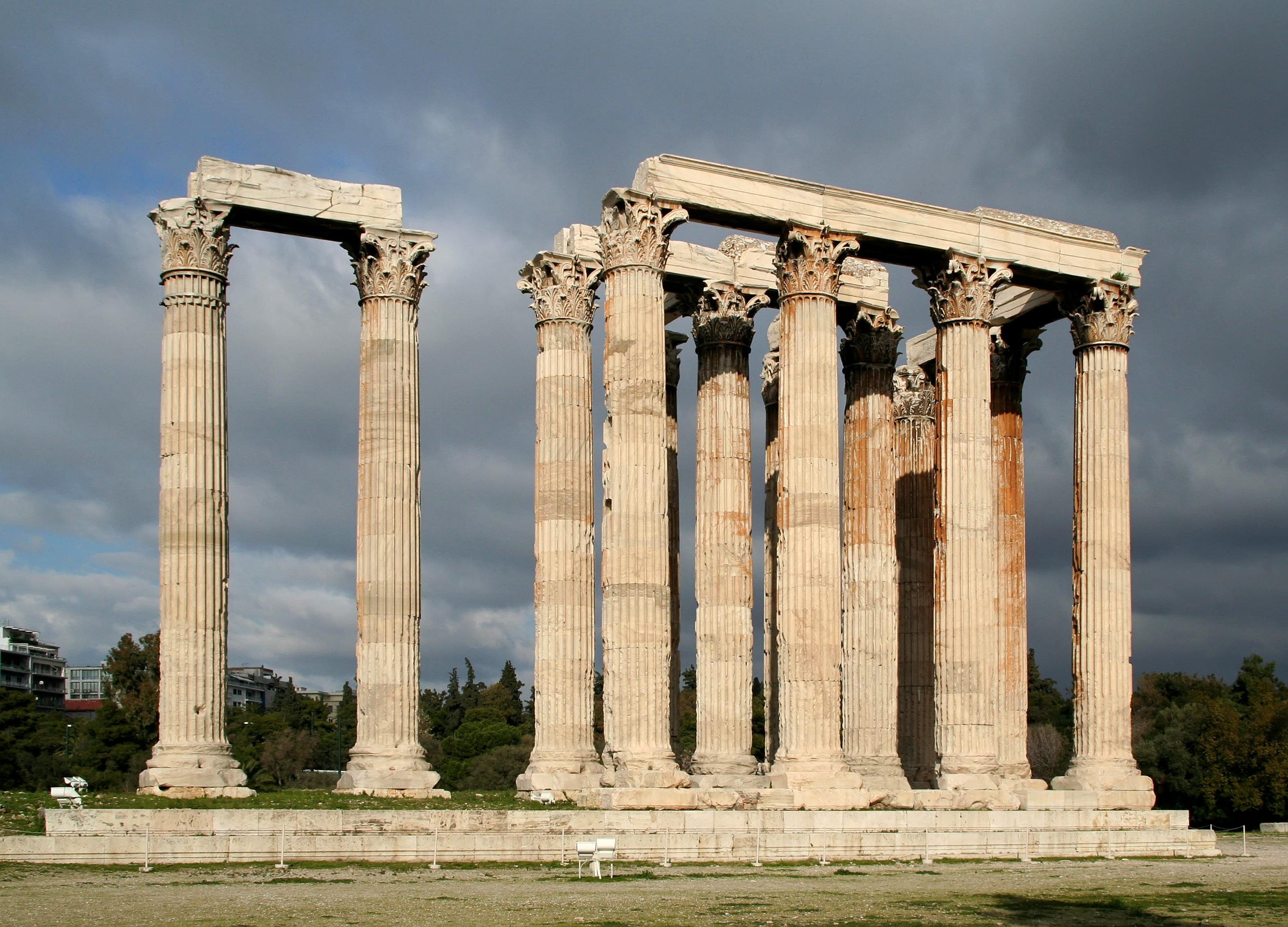
Ruinele Templului lui Zeus din Atena

## Funcția și designul

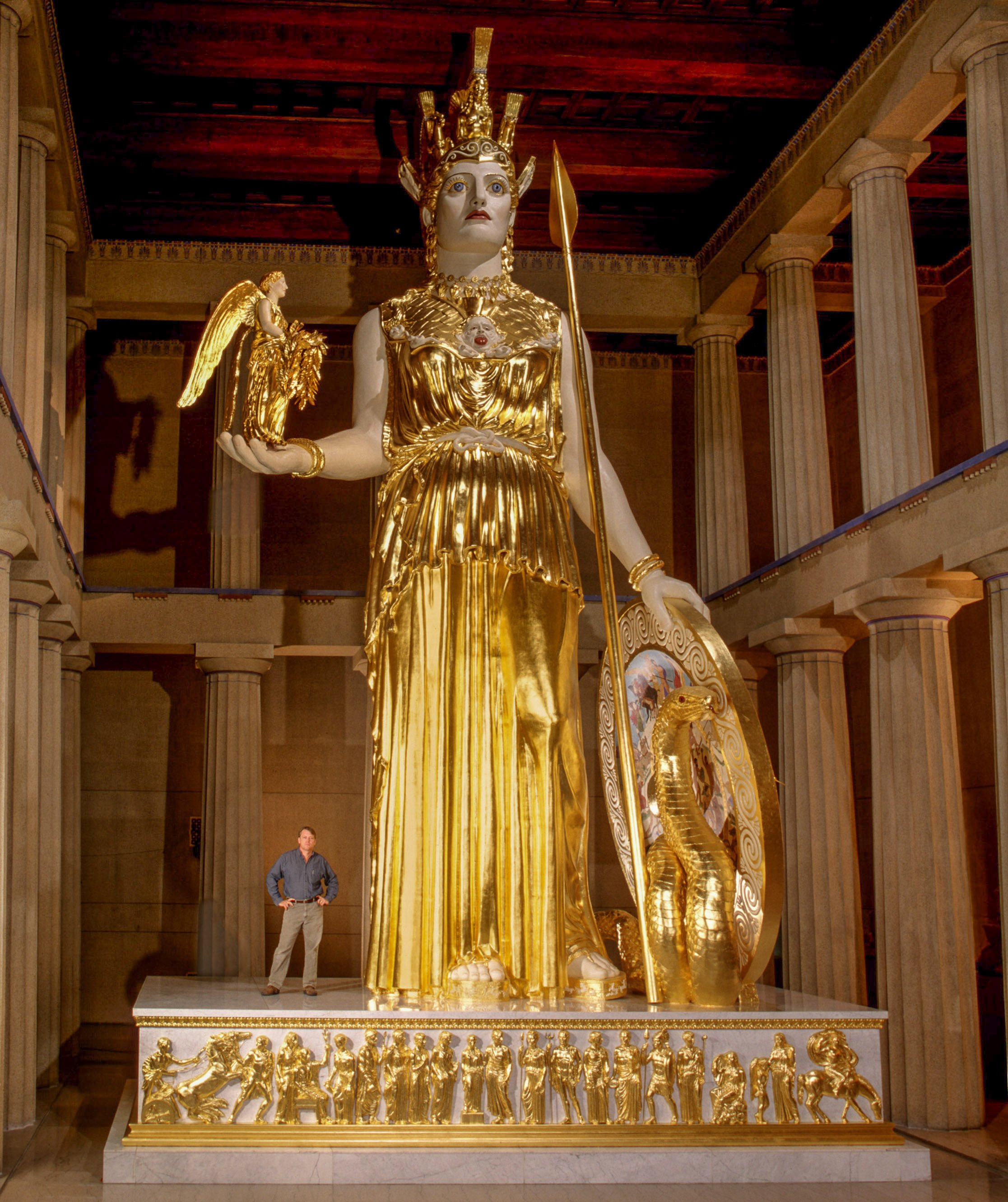
Reproducere a imaginii de cult Athena Parthenos la mărimea originală, în Partenonul din Nashville (Nashville, Tennessee, SUA)

### Statuia de cult șinaosul
Funcțiile templului se concentrau în principal pe naos, „locuința” statuii de cult. Elaborarea aspectelor externe ale templului a servit la evidențeiefea demnității naosului. În contrast, naosul în sine a fost des terminat cu o oarecare moderație, chiar dacă până în perioada romană unele deveniseră în mod clar destul de aglomerate cu alte statui, trofee militare și alte cadouri. Adesea, singura sursă de lumină pentru naoi și statuia de cult era ușa frontală a naosului și lămpile cu ulei dinauntru. Astfel, interiorul a primit doar o cantitate limitată de lumină. Excepții se găsesc în templul lui Apollo din Bassae și-n cel al Atenei din Tegea, unde zidul naosului sudic avea o ușă, permițând potențial mai multă lumină în interior. O situație specială se aplică templelor din Insulele Ciclade, unde acoperișul era de obicei din țiglă de marmură. Acoperișurile de marmură acopereau, de asemenea, templul lui Zeus din Olympia și Partenonul din Atena. Pentru că marmura nu e în întregime opacă, acele naosuri pot să fie pătrunse cu o lumină difuză distinctă.
Din motive cultice, dar și pentru folosirea luminii soarelui care răsare, practic toate templele grecești erau orientate cu ușa principală spre est. Au existat unele excepții, cum ar fi Templul lui Artemis, orientat spre vest la Efes și la Magnesia pe Meandru sau templele din Arcadia orientate spre nord-sud. Astfel de excepții sunt probabil legate de practica cultului. Studiul solurilor din jurul siturilor templului e o dovadă că locurile templelor au fost alese în ceea ce privește zeitățile particulare: de exemplu, mijlocul solurilor arabile sunt pentru zeitățile agricole Dionis și Demeter, iar solurilor stâncoase sunt pentru zeitățile legate de vânătoare și cules Apollo și Artemis.
Imaginea de cult a luat în mod normal forma statuii unei zeității, de obicei în mărime naturală, dar în unele cazuri de multe ori în mărime naturală, la început în lemn, marmură sau teracotă, sau în forma specială și prestigioasă a unei statui criselefantine folosind plăci de fildeș pentru părțile vizibile ale corpului și aur pentru haine, în jurul unui cadru din lemn. Cele mai cumoscute imagini ale cultului grecesc au fost de tipul ăsta, inclusiv Statuia lui Zeus din Olympia și Athena Parthenos a lui Phidias în Partenonul din Atena, ambele statui colosale acum complet pierdute. Au fost excavate fragmente din două statui crizelefantine din Delphi. Imaginile de cult din bronz erau mai puțin frecvente, cel puțin până în perioada elenistică.
Acrolitul a fost o altă formă compozită, de data aceasta una economisitoare, cu un corp din lemn. Un xoanon era o imagine primitivă și simbolică din lemn, poate comparabilă cu lingamul hindus; multe dintre ele au fost reținute și onorate pentru vechimea lor. Multe dintre statuile grecești binecunoscute din copiile romane de marmură erau inițial imagini de cult ale unor temple, care, în unele cazuri, așa cum e Apollo Barberini, pot să fie identificate în mod credibil. Câteva originale au supraviețuit, de exemplu, bronzul Piraeus Athena (2,35 metri înălțime, inclusiv o cască). Imaginea stătea pe o bază, din secolul al V-lea, adesea sculptată cu reliefuri.

#### Rafinări

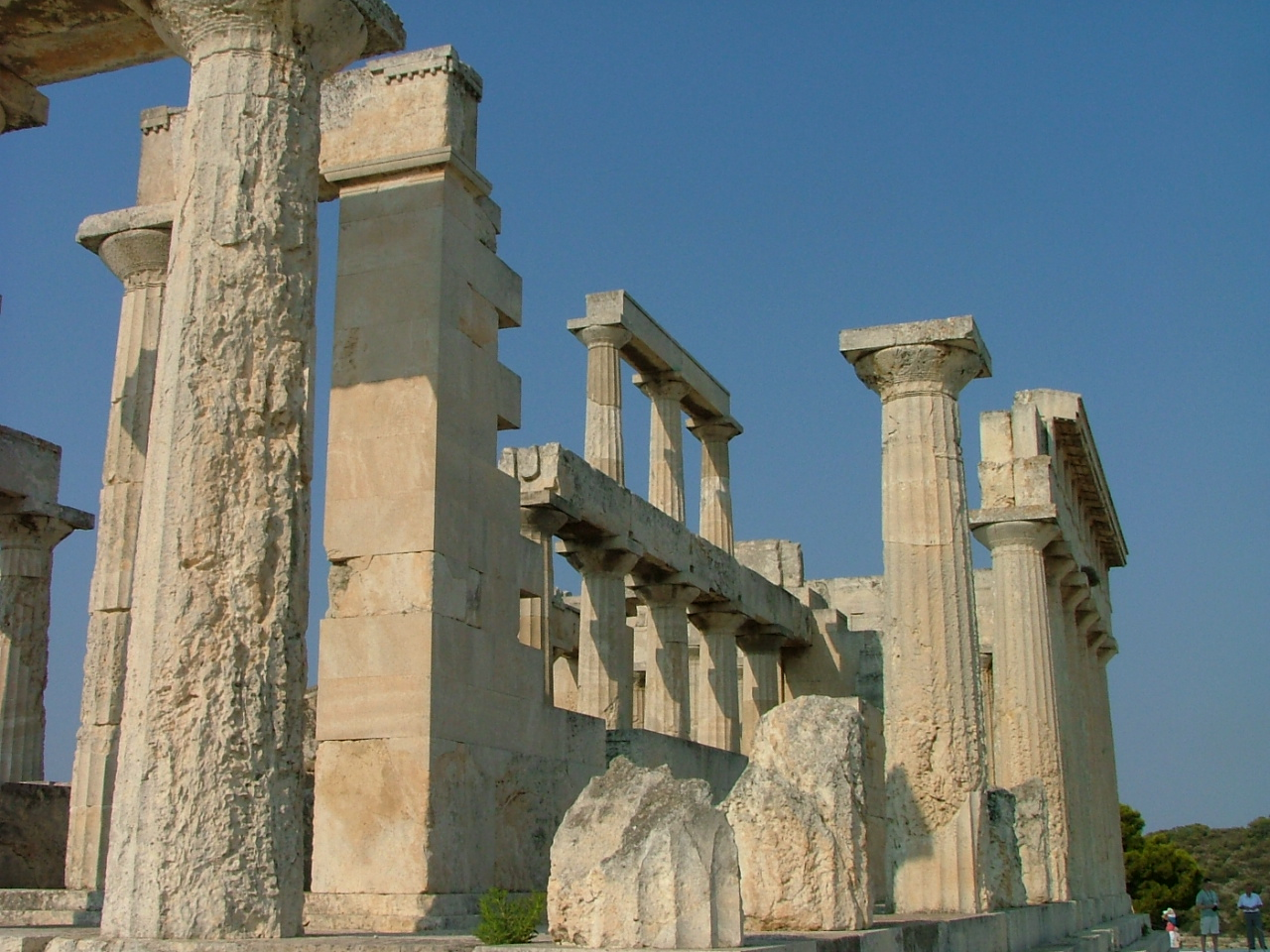
Templul Afaiei din Eghina: Interiorul naosului era înfrumusețat cu două etaje de coloane dorice

Statuia de cult era des orientată spre un altar, așezat axial în fața templului. Ca să fie pătrată legătura asta, singurul rând de coloane care se găsește de obicei de-a lungul axei centrale a naosului în templele timpurii a fost înlocuit cu două rânduri separate către laturi. Cel central al celor trei culoare create astfel a fost des accentuat ca fiind principalul. Demnitatea holului central al naosului ar putea să fie evidențiată prin folosirea unor elemente speciale de design. De exemplu, cele mai vechi capiteluri corintice cunoscute provin din naosurile templelor dorice. Impresionarea holului intern ar putea să fie evidențiată în continuare printr-un al treilea rând de coloane de-a lungul spatelui, așa cum se întâmplă la Partenon și la templul lui Zeus din Nemea. Naosul Partenonului avea, de asemenea, o altă trăsătură impresionantă, și anume două etaje de coloane unul deasupra celuilalt, la fel ca Templul Afaiei din Eghina. Templul Atenei de la Tegea prezintă o altă variantă, unde cele două rânduri de coloane sunt indicate prin jumătăți de coloane care ies din pereții laterali și încoronate cu capiteluri corintice. O formă timpurie soluției ăsteia poate să fie văzută la Bassae, unde coloana centrală a porticului din spate rămâne liberă, în timp ce coloanele de-a lungul laturilor sunt de fapt semi-coloane conectate cu pereții prin proeminențe curbate.
Unele temple celebre, în special Partenonul, Templul lui Zeus din Olympia și Templul lui Asclepios din Epidaur, aveau o mare parte din podeaua naosului ocupată de o piscină foarte superficială, plină cu apă (Partenonul) sau ulei de măsline în Olympia.

#### Accesul

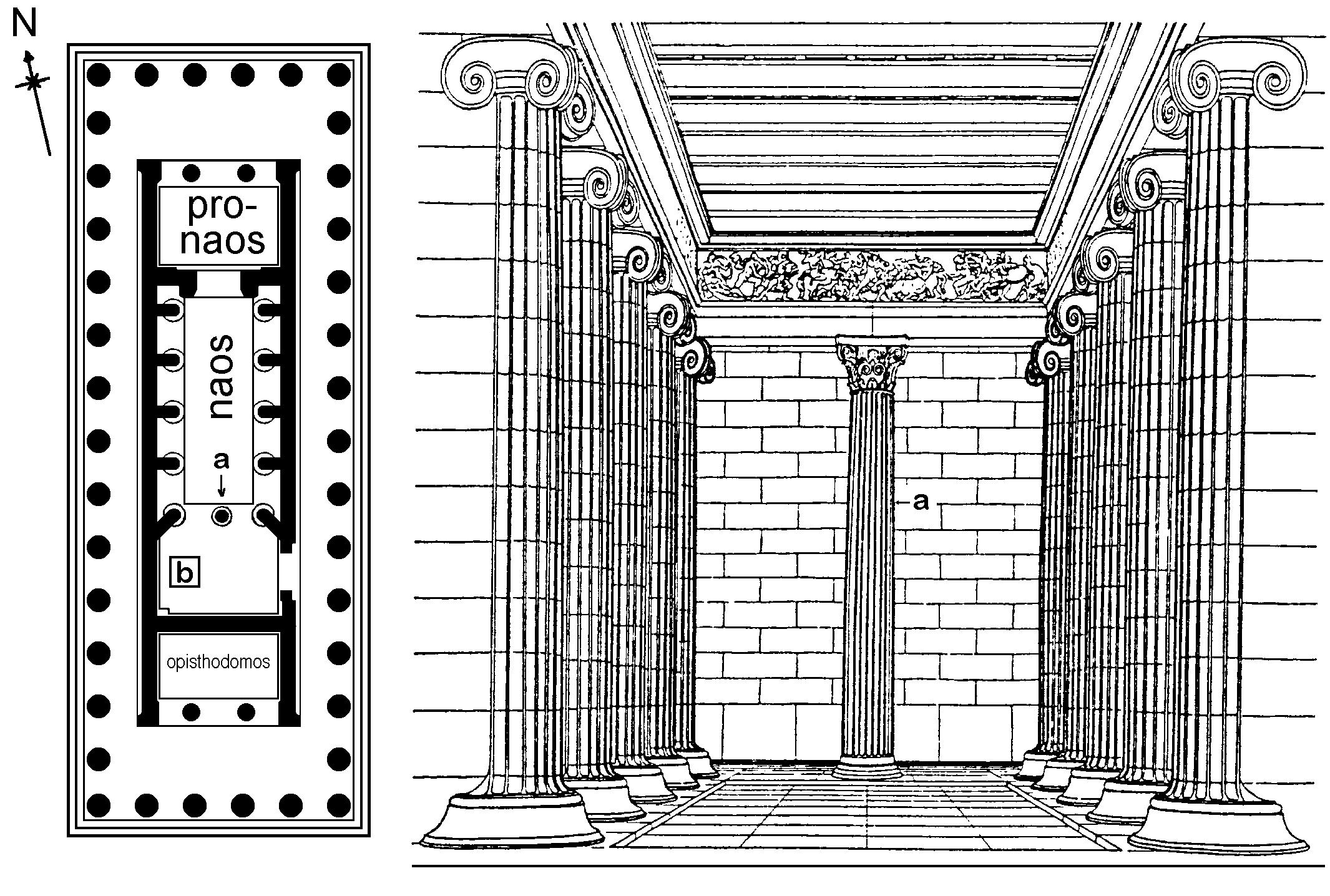
Planul și reconstrucția interiorului Templului lui Apollo Epikourios din Bassae. A se observa intrarea Note the intrare laterală a nasului și singura coloană corintică

Se credea că accesul la naosul unui templu grec era limitat la preoți și se intra doar rar și de alți vizitatori, cu excepția poate în timpul festivalurilor importante sau al altor ocazii speciale. În ultimele decenii imaginea asta s-a schimbat, iar cercetătorii evidențiază acum varietatea regulilor de acces local. Pausanias a fost un călător onorabil al secolului al II-lea d.Hr., care declară că intenția specială a călătoriilor sale prin Grecia a fost de a vedea imagini de cult, ceea ce de obicei a reușit să facă.
În mod obișnuit a fost necesar să se facă un sacrificiu sau o ofrandă, iar unele temple au restricționat accesul fie la anumite zile ale anului, fie pe clase, rase, sex (cu bărbații sau femeile interziși) sau chiar mai strâns. Consumatorii de usturoi erau interzisi într-un templu, în altul femeile, cu excepția cazului în care erau fecioare; restricțiile au apărut de obicei din ideile locale de puritate rituală sau din capriciul perceput al zeității. În unele locuri, vizitatorii au fost rugați să arate că vorbesc greacă; în altă parte dorienilor nu li s-a permis intrarea. Unele temple puteau să fie privite doar din prag. Se spune că unele temple nu o să fie deschise niciodată. Dar, în general, grecii, inclusiv sclavii, aveau o așteptare rezonabilă de a fi lăsați în naos. Odată ajuns în naos era posibil să te rogi spre sau înaintea imaginii de cult și, uneori, să o atingi; Cicero a văzut o imagine de bronz a lui Heracle cu piciorul uzat în mare parte de atingerea adepților. Imagini de cult celebre ca Statuia lui Zeus din Olympia au funcționat ca atracții semnificative pentru vizitatori.
Uneori, caracterul divin al imaginii de cult a fost accentuat și mai mult, îndepărtându-l într-un spațiu separat din naos, aditonul. În special în Magna Graecia, tradiția asta a continuat mult timp. De-a lungul deceniilor și secolelor, numeroase ofrande votive ar putea să fie puse în naos, dându-i un caracter de muzeu (Pausanias 5, 17).

### Opistodomosul
Camera din spate a templului, opistodomosul, servea de obicei ca spațiu de depozitare pentru lucrurile folosite la cult. De asemenea, puteau să dețină tezaurul templului. De ceva vreme, opistodomosul Partenonului atenian a conținut tezaurul Ligii de la Delos, protejat astfel direct de zeitate. Pronaoiul și opistodomoiul erau adesea închise de peristasis prin bariere de lemn sau garduri.

### Peristasisul
La fel ca naosurile, peristasisul ar putea să servească la afișarea și stocarea votivelor, adesea puse între coloane. În unele cazuri, ofrandele votive ar putea să fie, de asemenea, aplicate direct pe coloane, așa cum este vizibil de exemplu la Templul Herei din Olympia. Peristasisul ar putea să fie folosit și pentru procesiuni de cult, sau pur și simplu ca adăpost de elemente, funcție accentuată de Vitruvius (III 3, 8f).

## Sponsorii, construirea și costurile

### Sponsorii publici și cei privați

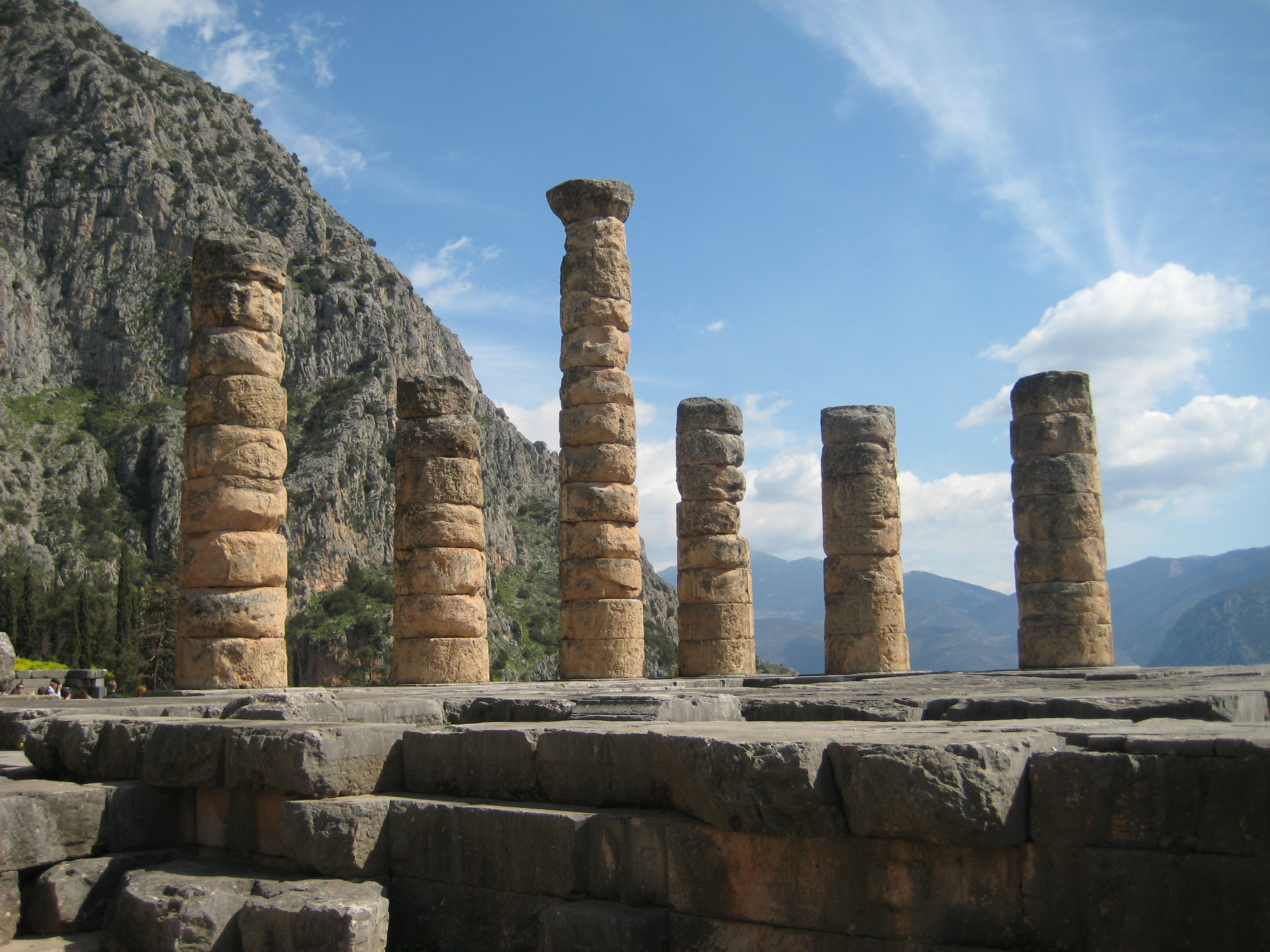
La sfârșitul secolului al VI-lea î.Hr., familia Alcmeonidă a susținut puternic reconstruirea Templului lui Apollo din Delphi, astfel încât să își îmbunătățească poziția în Atena și Grecia

Sponsorii templelor grecești aparțineau de obicei unuia din cele două grupuri: pe de o parte sponsorii publici, inclusiv organismele și instituțiile care administrau sanctuare importante; pe de altă parte, sponsori privați influenți și bogați, în special regii eleni. Nevoile financiare au fost acoperite de venituri din impozitem prelevări speciale sau prin vânzarea de materii prime, cum ar fi argintul. Colectarea donațiilor a avut loc, de asemenea, în special pentru sanctuarele supraregionale, cum ar fi Delphi sau Olympia. Monarhii eleni ar putea să apară ca donatori privați în orașe din afara sferei lor de influență imediate și să sponsorizeze clădiri publice, după cum exemplifică Antioh al IV-lea, care a ordonat reconstruirea Templului lui Zeus Olimpicul din Atena. În astfel de cazuri, banii provin din trezoreria privată a donatorului.

### Organizarea
Contractele de construcție au fost promovate după ce o adunare populară sau aleasă a adoptat moțiunea relevantă. Un comitet desemnat ar alege câștigătorul dintre planurile depuse. Ulterior, un alt comitet ar supraveghea procesul de construire.  Responsabilitățile sale includ publicitatea și atribuirea de contracte individuale, supravegherea practică a construcției, inspecția și acceptarea pieselor finalizate și plata salariilor. Anunțul original conținea toate informațiile necesare pentru ca să-i permiră unui contractor să facă o ofertă realistă pentru finalizarea sarcinii. Contractele au fost atribuite în mod normal concurentului oferind cel mai complet serviciu la cel mai mic preț. În cazul clădirilor publice, materialele erau furnizate în mod normal de sponsorul public, excepțiile fiind clarificate în contract. Contractorii erau de obicei responsabili numai cu anumite părți ale construcției generale, deoarece majoritatea întreprinderilor erau mici. Inițial, plata se făcea în funcție de persoană și zi, dar începând cu secolul al V-lea î.Hr., plata pe bucată sau etapa de construire a devenit obișnuită.

### Costurile
Costurile ar putea să fie imense. De exemplu, chitanțele care au supraviețuit arată că în reconstrucția Artemisionului din Efes, o singură coloană a costat 40.000 de drahme, având în vedere că unui lucrător i s-au plătit aproximativ două drahme, ceea ce înseamnă aproape 2 milioane de euro (pe o scară salarială modernă din vestul Europei). Pentru că numărul total de coloane necesare pentru proiectare a fost de 120, chiar și aspectul ăsta al clădirii ar fi provocat costuri echivalente cu cele ale proiectelor majore de astăzi (aproximativ 360 de milioane de euro).

## Temple de diferite ordine arhitecturale
Unul dintre criteriile după care sunt clasificate templele grecești e ordinul clasic aleas ca principiu estetic de bază. Alegerea asta, care a fost rareori complet gratuită, dar în mod normal determinată de tradiție și obiceiuri locale, ar duce la reguli de proiectare foarte diferite. Conform celor trei ordine majore, se poate face o distincție de bază între templul doric, cel ionic și cel corintic.

### Cele dorice

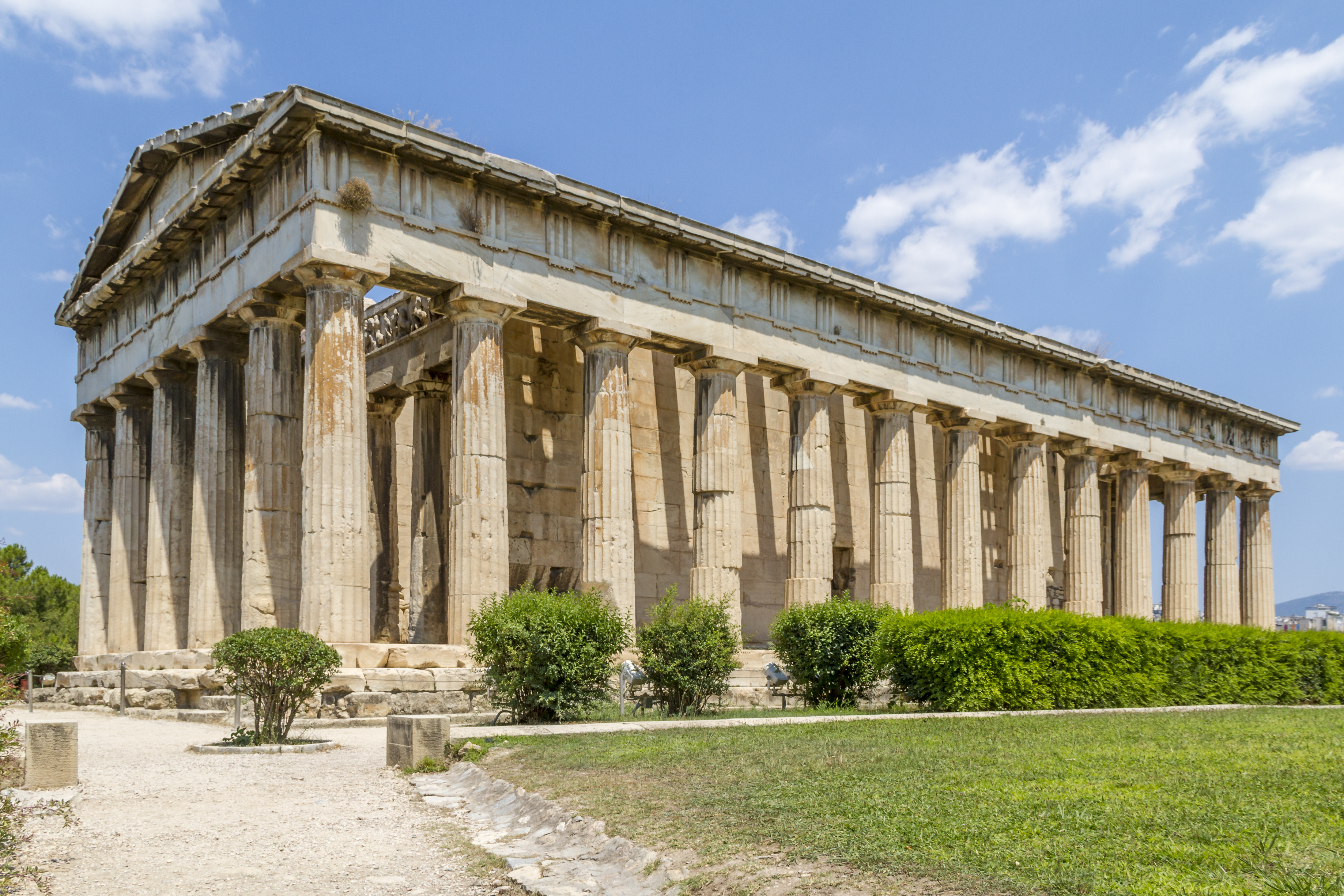
Templul lui Hefaistos din Atena, cel mai bine conservat templu doric din Grecia

Imaginea modernă a arhitecturii templelor grecești este puternic influențată de numeroasele temple destul de bine conservate în ordinul doric. Mai ales ruinele din sudul Italiei și Sicilia erau accesibile călătorilor occidentali destul de devreme în dezvoltarea studiilor clasice, de exemplu templele de la Paestum, Agrigento sau Segesta, dar Templul lui Hefaistos și Partenonul atenian au influențat, de asemenea, predarea și arhitectura neoclasică încă de la începuturi.

#### Începuturile
Începuturile construirii templelor grecești în ordinul doric pot să fie urmărite până la începutul secolului al VII-lea î.Hr.. Odată cu trecerea la arhitectura de piatră în jurul anului 600 î.Hr., ordinul a fost pe deplin dezvoltat; de atunci, doar detaliile au fost schimbate, dezvoltate și rafinate, mai ales în contextul rezolvării provocărilor ridicate de proiectarea și construirea templelor monumentale.

#### Primele temple monumentale
În afară de formele timpurii, ocazional încă cu spatele apsidal și acoperișurile îndoite, primele temple peripterale de 30 m apar destul de curând, înainte de 600 î.Hr.. Un exemplu e Templul C din Thermos, c. 625 î.Hr., un hekatompedos lung de 30 m, înconjurat de un peristasis de 5 × 15 coloane, naosul său fiind împărțit în două culoare de un rând central de coloane. Antablamentul său în întregime doric e indicat de plăci de argilă pictate, probabil un exemplu timpuriu de metope și triglife de lut. Se pare că toate templele ridicate în sferele de influență ale Corintului și Argosului în secolul al VII-lea î.Hr. erau peripteroi dorici. Cele mai vechi coloane de piatră nu au prezentat simpla ghemuitură a exemplarelor arhaice înalte și târzii, ci mai degrabă oglindesc subțiritatea predecesorilor lor din lemn. Deja în jurul anului 600 î.Hr., cererea vizibilității din toate părțile a fost aplicată templului doric, ducând la oglindirea pronaosului frontal de un opistodomos din spate. Cererea asta timpurie a continuat să afecteze templele dorice, în special în patria greacă. Nici templele ionice, nici exemplarele dorice din Magna Graecia nu au urmat principiul ăsta. Monumentalizarea în creștere a construcțiilor din piatră și transferul construirii acoperișului din lemn la nivelul geisonului au eliminat relația fixă dintre naos și peristasis. Relația asta între axele zidurilor și coloanelor, aproape o chestiune de curs în structurile mai mici, a rămas nedefinită și fără reguli fixe timp de aproape un secol: poziția naosului „plutea” în interiorul peristasisului.

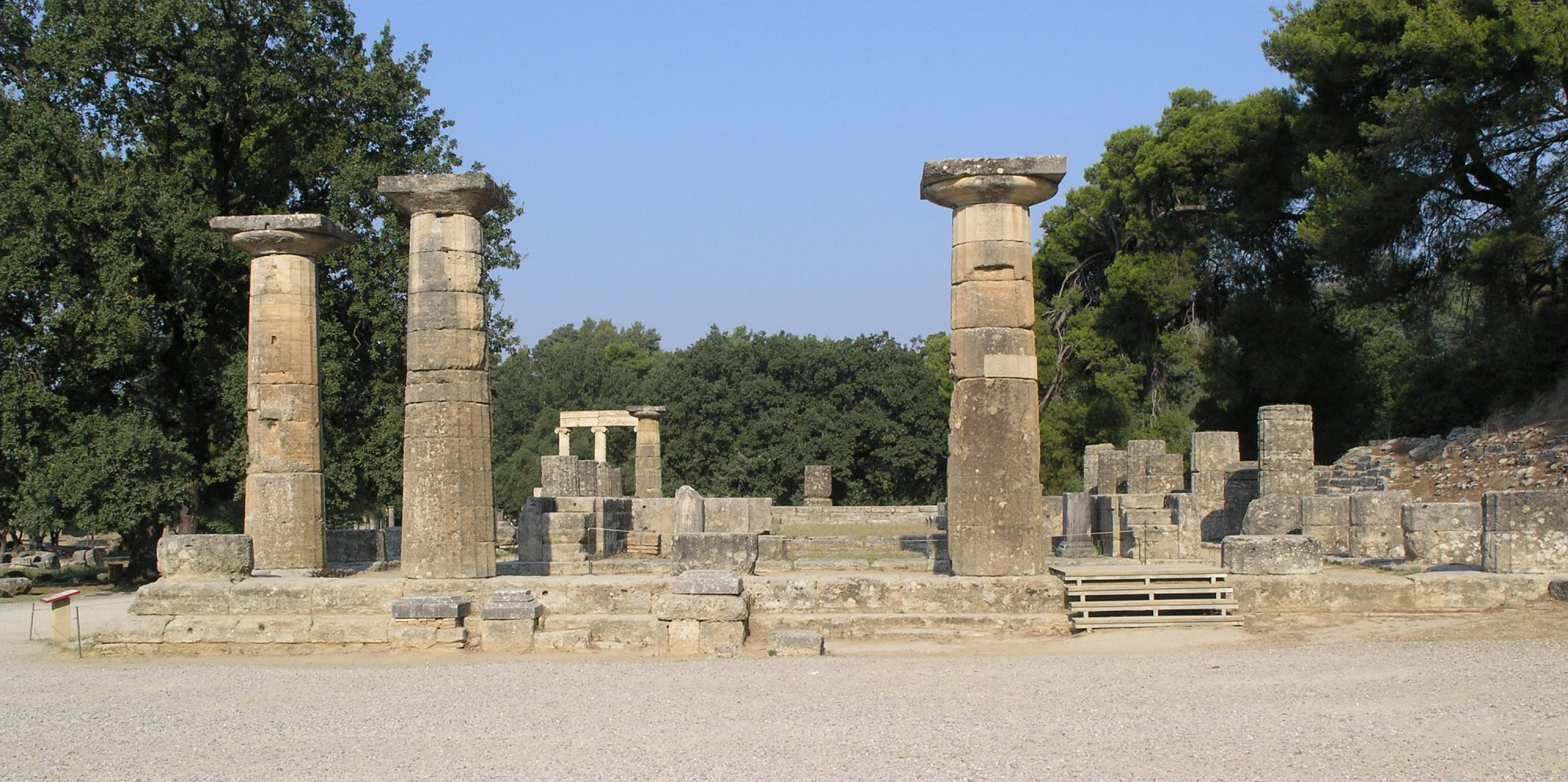
Coloanele dorice ale Templului Herei din Olympia

#### Templele construite din piatră

##### Templul Herei din Olympia (circa 600 î.Hr.)
Templul Herei din Olympia (c. 600 î.Hr.) exemplifică trecerea de la lemn la piatră. El, construit inițial în întregime din lemn și cărămidă, a avut coloanele sale din lemn treptat înlocuite cu cele din piatră de-a lungul timpului. La fel ca un muzeu cu coloane și capiteluri dorice, conține exemple ale tuturor fazelor cronologice, până în perioada romană. Una dintre coloanele din opistodomos a rămas din lemn cel puțin până în secolul al II-lea d.Hr., când Pausanias a descris-o. Templul ăsta cu coloane 6 × 16 solicita deja o soluție la conflictul din colțul doric. S-a realizat printr-o reducere a intercolonamentelor de colț, așa-numita contracție de colț. Templul Herei e cel mai avansat în ceea ce privește relația dintre naos și peristasis, deoarece folosește soluția devenită canonică decenii mai târziu, o axă liniară care rulează de-a lungul fețelor exterioare ale pereților naos exteriori și prin axa centrală a coloanelor asociate. Diferențierea sa între intercolonamentele mai lungi pe laturile înguste și cele mai înguste pe laturile lungi a fost, de asemenea, o caracteristică influentă, la fel ca poziționarea coloanelor în naos, corespunzătoare cu cele din exterior, caracteristică care nu s-a repetat până la construirea templului din Bassae 150 de ani mai târziu.

##### Templul lui Artemis din Kerkyra (începutul secolului al VI-lea î.Hr.)
Cel mai vechi templu doric construit în întregime din piatră este reprezentat de Templul Artemis din Kerkyra (Corfuul modern), din secolului al VI-lea î.Hr.. Toate părțile templului sunt mari și grele, coloanele sale ating o înălțime de abia de cinci ori mai mare decât diametrul lor inferior și sunt foarte strâns distanțate cu un intercolonament de o singură lățime a coloanei. Membrii individuali ai ordinului său doric diferă considerabil de canonul ulterior, chiar dacă sunt prezente toate caracteristicile dorice esențiale. Planul său de 8 pe 17 coloane, probabil pseudoperipteral, e neobișnuit.

##### Olympeionul arhaic din Atena
Printre templele dorice, Olympeionul Peisistratid din Atena are o poziție specială. Chiar dacă nu a fost niciodată finalizat, arhitectul său a încercat să adapteze dipterosul ionic. Tamburele de coloană încorporate în fundațiile ulterioare indică faptul că a fost inițial planificat ca un templu doric. Cu toate astea, planul său de bază urmează atât de atent exemplele ionice din Samos, încât ar fi greu să reconciliezi o astfel de soluție cu o friză de triglife dorice. După expulzarea lui Hippias în 510 î.Hr., lucrările la structura asta au fost oprite: Atena democratică nu avea nicio dorință de a continua un monument de auto-mărire tiranică.

#### Perioada clasică: canonizarea
În afară de excepția asta și câteva exemple din polisuri mai experimentale din Magna Graecia, tipul templului doric clasic a rămas peripterul. Perfecțiunea sa a fost o prioritate a eforturilor artistice de pe parcursul perioadei clasice.

##### Templul lui Zeus din Olympia (460 î.Hr.)

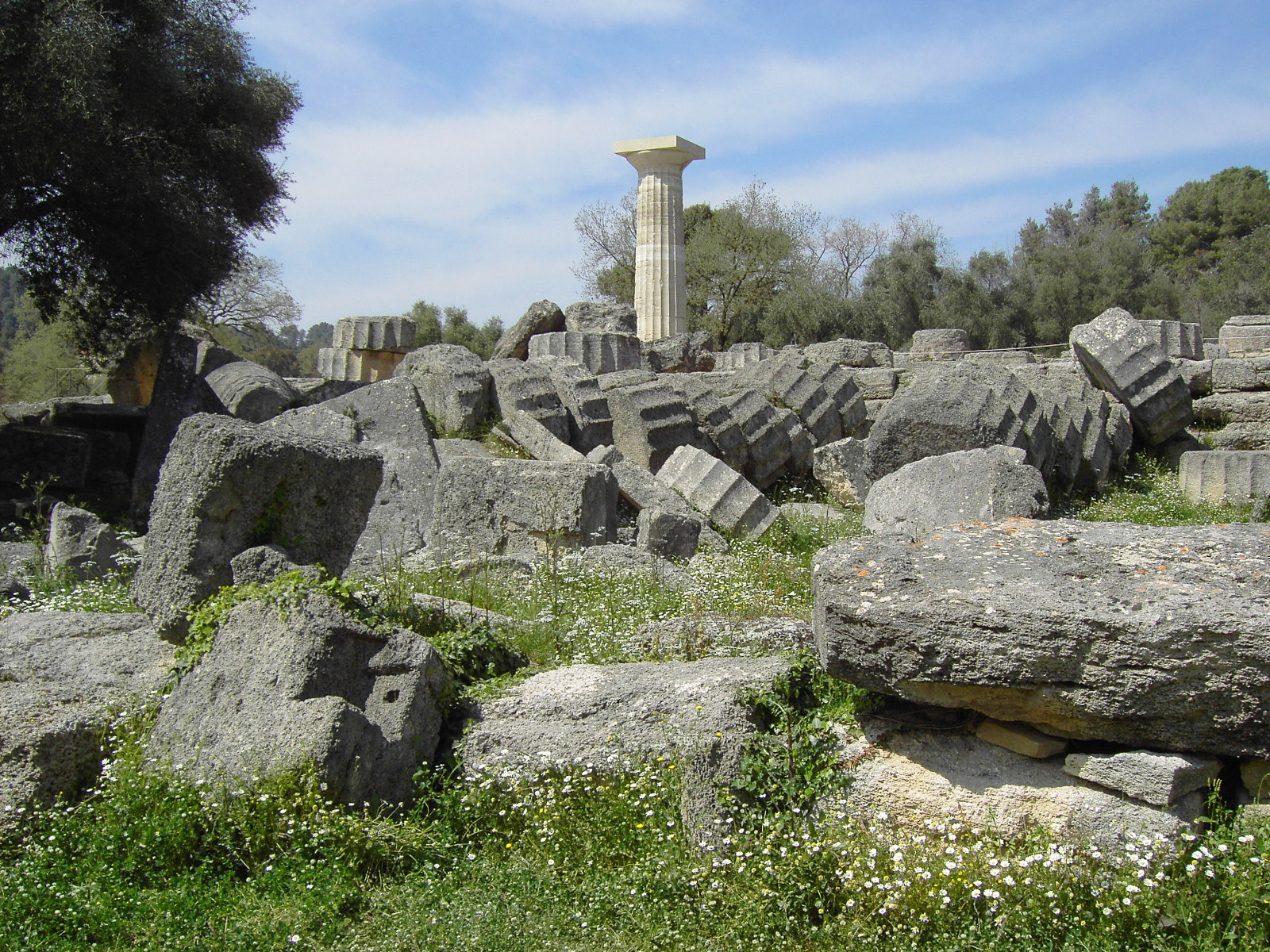
Ruinele Templului lui Zeus din Olympia

Soluția canonică a fost găsită destul de curând de arhitectul Libon din Elis, care a ridicat Templului lui Zeus din Olympia în jurul anului 460 î.Hr.. Cu 6 × 13 coloane sau 5 × 12 intercolonamente, templul ăsta a fost conceput în mod rațional. Spațiile dintre coloanele sale (axă pe axă) măsura 4,9 m, un triglif + metopă 2,4 m, o mutulă plus spațiul adiacent (via) 1,2 m, iar lățimea țiglei acoperișului de marmură a fost de 0,61 m. Coloanele sale sunt puternice, cu doar un ușor entasis; echinusul capitelurilor este deja aproape liniar la 45 °. Toată suprastructura e afectată de curbură. Naosul măsoară exact distanțele coloanei 3 × 9 (axă la axă), fețele exterioare ale peretelui fiind aliniate cu axele coloanelor adiacente.

##### Alte temple clasice canonice
Proporția clasică, 6 × 13 coloane, e preluată de numeroase temple, ca Templul lui Apollo de pe Delos (c. 470 î.Hr.), Templul lui Hefaistos din Atena și Templul lui Poseidon din Sounio. O ușoară variație, cu 6 × 12 coloane sau 5 × 11 intercolonamente apare la fel de frecvent.

##### Partenonul (450î.Hr.)

Planul Partenonului, a se observa colonada triplă din naos și camera cu stâlpi din spate

Partenonul menține aceeași proporție la o scară mai mare de 8 × 17 coloane, dar urmează aceleași principii. În ciuda celor opt coloane din fața sa, templul este un peripter pur, pereții săi externi aliniindu-se cu axele coloanelor 2 și 7. În alte privințe, Partenonul se distinge ca un exemplu excepțional în rândul masei de peripteroi, grecești prin multe soluții estetice distincte în detaliu.

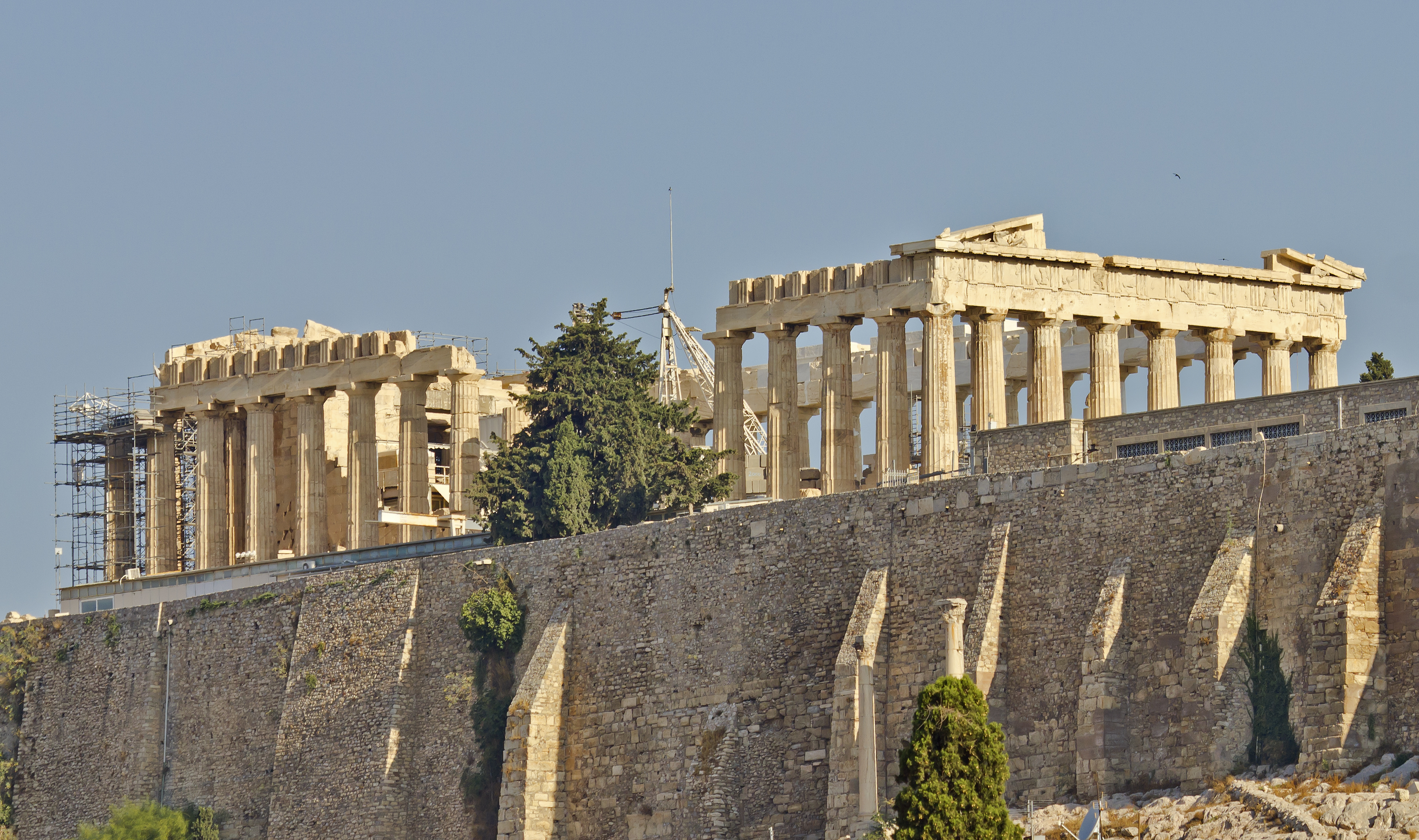
Partenonul

De exemplu, antele pronaosului și ale opistodomosului sunt scurtate astfel încât să formeze stâlpi simpli. În loc de ante mai lungi, există colonade prostile în interiorul peristasisului din față și din spate, reflectând obiceiurile ionice. Executarea naosului, cu o cameră vestică conținând patru coloane, e, de asemenea, excepțională.  Predecesorul arhaic al Partenonului conținea deja o astfel de cameră. Toate măsurătorile din Partenon sunt determinate de proporția 4:9, fiind astfel determinată și lățimea coloanei până la distanța alteia, lățimea până la lungimea stilobatului și a naosului fără ante. Lățimea templului până la înălțimea până la geison e determinată de proporția inversă 9:4, aceeași proporție pătrată, 81:16, determină lungimea templului până la înălțime. Toată rigoarea asta matematică e relaxată și slăbită de rafinamentele optice menționate mai înainte, care afectează întregul templu, de la strat la strat și de la element la element. 92 de metope sculptate decorează friza de triglife: centauromahia, amazonomahia și gigantomahia sunt temele sale. Pereții exteriori ai naosului sunt încoronați cu o friză figurală care înconjoară tot naosul și descrie procesiunea panatenaică, precum și Adunarea zeilor. Figurile mari decorează frontoanele de pe laturile înguste. Combinația asta de principii stricte și rafinamente elaborate face din Partenon templul clasic paradigmatic. Templul lui Hefaistos din Atena, ridicat la scurt timp după Partenon, folosește aceleași principii estetice și proporționale, fără să adere la fel de aproape la proporția 4:9.

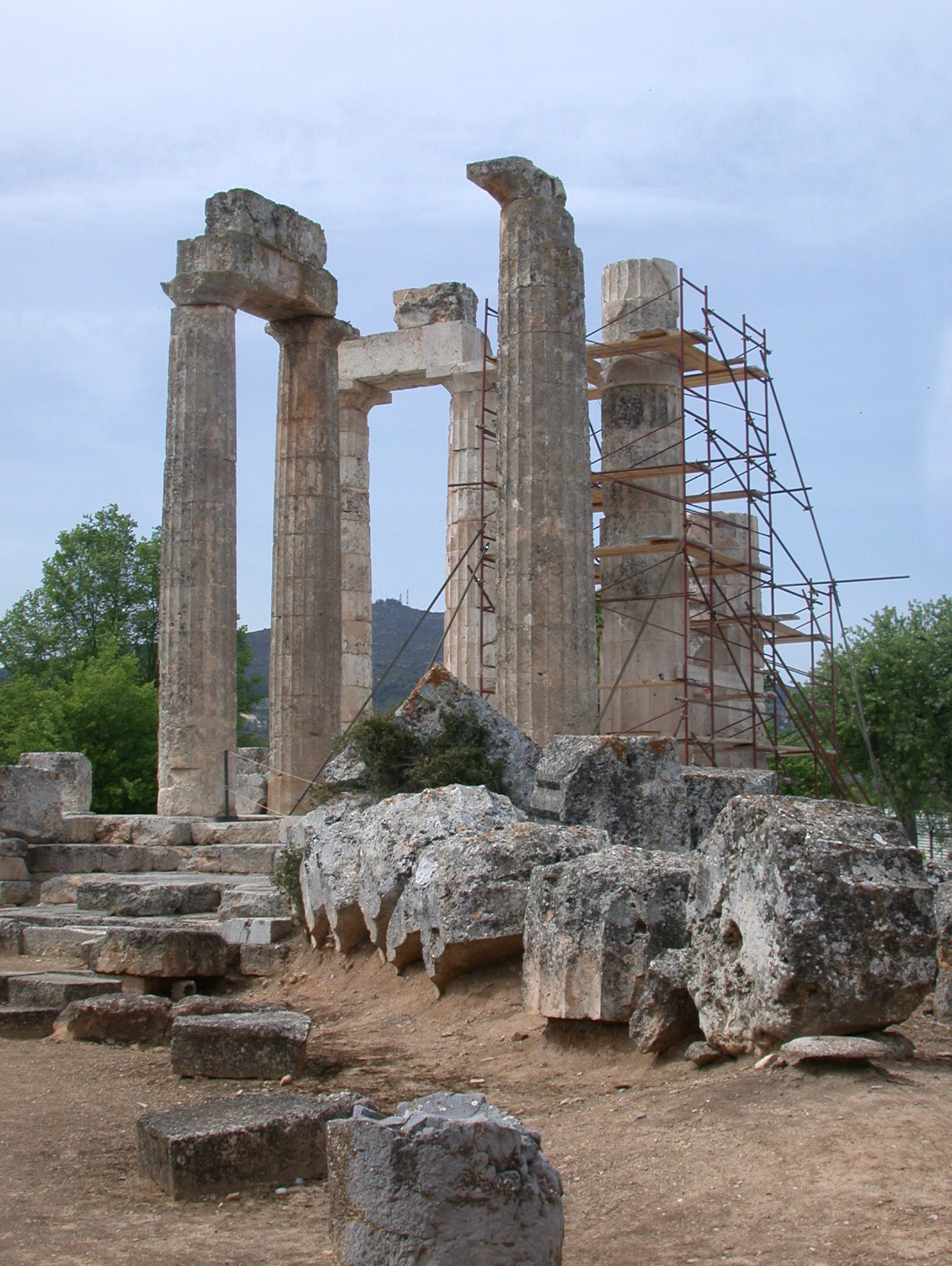
Templul lui Zeus din Nemea

#### Perioada clasică târzie și cea elenistica: schimbarea proporțiilor
În secolul al IV-lea î.Hr., câteva temple dorice au fost ridicate cu 6 × 15 sau 6 × 14 coloane, referindu-se probabil la predecesorii arhaici locali, exemple fiind Templul lui Zeus din Nemea și cel al Atenei din Tegea. În general, templele dorice au urmat tendința de a deveni mai ușoare în suprastructurile lor. Coloanele au devenit mai înguste, iar intercolonamentele mai largi. Lucrul ăsta arată o ajustare crescândă la proporția și greutatea templelor ionice, reflectată de o tendință progresivă a templelor ionice de a deveni oarecum mai grele. În lumina influenței ăsteia reciproce, nu e surprinzător faptul că, la sfârșitul secolului al IV-lea î.Hr., la Templul lui Zeus din Nemea, frontul e evidențiat de un pronaos cu două intercolonamente adânci, în timp ce opistodomos e suprimat. Frontalitatea e o caracteristică cheie a templelor ionice. Accentul pus pe pronaos s-a produs deja la templul ceva mai vechi al Atenei din Tegea, dar acolo s-a repetat în opistodomos. Ambele temple au continuat tendința spre interioare mai bogat dotate, în ambele cazuri cu coloane angajate sau pline în ordinul corintic.
Reducerea crescândă a numărului de coloane de-a lungul laturilor lungi, clar vizibile pe templele ionice, e reflectată la construcțiile dorice. Un mic templu de la Kournó are o un peristasis de doar 6 × 7 coloane, un stilobat de doar 8 × 10 m și colțurile executate ca pilaștri spre față. Peristasisul templelor dorice monumentale e doar sugerat aici; funcția de simplu baldachin pentru altarul statuii de cult e clară.

#### Templele dorice din Magna Graecia
Sicilia și sudul Italiei au participat cu greu la evoluții. Aici, majoritatea construirilor de temple au avut loc în secolele al VI-lea și al V-lea î.Hr.. Mai târziu, grecii occidentali au arătat o tendință pronunțată de a dezvolta soluții arhitecturale neobișnuite, mai mult sau mai puțin de neimaginat în polisul mamă al coloniilor lor. De exemplu, există două exemple de temple cu numere de coloane inegale în față, Templul Herei I din Paestum și Templul lui Apollo A din Metapontum. Ambele temple aveau fronturi de nouă coloane.
Posibilitățile tehnice ale grecilor vestici, care progresaseră dincolo de cele din patria mamă, permiteau multe abateri.  De exemplu, inovațiile în ceea ce privește construirea antablamentului dezvoltat în vest au permis extinderea unor spații mult mai largi decât înainte, ducând la niște peristasisuri foarte profunde și naosuri mari. Peristasisul avea adesea o adâncime de două distanțe de coloană, așa cum e la Templul Herei I din Paestum și templele C, F și G din Selinus, clasificându-se ca pseudodipteroaie. Opistodomosul a jucat doar un rol subsidiar, dar a avut loc uneori, de exemplu la Templul lui Poseidon din Paestum. Mult mai frecvent, templele includeau o cameră separată în partea din spate a naosului, a cărei intrare era de obicei interzisă, aditonul. În unele cazuri, aditonul era o structură de sine stătătoare în naos, un exemplu fiind Templul G din Selinus. Dacă e posibil, coloanele din interiorul naosului au fost evitate, permițând construcții deschise de acoperiș de până la 13 m lățime.
Cea mai mare astfel de structură a fost Templul lui Zeus Olimpicul din Akragas, un peripter de 8 × 17 coloane, dar, în multe privințe, o structură absolut „ne-greacă”, dotată cu detalii ca stâlpi angajați, figurali (Telamoni) și un peristasis parțial închis de ziduri. Cu dimensiuni externe de 56 × 113 m, a fost cea mai mare clădire dorică realizată vreodată. Dacă coloniile au arătat o independență remarcabilă și dorința de a experimenta în termeni de bază, au făcut-o și mai mult din punctul de vedere al detaliilor.
Chiar dacă o puternică tendință de a evidenția frontul, de exemplu prin adăugarea de rampe sau scări cu până la opt trepte (la Templul C din Selinus) sau o adâncime a pronaosului de 3,5 distanțe de coloană (Templul lui Apollo din Siracuza) deveniseră principii cheie al proiectării, lucrul ăsta a fost relativizat prin lărgirea distanțelor coloanei pe laturile lungi, de exemplu la Templul Herei I din Paestum. Numai în colonii ar putea să fie ignorat conflictul colțului doric.  Dacă arhitecții din sudul Italiei ar fi încercat să o rezolve, ar fi folosit o varietate de soluții: lărgirea metopelor de la colțuri sau a triglifelor, variația distanței coloanei sau a metopelor. În unele cazuri, s-au folosit soluții diferite pe laturile largi și înguste ale aceleiași construcții.

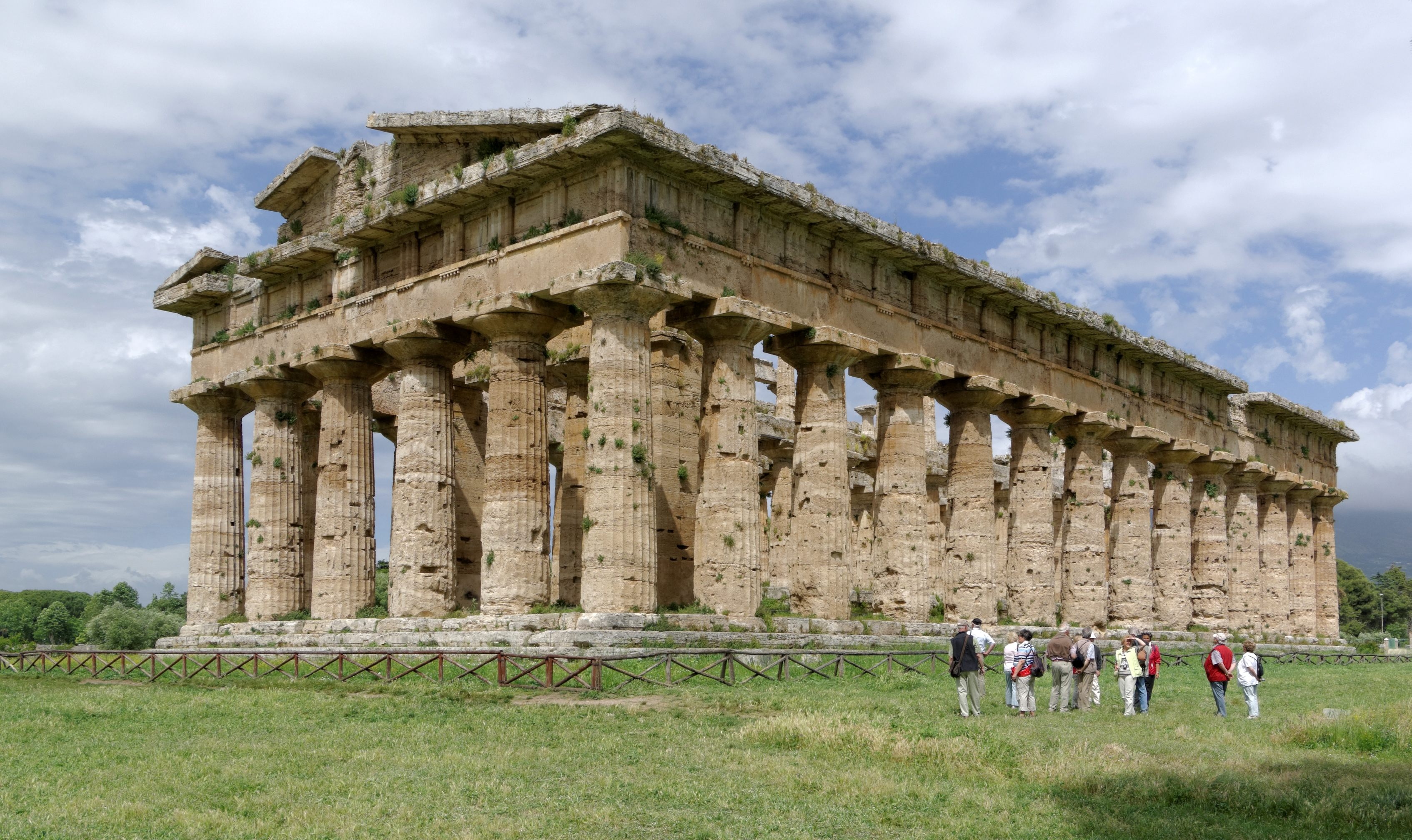
Templul Herei II din Paestum
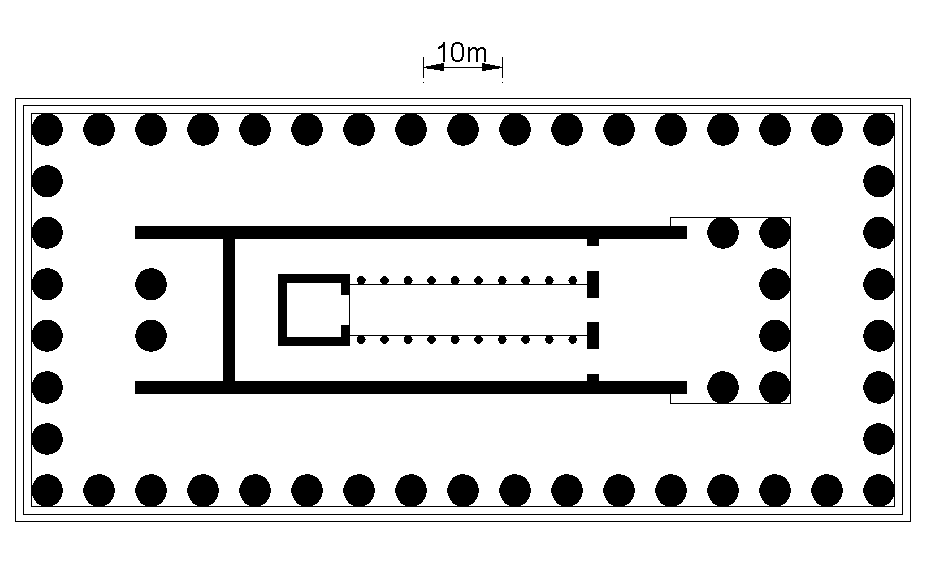
Templul G din Selinus, cu aditonul său bine definit
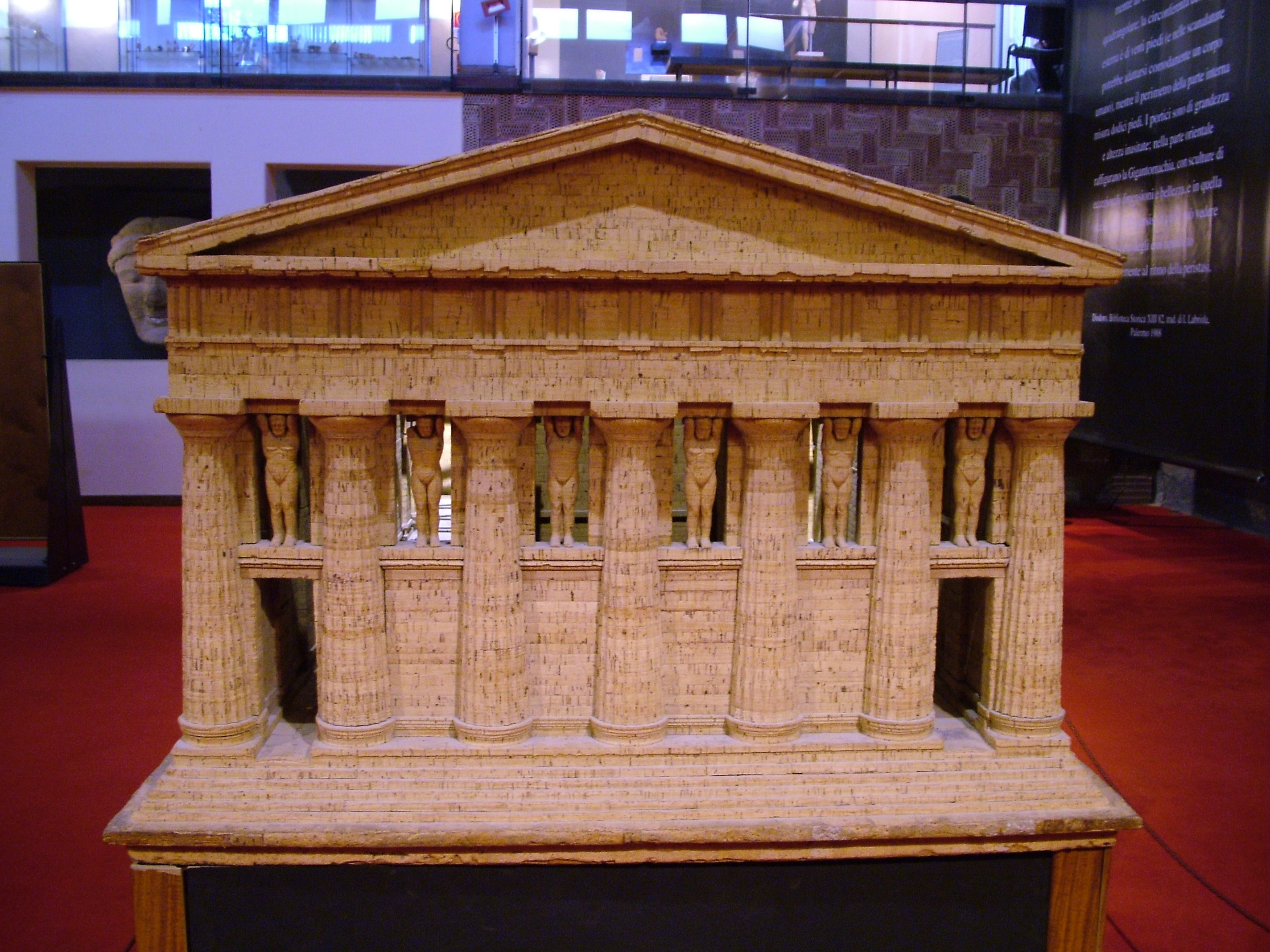
Machetă a Templului lui Zeus Olimpicul din Akragas

### Cele ionice

Proporțiile tipice ale ordinului ionic

#### Originile
Pentru perioada timpurie, înainte de secolul al VI-lea î.Hr., termenul de templu ionic poate, în cel mai bun caz, desemna un templu din zonele ioniene de așezări. Nu s-au găsit fragmente de arhitectură aparținând ordinului ionic din perioada asta. Totuși, unele temple timpurii din zonă indică deja sistemul rațional care urma să caracterizeze sistemul ionic mai târziu, un exemplu fiind Templul Herei II pe Samos. Astfel, chiar și la un moment dat, axele pereților naosului sunt aliniate cu axele coloanelor, în timp ce în arhitectura dorică, fețele exterioare ale peretelui o fac. Templele timpurii nu arată, de asemenea, nici o preocupare pentru caracteristica tipic dorică a vizibilității din toate părțile, lipsindu-le frecvent un opistodomos; peripterul s-a răspândit în zonă abia în secolul al IV-lea î.Hr.. În contrast, de la un moment dat, templele ionice stresează partea din față folosind porticuri duble. Peristasisuri alungite au devenit un element determinant. În același timp, templele ionice s-au caracterizat prin tendința lor de a folosi suprafețe variate și bogat decorate, precum și prin folosirea pe scară largă a contrastelor de umbre deschisă.

#### Temple ionice monumentale

##### Templul Herei din Samos
De îndată ce ordinul ionic devine recunoscut în arhitectura templului, este mărit la dimensiuni monumentale. Templul Herei din Samos, ridicat de Rhoikos în jurul anului 560 î.Hr., e primul dipter cunoscut, cu dimensiuni exterioare de 52 × 105 m. Un portic dublu de 8 × 21 de coloane înconjura naosul, partea din spate având chiar și zece coloane. Partea frontală folosește distanțe diferite ale coloanei, cu o deschidere centrală mai largă. În proporție cu diametrul inferior, coloanele au atins de trei ori înălțimea unui omolog doric. 40 de caneluri au îmbogățit structura complexă a suprafeței fusului unei coloane. Bazele coloanelor au fost decorate cu o secvență de caneluri orizontale, dar, în ciuda jocului ăstuia, au cântărit 1.500 kg pe bucată. Capitelurile structurii erau probabil încă în întregime din lemn, la fel ca antablamentul. Capitelurile ionice cu volute supraviețuiesc din peristasisul exterior al reconstruirii ulterioare de Policrate. Coloanele peristasisului interior erau decorate cu frunze și nu aveau volute.

##### Templele din Ciclade
În Insulele Ciclade, existau temple timpurii construite în întregime din marmură. Capitelurile cu volute nu au fost găsite asociate cu ele, dar antablamentele lor de marmură au aparținut ordinului ionic.

##### Templul lui Artemis din Efes

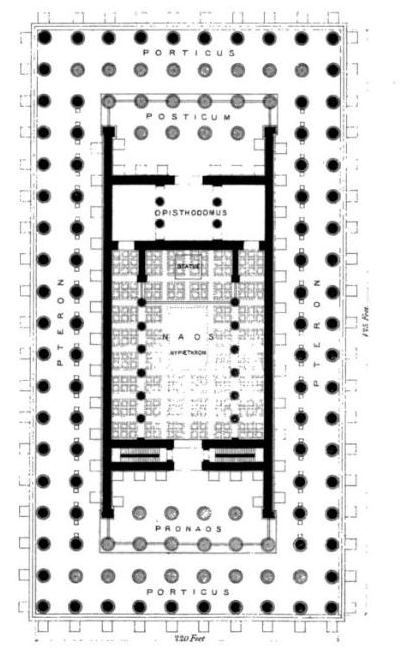
Planul Templului lui Artemis din Efes

Aproximativ începând cu ridicarea vechiului Templu al lui Artmeis din Efes în jurul anului 550 î.Hr. crește cantitatea de rămășițe arheologice ale templelor ionice. Templul lui Artemis a fost planificat ca un dipter, arhitectul său Teodoros fiind unul dintre constructorii Templului Herei din Samos. Cu o substructură de 55 × 115 m, Templul lui Artemis a depășit toate precedentele. Naosul său a fost executat ca o curte interioară peristilică fără acoperiș, așa-numitul sekos. Clădirea era în întregime din marmură. Templul a fost considerat una dintre cele șapte minuni ale lumii antice, ceea ce poate să fie justificat, având în vedere eforturile implicate în construirea sa.

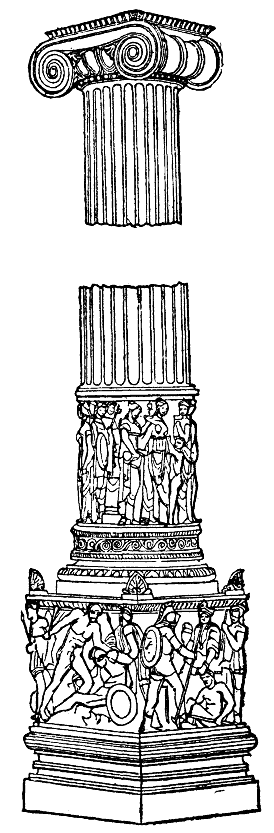
Columna caelata din Templul lui Artemis

Coloanele stăteau pe baze efesiene, 36 dintre ele fiind decorate cu frize de mărime naturală cu figuri umane în partea inferioară a fusului, așa-numitele columnae caelatae. Coloanele aveau între 40 și 48 de caneluri, unele dintre ele tăiate ca să alterneze între o canelură mai largă și una mai îngustă. Cele mai vechi arhitrave de marmură ale arhitecturii grecești, găsite la Templul lui Artemis, se întindeau, de asemenea, pe cele mai largi distanțe realizate vreodată în piatra pură. Blocul arhitravei mijlocii avea 8,74 m lungime și cântărea 24 de tone; trebuia ridicat în poziția sa finală, la 20 m deasupra solului, cu un sistem de scripeți. La fel ca precedentele sale, templul a folosit lățimi de coloane diferențiate în față și avea un număr mai mare de coloane în spate. Potrivit unor surse antice, Cresus a fost unul dintre sponsori. O inscripție referitoare la sponsorizarea sa a fost într-adevăr găsită pe una dintre coloane. Templul a fost ars de Herostrat în 356 î.Hr. și reconstruit la scurt timp după aceea. Pentru înlocuire, a fost ridicată o crepidomă de zece sau mai multe trepte. Templele ionice mai vechi nu aveau în mod normal o substructură vizibilă specifică. Baza asta accentuată trebuia echilibrată pentru un antablament înălțat, producând nu numai un contrast vizual cu, ci și o pondere majoră pe coloanele subțiri.

##### Templul lui Apollo din Didyma

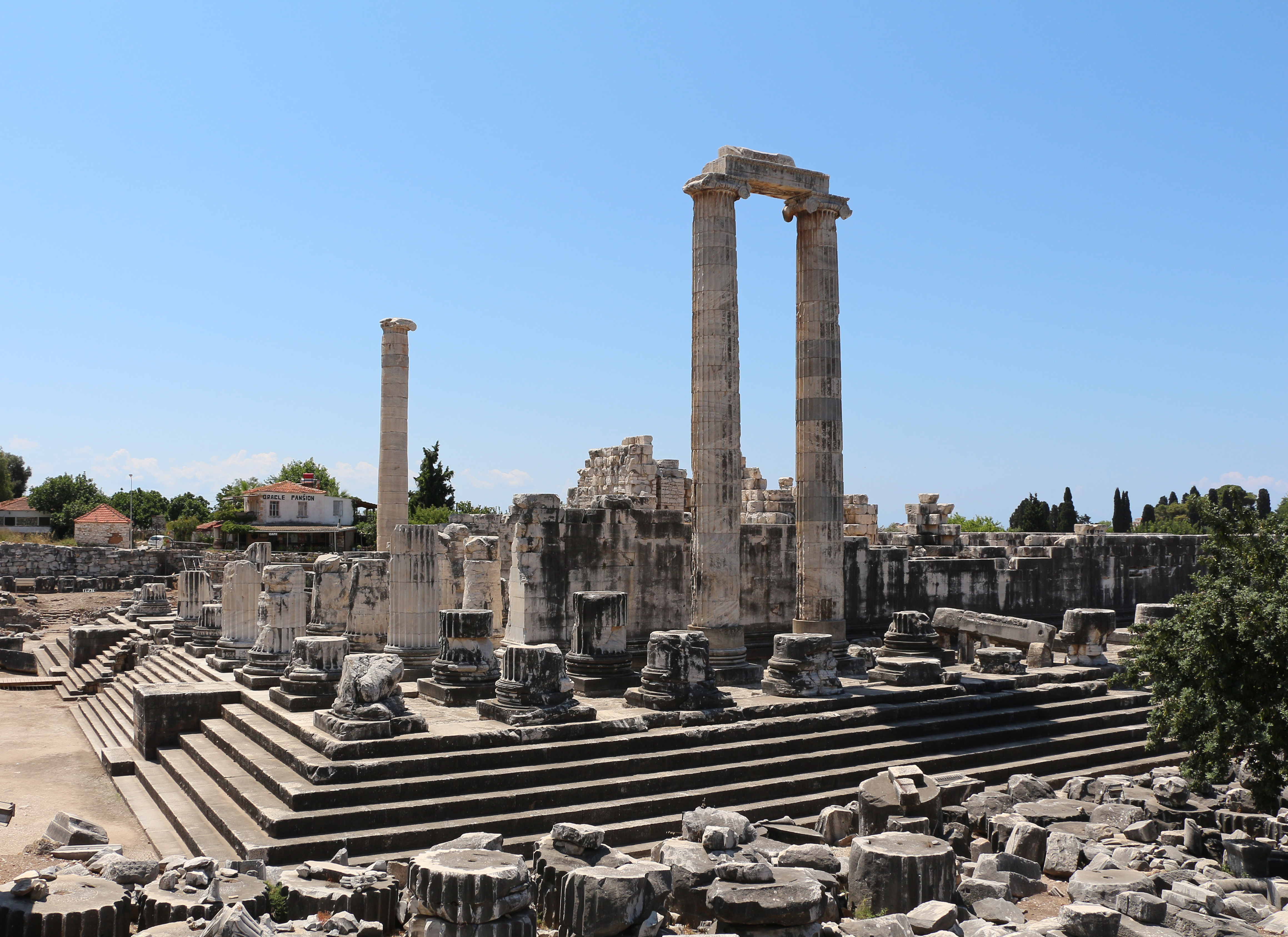
Ruinele Templului lui Apollo din Didyma

Templul lui Apollo din Didyma, în apropiere de Milet, început în jurul anului 540 î.Hr., era un alt dipter cu curtea interioară deschisă. Interiorul era structurat cu pilaștri puternici, ritmul lor reflectând cel al peristasisului extern. Coloanele, cu 36 de caneluri, au fost executate ca niște columnae caelatae cu decor figural, ca cele de la Efes. Construcția a încetat în jurul anului 500 î.Hr., dar a fost reluată în 331 î.Hr. și în cele din urmă finalizată în secolul II î.Hr.. Costurile enorme implicate ar fi putut să fie unul dintre motivele pentru perioada lungă de construire. Construcția a fost primul templu ionic care a urmat tradiția attică a distanțelor uniforme dintre coloane, diferențierea frontală nefiind practicată.

##### Templul Atenei Polias din Priene

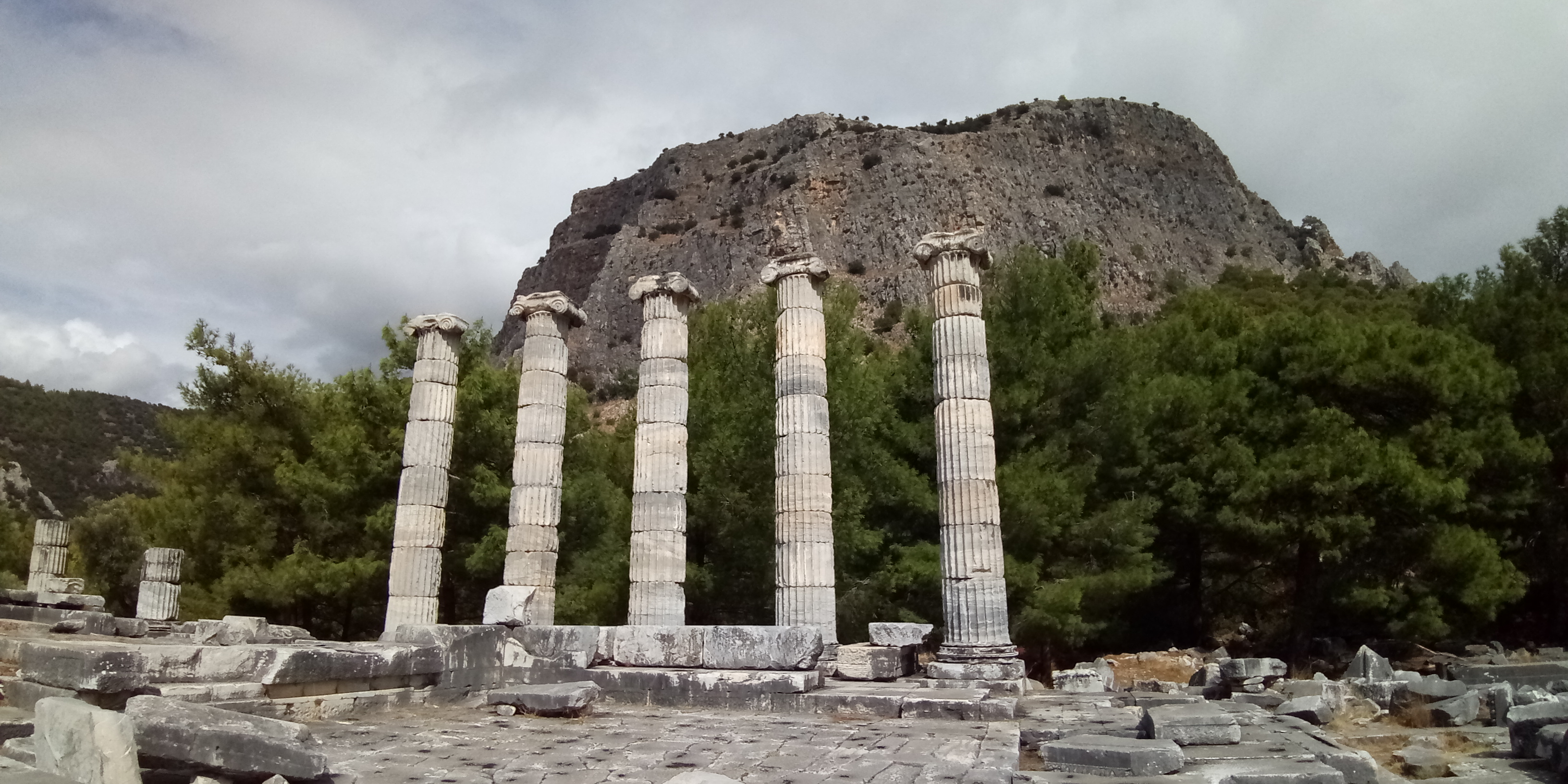
Ruinele Templului Atenei din Priene

Peripterele ionice erau de obicei oarecum mai mici și mai scurte în dimensiuni decât cele dorice. De exemplu, Templul lui Zeus din Labraunda avea doar 6 × 8 coloane, iar Templul Afroditei din Samothraki doar 6 × 9. Templul Atenei Polias din Priene, considerat deja din antichitate ca exemplu clasic al unui templu ionic, a supraviețuit parțial. A fost primul peripter monumental din Ionia, ridicat între 350-330 î.Hr. de Piteos. Se bazează pe o rețea de1,8 m × 1,8 m (dimensiunile exacte ale soclurilor sale). Templul avea 6 × 11 coloane, adică o proporție de 5:10 sau 1:2 intercolonamente. Pereții și coloanele au fost aliniate axial, conform tradiției ionice. Peristasisul a fost de aceeași adâncime pe toate părțile, eliminând accentul obișnuit pe față, un opistodom, integrat în spatele naosului, fiind primul exemplu adecvat în arhitectura ionică. Aspectul rațional-matematic evident al designului se potrivește culturii grecești ionice, cu tradiția sa puternică a filozofiei naturale. Piteos avea să aibă o influență majoră cu mult dincolo de viața sa. Hermogenes, care a venit probabil din Priene, a fost un succesor meritoriu, și a obținut înflorirea finală a arhitecturii ionice în jurul anului 200 î.Hr..

##### Templul lui Artemis din Magnesia

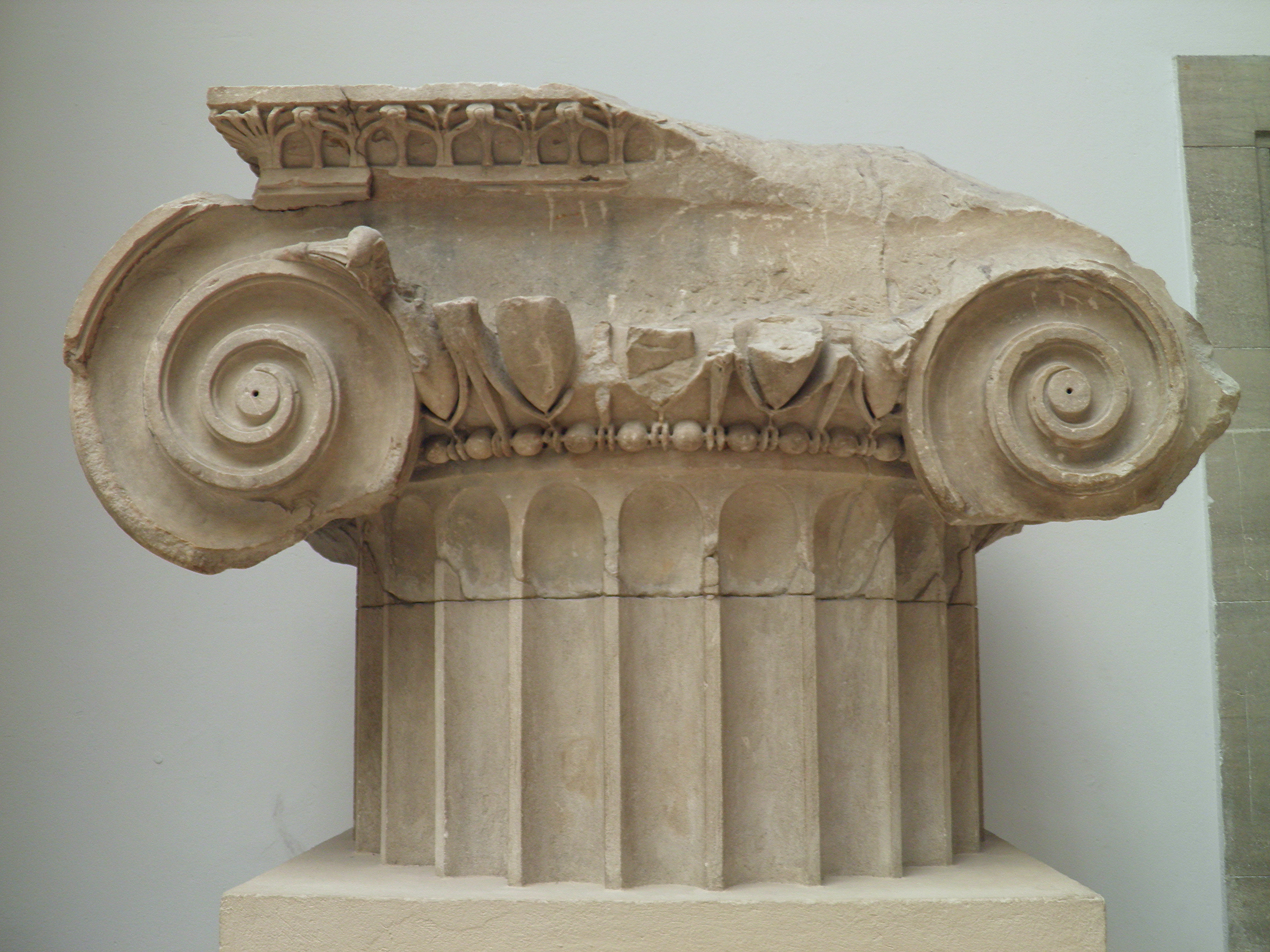
Capitel de la Templul lui Artemis din Magnesia pe Meandru în Muzeul Pergamon din Berlin (Germania)

Unul dintre proiectele conduse de Hermogenes a fost Templul lui Artemis din Magnesia pe Meandeu, unul dintre primele pseudodiptere. Alte pseudodiptere timpurii includ Templul Afroditei din Messa în Lesbos, aparținând epocii lui Hermogenes sau mai devreme, Templul lui Apollo Smintaios din Crisa și Templul lui Apollo din Alabanda. Aranjamentul pseudodipterelor, omițând rândul interior de coloane, menținând în același timp un peristasis cu lățimea a două distanțe de coloană, produce un portic lărgit masiv, comparabil cu arhitectura contemporană a sălilor. Grila templului din Magnesia se baza pe un pătrat de 3,7 m × 3,7 m. Peristasisul', a fost înconjurat de 8 × 15 coloane sau 7 × 14 intercolonamente, adică o proporție de 1:2. Naosul', consta dintr-un pronaos cu patru adâncimi de coloană, un naos cu patru coloane și un opistodom cu 2 coloane. Deasupra arhitravei peristasisului, se găsea o friză cu o lungime de 137 m, reprezentând amazonomahia. Deasupra ei erau dentilul, geisonul ionic și sima.

##### Cele atice ionice

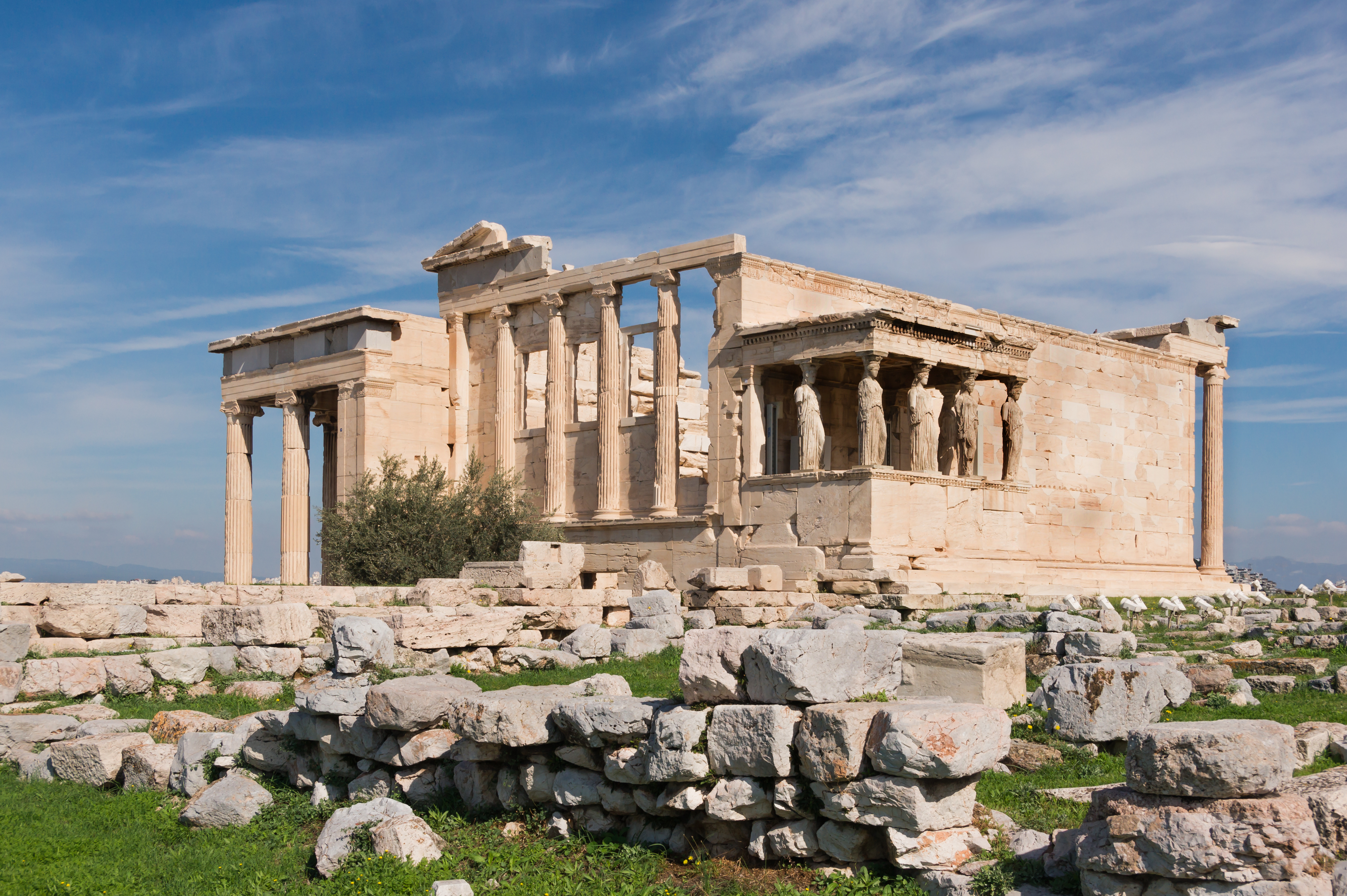
Erehteionul din Atena

Chiar dacă Atena și Attica erau, de asemenea, etnic ionice, ordinul ionic a avut o importanță minoră în zona asta. Templul Atenei Nike din Acropolă, un mic templu amfiprostilic finalizat în jurul anului 420 î.Hr., cu coloane ionice pe baze atice fără socluri, o arhitravă cu trei straturi și o friză figurală, dar fără dentilul tipic ionic, e notabil. Sălile de est și nord ale Erehteionului, finalizate în 406 î.Hr., urmează aceeași succesiune de elemente.

##### Epidaur
Un templu ionic inovator a fost cel al lui Asclepios din Epidaur, unul dintre primii de tipul pseudoperipter.  Templul ăsta mic prostilic ionic avea coloane angajate de-a lungul părților laterale și din spate, peristasisul fiind astfel redus la un simplu indiciu al unei fațade portic complete.

##### Magna Graecia
Există foarte puține dovezi ale templelor ionice în Magna Graecia. Una dintre puținele excepții e Templul clasic D timpuriu, un peripter', de 8 × 20 coloane, din Metapontum. Arhitectul său a combinat dentilele, tipice Asiei Mici, cu o friză, demonstrând astfel că coloniile erau destul de capabile să participe la evoluțiile patriei. Un mic templu ionic prostilic elenistic a fost găsit pe Poggetto San Nicola la Agrigento.

##### India elenistică

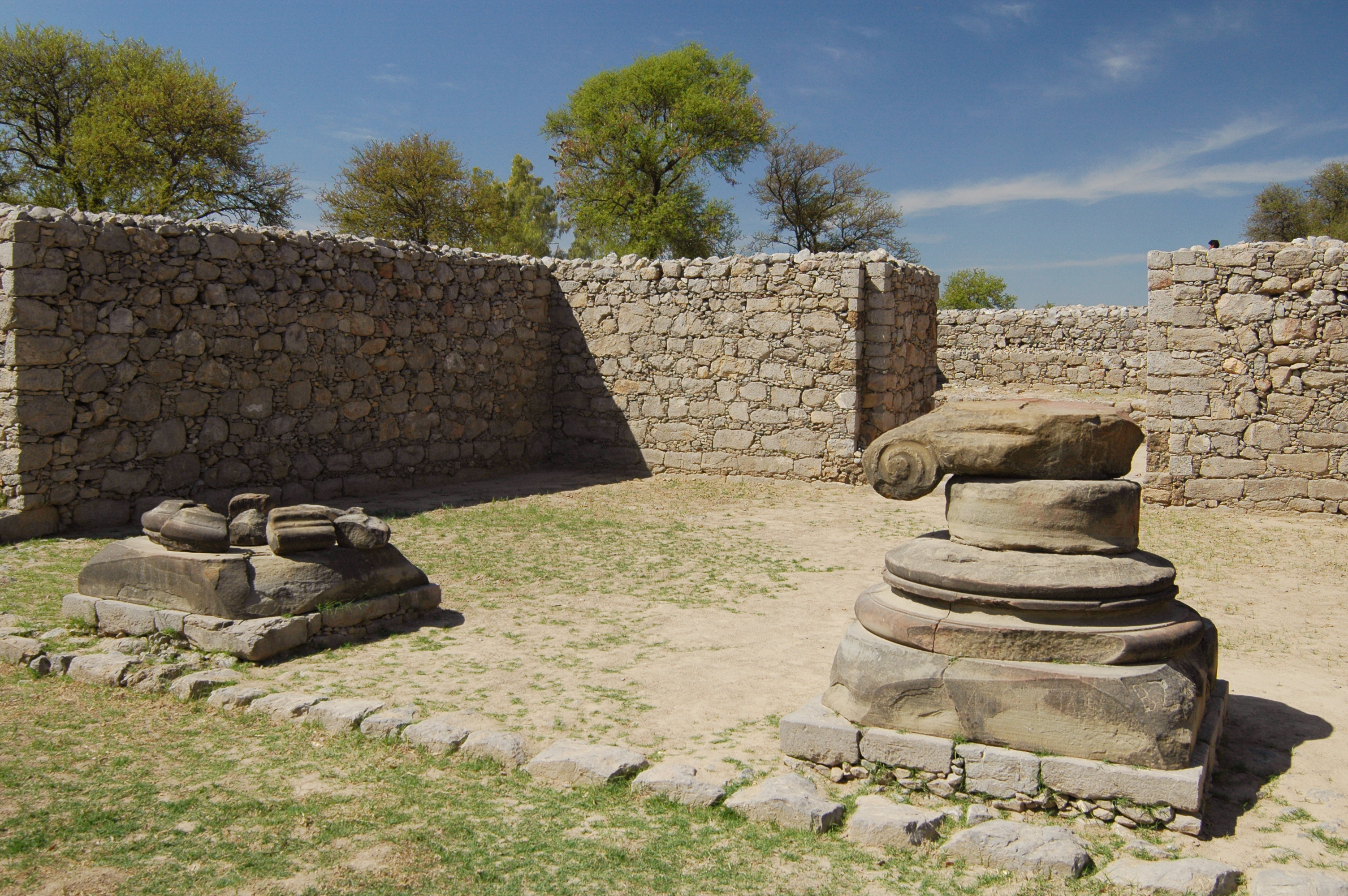
Templul elenistic cu coloane ionice din Jandial (Taxila, Pakistan)

Un templu ionic cu un design foarte asemănător cu cel al unui templu grec este cunoscut ca Jandial în Subcontinentul Indian nord-vestic, astăzi în Pakistan. Templul e considerat ca fiind unul semiclasic. Proiectarea sa e în esență cea a unui templu grecesc, cu un naos, pronaos și un opistodom în spate. Două coloane ionice din față sunt încadrate de doi pereți cu ante, ca într-un distil grecesc cu ante. Se pare că templul avea un perete exterior cu ferestre sau uși, într-un aspect asemănător cu cel al unui șir grec de coloane înconjurătoare (design peripteral). A fost numit „cea mai elenă structură găsită încă pe solul indian”.

### Cele corintice

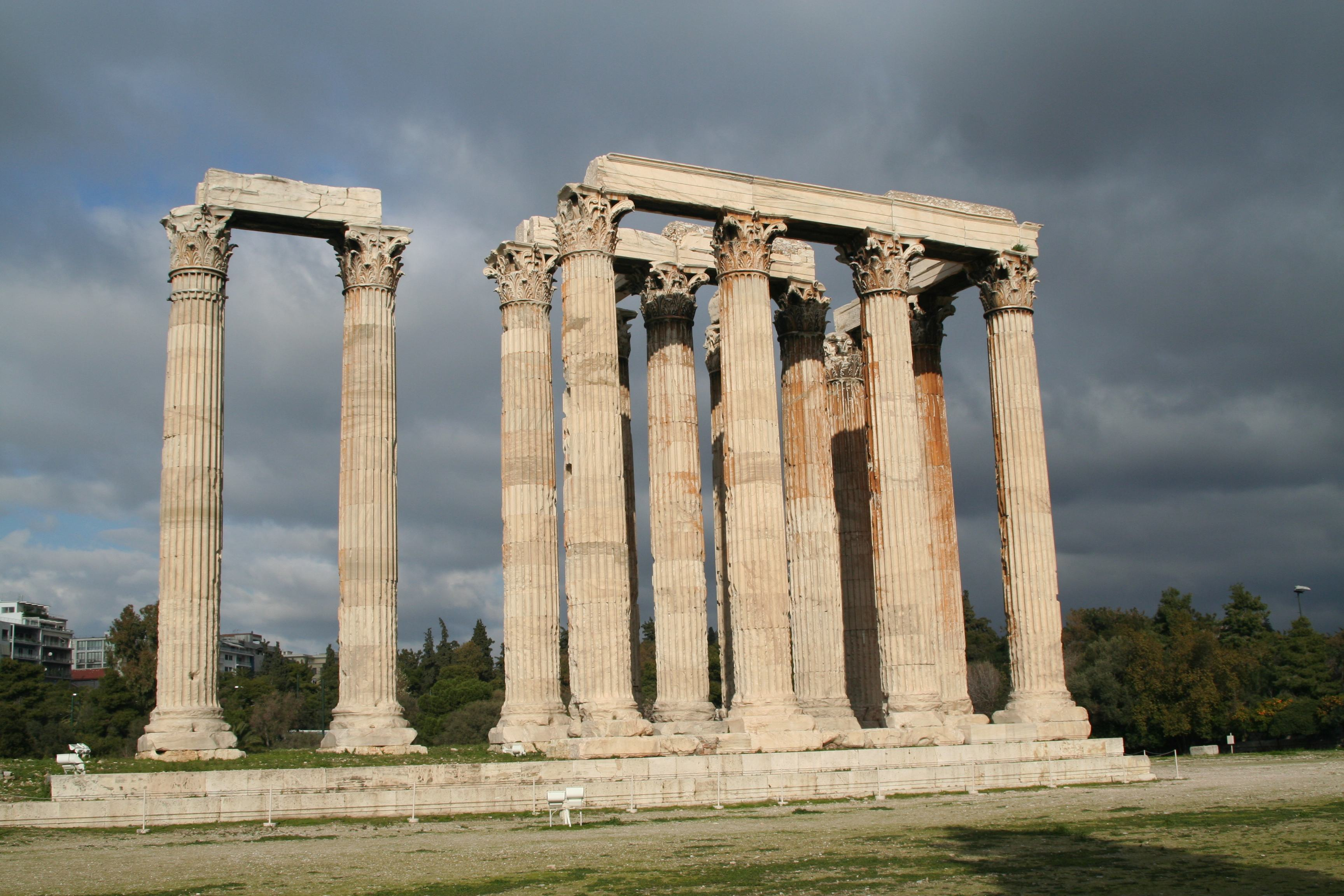
Templul lui Zeus Olimpicul din Atena

#### Începuturile
Cel mai nou dintre cele trei ordine clasice grecești, ordinul corintic, a ajuns să fie folosit pentru proiectarea externă a templelor grecești destul de târziu. După ce și-a dovedit adecvarea, de exemplu pe un mausoleu din actualul Belevi (lângă Efes), pare să fi găsit o popularitate tot mai mare în ultima jumătate a secolului al III-lea î.Hr.. Printre primele exemple se numără probabil Serapeumul din Alexandria și un templu din Hermopolis Magna, ambele ridicate de Ptolemeu al III-lea. Un mic templu al Atenei Limnastis din Messene, cu siguranță corintic, e atestat doar prin desene ale călătorilor timpurii și fragmente foarte rare. Datează probabil la sfârșitul secolului al III-lea î.Hr..

#### Exemple

##### Templul elenistic al lui Zeus Olimpicul din Atena
Prima prezență databilă și bine conservată a templului corintic este reconstrucția elenistică a Templului lui Zeus Olimpicul din Atena, planificată și începută între anii 175-146 î.Hr.. Dipterul ăsta puternic cu substructura sa de 110 × 44 m și coloanele de 8 × 20 urma să fie unul dintre cele mai mari temple corintice construite vreodată. Donat de Antioh al IV-lea, a combinat toate elementele ordinului asiatic/ionic cu capitelul corintică. Elementele sale asiatice și concepția sa ca dipter au făcut din templu o excepție în Atena.

##### Olba
În jurul mijlocului secolului al II-lea î.Hr., un peripter corintic de 6 × 12 coloane a fost construit în Olba-Diokaisarea din Cilicia cea stâncoasă. Coloanele sale, majoritatea încă în poziție verticală, stau pe baze fără plinte, excepționale pentru perioada lor. Cele 24 de caneluri ale coloanelor sunt indicate doar de fațete în treimea inferioară.  Fiecare dintre capitelurile corintice e compus din trei părți separate, o formă excepțională. Antablamentul templului era probabil în ordinul doric, așa cum sugerează fragmentele de mutule împrăștiate printre ruine. Toate detaliile astea sugerează un atelier alexandrin, deoarece Alexandria a arătat cea mai mare tendință de a combina antablamentele dorice cu capitelurile corintice.

##### Templul lui Hecate din Lagina
O altă opțiune de plan e prezentată de templul lui Hecate din Lagina, un mic pseudoperipter de 8 × 11 coloane. Membrii săi arhitecturali respectă în totalitate canonul asiatic/ionic. Trăsătura sa distinctivă, o friză figurală bogată, face din el, ridicat în jurul anului 100 î.e.n., o bijuterie arhitecturală. Sunt cunoscute alte temple grecești târzii în ordinul corintic, exemple fiind la Milas și, pe terasa mijlocie a gimnaziului din Pergam.

##### Folosiri distincte ale ordinului corintic, influențe
Cele câteva temple grecești în ordinul corintic sunt aproape întotdeauna excepționale ca formă sau plan și sunt inițiat o expresie a patronajului regal. Ordinul corintic a permis o creștere considerabilă a efortului material și tehnic investit într-o construcție, ceea ce a făcut ca folosirea sa să fie atractivă în scopul auto-măririi regale. Dispariția monarhiilor eleniste și puterea în creștere a Romei și a aliaților ei au pus elitele mercantile și administrațiile sanctuarelor în pozițiile de sponsori ai templelor. Construirea templelor corintice a devenit o expresie tipică a încrederii în sine și a independenței. Ca element al arhitecturii romane, templul corintic a ajuns să fie distribuit pe scară largă în toată lumea greco-romană, în special în Asia Mică, până la sfârșitul perioadei imperiale.

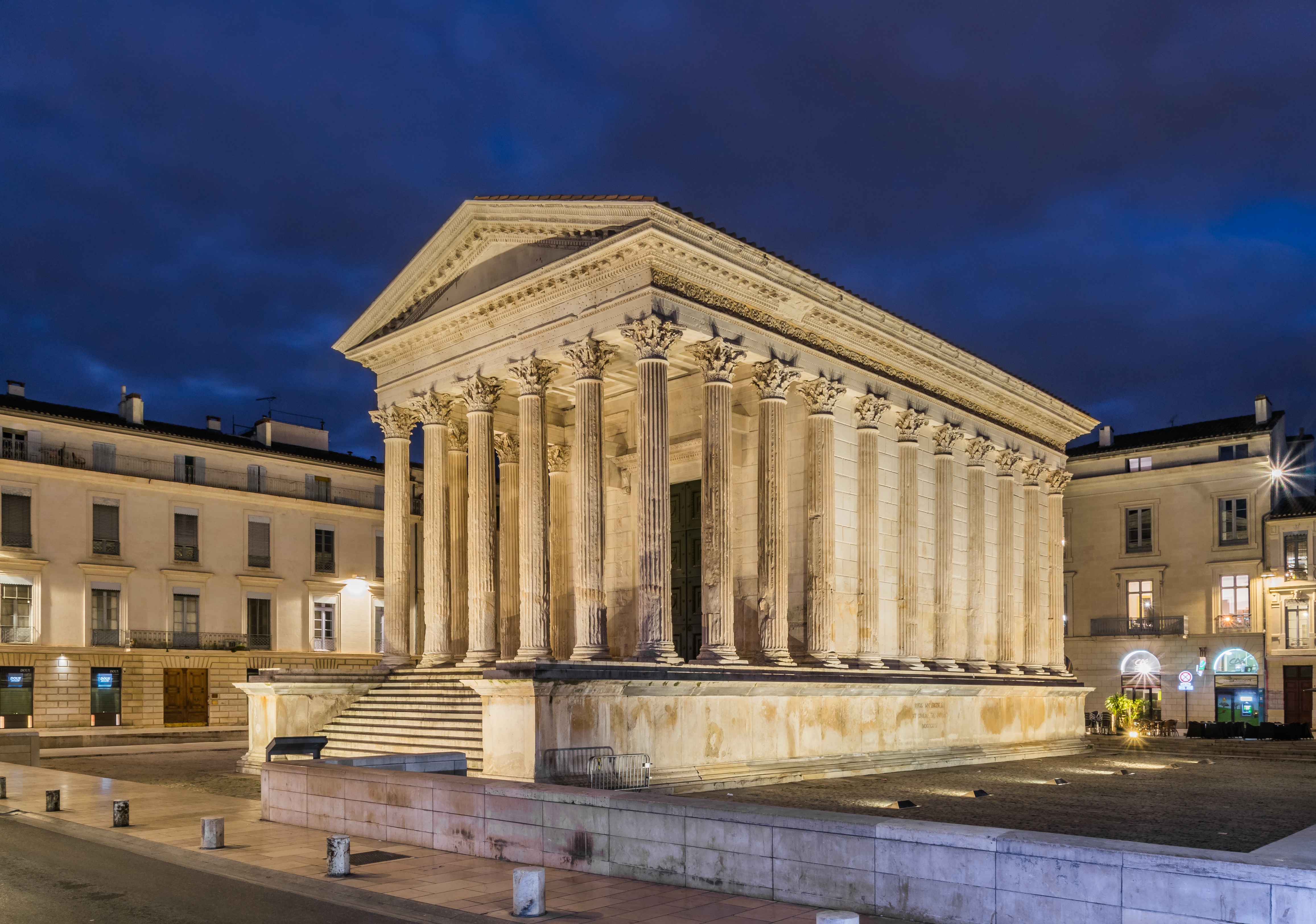
Maison Carrée din Nîmes (Franța), din 16 î.Hr., un templu roman tipic, e un pseudoperipter corintic în hexastil
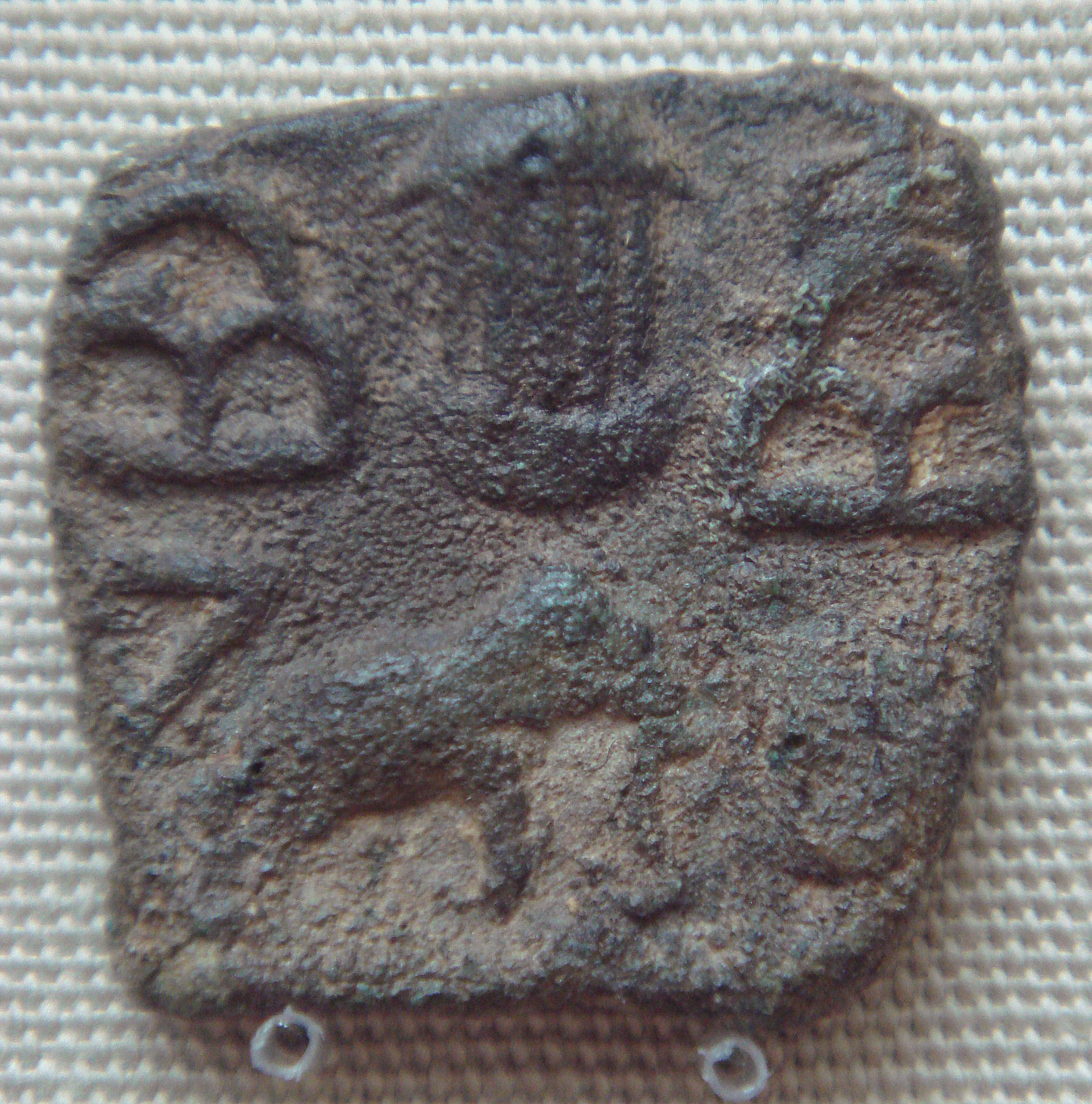
Monedă din Regatul Pandyan care înfățișează un templu între două simboluri de dealuri și un elefant, din Sri Lanka, secolul I d.Hr.

## Rămășite care au supraviețuit

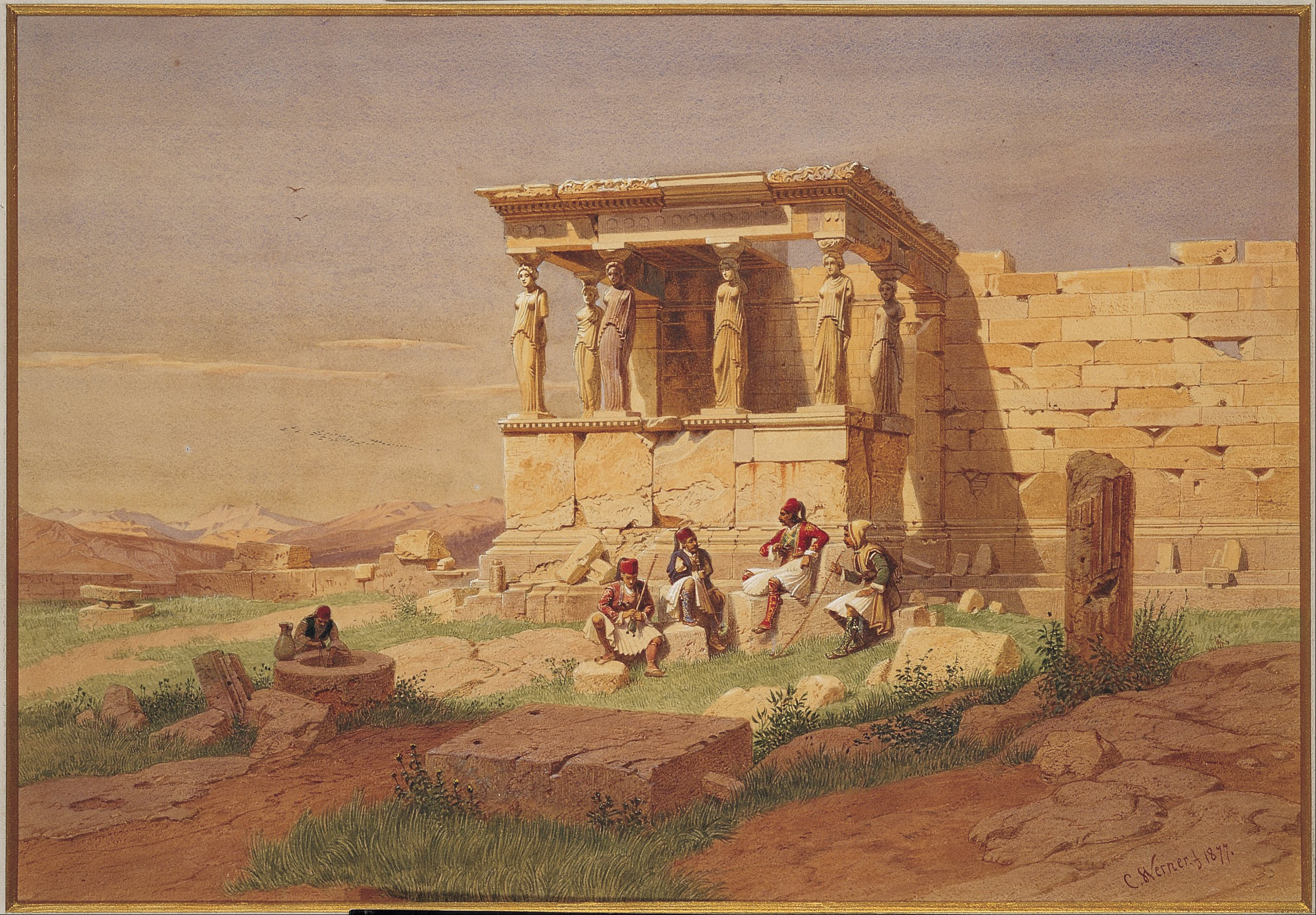
Pictură cu Erehteionul, de Werner Carl-Friedrich, din 1877

Chiar dacă sunt extrem de solid construite, în afară de acoperiș, relativ puține temple grecești au lăsat rămășițe foarte semnificative; ele sunt adesea cele care au fost convertite la alte folosiri, cum ar fi biserici sau moschei. Există multe în care platformele sunt destul de complete și unele elemente rotunde ale tambururilor coloanelor, care au fost mai greu de refolosit de constructorii ulteriori. Practica oarecum controversată a anastilozei sau reridicarea materialelor căzute a fost uneori folosită. Blocurile dreptunghiulare de pereți au fost de obicei scoase pentru refolosire, iar unele clădiri au fost distruse sau slăbite doar pentru obținerea de bolduri de bronz care leagă blocurile. Sculptura din marmură a fost adesea îndepărtată ca să se facă var pentru mortar și orice a supraviețuit a fost de obicei dus la un muzeu, nu mereu unul local.
Cele mai complete rămășițe sunt concentrate în Atena și sudul Italiei; mai multe sunt descrise mai detaliat mai sus, la ordinele lor. Atena are Partenonul și Templul lui Hefaistos care e chiar și mai bine conservat, ambele în trecut biserici, precum și două mici temple de pe Acropolă și un colț al marelui Templu corintic al lui Zeus Olimpicul. Micul Templu al lui Apollo Epicurius din Bassae a supraviețuit într-o locație rurală, cu cele mai multe coloane și blocuri principale de arhitrave în loc, în mijlocul unui amestec de piatră căzută. Din asta, anticarii britanici au extras Friza din Bassae în 1812, care a ajuns în curând în British Museum.
În Italia, Paestum, la sud de Napoli, în apropierea a ceea ce a fost limita nordică a Magnei Graecia (Italia greacă), are trei temple dorice consecutive, în mijlocul ruinelor romane ale orașului. În Sicilia, Valle dei Templi de lângă Agrigento are un grup și mai mare, cu structura principală a Templului Concordiei deosebit de bine conservată. De-a lungul coastei, Selinunte a fost distrus în jurul anului 250 î.Hr. de cartaginezi și are ruinele a cinci temple prăbușite, dintre care unul a fost reconstruit din materialele originale. Nu departe, Segesta are un singur templu doric a cărui structură principală e în mare parte intactă.

## Legături externe
- Galerie cu imagini cu Temple Grecești (Universitatea din Chicago)